# شبه الجزيرة العربية
شِبهُ الجَزِيرة العَرَبيَّة والمعروفة أيضًا بـ الجَزِيرةُ العَرَبيَّة وجَزيرةُ العَرَب كما تعرف بـ شِبهِ القَارة العربيَّة هي منطقة جغرافية تقع في جنوب غرب آسيا عند تلاقي آسيا مع أفريقيا وهي أكبر شبه جزيرة في العالم، تضم دول مجلس التعاون الخليجي بالإضافة إلى اليمن وجنوب كل من العراق والأردن، وهي ثاني أكبر شبه قارة على وجه الأرض وتغطي 3,237,500 كم² (1,250,000 ميل²). تشكل شبه الجزيرة العربية جزءًا هامًا من قارة آسيا حيث أنها تلعب دورًا جيوسياسيًا مؤثرًا في العالم، وذلك لما تمتلك من احتياطيات نفطية كبيرة ومصادر للغاز الطبيعي.
تكونت شبه الجزيرة نتيجة تصدع حدث للبحر الأحمر بين 56 و 23 مليون سنة. وهي محاطة من الغرب بالبحر الأحمر، ومن الشمال الشرقي بالخليج العربي، ومن الجنوب الشرقي بالمحيط الهندي، واختلف في الحد الشمالي البري.
تنقسم شبه الجزيرة العربية لأقاليم ومناطق جغرافية مختلفة، وقد قسمها الجغرافيون العرب إلى قسمين أساسيين:
- خمسة أقاليم رئيسية:[5][6] إقليم تهامة وإقليم الحجاز وإقليم البحرين وإقليم نجد وإقليم اليمن.
- أقاليم فرعية: إقليم العروض والربع الخالي وإقليم اليمامة وإقليم عمان وإقليم حضرموت.

## الجغرافيا

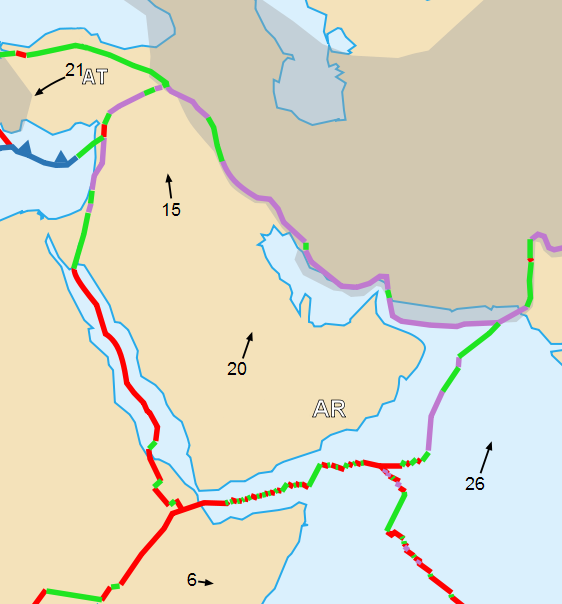
خريطة توضح جيولوجيا تماس الصفائح التكتونية بالصفيحة العربية

تقع شبه الجزيرة العربية في قارة آسيا وهي محاطة (باتجاه عقارب الساعة) بالخليج العربي في الشمال الشرقي، وبمضيق هرمز وخليج عمان شرقًا. وببحر العرب بالجنوب الشرقي وبالجنوب، وخليج عدن جنوبًا، ومضيق باب المندب بالجنوب الغربي والبحر الأحمر بالجنوب الغربي والغرب. تتداخل شبه الجزيرة العربية شمالًا بالصحراء العراقية والصحراء الشامية الواقعة أسفل البادية العراقية والبادية الشامية، قال أبو عبيد والأصمعي في وصف جزيرة العرب «هي من ريف العراق إلى عدن طولا، ومن تهامة وما وراءها إلى أطراف الشام عرضاً»، وقال أبو عبيدة: هي من حفر أبي موسى إلى اليمن طولا ومن رمل تبرين إلى منقطع السماوة عرضاً. وقال الخليل: إنما قيل لها جزيرة لأن بحر الحبَش وبحر فارس والفرات قد أحاطت بها ونسبت إلى العرب لأنها أرضها ومسكنها ومعدنها، وقال بكر أبو زيد في كتابه خصائص جزيرة العرب «يحدّها شمالاً ساحل البحر الأحمر الشرقي وما على ما سامته شرقاً من مشارف الشام وأطرافه (الأردن حالياً) ومنقطع السماوة من ريف العراق والحد غير داخل في المحدود هنا». وبالرغم من هذا فإن الحدود السياسية المتخذة في الشمال هي حدود السعودية وَالكويت.
أوضح معلم في شبه الجزيرة العربية هي الطبيعة الصحراوية التي تعم معظم المنطقة باستثناء المنطقة الواقعة في الجنوب الغربي حيث تكثر السلاسل الجبلية والتي تهطل بها أمطارًا أكثر من غيرها في بقية المناطق. حارة الشام[مبهم] هي منطقة بركانية تمتد من شمال غرب الجزيرة وصولًا إلى الأردن وجنوب سوريا.

### التاريخ الجيولوجي
كانت الجزيرة العربية في العصر المايوسيني الأوسط قبل 6-8 مليون سنة أرضًا شديدة الخصوبة بها أنهار جارية، وتم اكتشاف بقايا حيوانات ضخمة في الجزيرة العربية، ففي غرب الجزيرة العربية، تم اكتشاف بقايا فيلة ضخمة وقطط حادة الأسنان وضباع، وفرس النهر، وزراف وبقر وغزلان وتماسيح والسلاحف وأسماك، وكذلك جذور أشجار متحجرة يصل طول بعضها إلى عشرة أمتار، وفي جنوب الجزيرة العربية تم اكتشاف آثار ديناصورات بعضها لآكلي اللحوم (ألوصور)، والبعض لديناصورات آكلة نباتات، إضافة لاكتشاف بيضة ديناصور في منطقة أرحب اليمنية. وفي غرب الجزيرة العربية، تم اكتشاف عظام ديناصور يصل طوله إلى 12 متر. وبيضة ديناصور في مدينة ينبع، تعتبر الأكبر من نوعها عالميًا.

## الأقاليم
تنقسم شبه الجزيرة العربية لأقاليم ومناطق جغرافية عديدة، وقد قسمها الجغرافيون والكُتَّاب إلى قسمين أساسيين:
- 1-أقاليم رئيسية:[13][16][17][18][19][20]
  - إقليم تهامة: السهل الساحلي المحاذي للبحر الأحمر غرب شبه الجزيرة العربية.[13]
  - إقليم الحجاز: الجزء الغربي من شبه الجزيرة العربية، والحجاز هي سلسة الجبال والمرتفعات الحاجزة نجد عن تهامة، ما بين خيبر في الشمال وظهران الجنوب في الجنوب.[21][22][23]
  - إقليم نجد: عبارة عن هضبة واسعة بوسط شبه الجزيرة العربية تقع بين الحجاز غربًا وصحراء الدهناء شرقًا ومن حضن جنوبًا حتى النفود الكبير شمالًا.[13]
  - إقليم حضرموت: المنطقة الواقعة في الجنوب الأوسط من شبه الجزيرة العربية، حدودها ما بين صحراء الربع الخالي شمالاً وبحر العرب جنوباً، ومن عين بامعبد غرباً إلى ظفار شرقاً.[24]
  - إقليم البحرين: الجزء الشرقي من شبه الجزيرة العربية ما بين عمان جنوباً والبصرة شمالًا.
  - إقليم عمان: المنطقة الواقعة في جنوب شرق شبه الجزيرة العربية. وتشمل حالياً سلطنة عمان ودولة الإمارات العربية المتحدة، ويعرف الإقليم باسم مجان في النصوص المسمارية.[25]
  - إقليم اليمن: الجزء الجنوبي الغربي من شبه الجزيرة العربية.[26] ومصطلح «اليمن» يعني الجنوب في اللغة العربية، يرادفه كلمة «يمنت» في اللغة السبئية التي تعني الجنوب هي الأخرى، وقد قال جواد علي في كتابه المفصل في تاريخ العرب قبل الإسلام ويمنت -في رأي «كلاسر»- كلمة عامة تشمل الأرضين في القسم الجنوبي الغربي من جزيرة العرب؛ من باب المندب حتى حضرموت. وكانت تتألف من مخاليف عديدة، يحكمها أقيال وأذواء مستقلون بشئونهم، ولكنهم يعترفون بسيادة «ظفار» أو «ميفعة» عليهم. ومن أشهر مدن «يمنت» الساحلية في رأي «كلاسر» Ocelis عند باب المندب، و«عدن» Arabia Emporium و«قانة» «قنا» Cane في حضرموت وتعني «يمنت» في العربيات الجنوبية الجنوب، وقد رأى «فون وزمن» أنها تعني القسم الجنوبي من أرض حضرموت، وهي الأرض التي كانت عاصمتها «ميفعت» «ميفعة» في ذلك الزمان. ومن «يمنت» ولدت كلمة اليمن التي توسع مدلولها في العصور الإسلامية حتى شملت أرضين واسعة، لم تكن تعد من اليمن قبل الإسلام، تجدها مذكورة في مؤلفات علماء الجغرافيا والبلدان والموارد الأخرى. واليمن عند أهل الأخبار أرض واسعة يحدها من الغرب بحر القلزم، أي: البحر الأحمر، ومن الجنوب بحر الهند، أي: البحر العربي في اصطلاحنا، ومن الشرق البحر العربي. وتتصل حدود اليمن الشمالية إلى حدود مكة -الحجاز- حيث الموضع المعروف بـ«طلحة الملك»[23]-في ظهران الجنوب-.وقد أورد أهل الأخبار على مألوف عادتهم تفاسير لسبب تسمية اليمن يمنًا، فذكروا أن اليمن إنما سميت يمنًا نسبة إلى يمن بن قحطان، وقيل: إن قحطان نفسه كان يسمى بيمن. وقيل: إنما سميت بيمن بن قيدار، وقيل: سميت؛ لأنها يمين الكعبة، وقيل: سميت بذلك؛ لتيامنهم إليها، وقيل: لما تكاثر الناس بمكة وتفرقوا عنها، التأمت بنو يمن إلى اليمن، وهو أيمن الأرض.[27] أما بلاد اليمن: فهي عدة قرى وبلدات تم ضمها في اسم واحد جامع من قبل الدولة الإسلامية العربية في الحجاز في عصر صدر الإسلام فأطلقوا عليها اسم:«بلاد اليمن: أي بلاد الجنوب»؛ لوقوعها في جنوب الحجاز، تمتد بلاد اليمن تاريخيًا من سراة خولان/ فيفاء وسراة جنب في الشمال إلى خليج عدن في الجنوب.[28][29][30]

- 2-أقاليم ومناطق فرعية:
  - الربع الخالي: ثاني أكبر صحراء في العالم، وهي المنطقة الواقعة في الوسط مابين أقاليم: (العروض - عمان - نجد - حضرموت - اليمن - الحجاز)[31][32][33]
  - إقليم اليمامة: منطقة تقع ضمن إقليمي: (العروض ونجد)، وهي تقع في الجزء الشرقي الجنوبي من إقليم نجد.[34][35]
  - إقليم العروض: هو اسم يطلق على اقليمي البحرين واليمامة، وهو يشمل الجزء الشرقي من شبه الجزيرة العربية وجزء من نجد.[36]
  - الجزر المحيطة : وأهمها جزيرة البحرين وجزيرة سقطرى وجزر باب المندب وجزر الفرسان وتيران وصنافير وشبه جزيرة سيناء.

## الحدود
تضم الحدود الجغرافية الطبيعية لشبه الجزيرة العربية 7 دول في الوقت المعاصر، بالإضافة إلى أجزاء من دولة العراق والمملكة الهاشمية الأردنية:
- المملكة العربية السعودية: 2,149,690 كم
- الجمهورية اليمنية: 555,000 كم
- سلطنة عُمان: 309,500 كم
- دولة الإمارات العربية المتحدة: 83,600 كم
- دولة الكويت: 17,820 كم
- دولة قطر: 11,437 كم
- مملكة البحرين: 765.5 كم

تقدر مساحة شبه الجزيرة العربية بـ 3,000,000 كيلومتر مربع، أغلبها صحراء غير مستغلة، يسقط المطر في مناطق منها بينما قد ترتفع درجة الحرارة فيها لتصل إلى 54 درجة مئوية في بعض الأحيان، تعتبر المنطقة مهمة اقتصاديًا لوفرة آبار النفط فيها.
وتقع هذه الدول على الخريطة (باتجاه عقارب الساعة من الشمال إلى الجنوب) الكويت والبحرين وقطر والإمارات في الشرق، وعمان في الجنوب الشرقي، واليمن في الجنوب، فيما تقع السعودية في المنتصف، وأخيرًا تقع جزيرة البحرين خارج شبه الجزيرة في الشرق على الخليج العربي، وتبلغ مساحة كل من السعودية (2.149.690 كم2) واليمن (555,000 كم2) وعمان (309,000 كم2) والإمارات (83,600 كم2) والكويت (17,820 كم2) وقطر (11,437 كم2) والبحرين (700 كم2).
وتغطي المملكة العربية السعودية أكبر مساحة من شبه الجزيرة العربية، أغلب سكان شبه الجزيرة يقطنون في اليمن ثم السعودية. وتحتوي الجزيرة العربية على أكبر احتياطي عالمي للنفط، فيما تُعرفَ السعودية والإمارات كأغنى دولتين اقتصاديًا بين بقية الدول في الجزيرة العربية، وقطر هي شبه جزيرة على الخليج العربي شرق شبه الجزيرة العربية، الكويت تمتلك حدودًا مع العراق وهي دولة مهمة استراتيجيًا، ومثلت أحد أهم المواقع لقوات التحالف في غزو العراق 2003.

## السكان
بلغ عدد سكان شبه الجزيرة العربية الكلي حوالي 72.6 مليون نسمة عام 2011. ويشمل هذا العدد نحو 27.374 مليون نسمة من المقيمين الأجانب. وترتفع نسبة المقيمين الأجانب في شبه الجزيرة العربية أو بالأخص دول مجلس التعاون لمستويات مرتفعة جدًا، حيث بينت إحصائية في 2006 م أن في الإمارات قرابة 88% من السكان مقيمين، وفي قطر 90%، بينما في الكويت 72% 
حسب تقديرات جهاز الإحصاءات العامة والمعلومات للتقديرات السكانية المستقبلية في السعودية (منتصف 2019) فإن عدد السكان بلغ 34 مليون منهم 21 مليون مواطن و 13 مليون مقيم أجنبي بنسبة 38.2%.
ويوجد أقليات غير عربية كالزنجباريين والبلوش والبخاريين والبورماويين والهنود والهوسا تم تجنيسهم في دول الخليج، ولا تتوفر إحصائيات عن أعداد المواطنين المجنسين في الإمارات وسلطنة عمان والسعودية وقطر.
| الدولة                   | إجمالي السكان | المواطنين | المقيمين الأجانب | عام الاحصاء | المصدر               |
| ------------------------ | ------------- | --------- | ---------------- | ----------- | -------------------- |
| السعودية                 | 34 مليون      | 21 مليون  | 13 مليون         | 2019        | [ 40 ] [ 40 ]        |
| اليمن                    | 26.5 مليون    | 26 مليون  | 246 ألف          | 2011        |                      |
| الإمارات العربية المتحدة | 8.2 مليون     | 947 ألف   | 7.3 مليون        | 2011        | [ 42 ]               |
| الكويت                   | 4.7 مليون     | 1.4 مليون | 3.3 مليون        | 2019        | [ 43 ]               |
| عُمان                     | 4 مليون       | 2.2 مليون | 1.7 مليون        |             |                      |
| قطر                      | 1.6 مليون     | 250 ألف   | 1.350 مليون      |             |                      |
| البحرين                  | 1.3 مليون     | 568 ألف   | 745 ألف          |             | [ 44 ] [ 44 ] [ 45 ] |
| المجموع                  | 79.6 مليون    | 52 مليون  | 27 مليون         |             |                      |

امرأة سعودية جنوبية من بارق سنة 1946
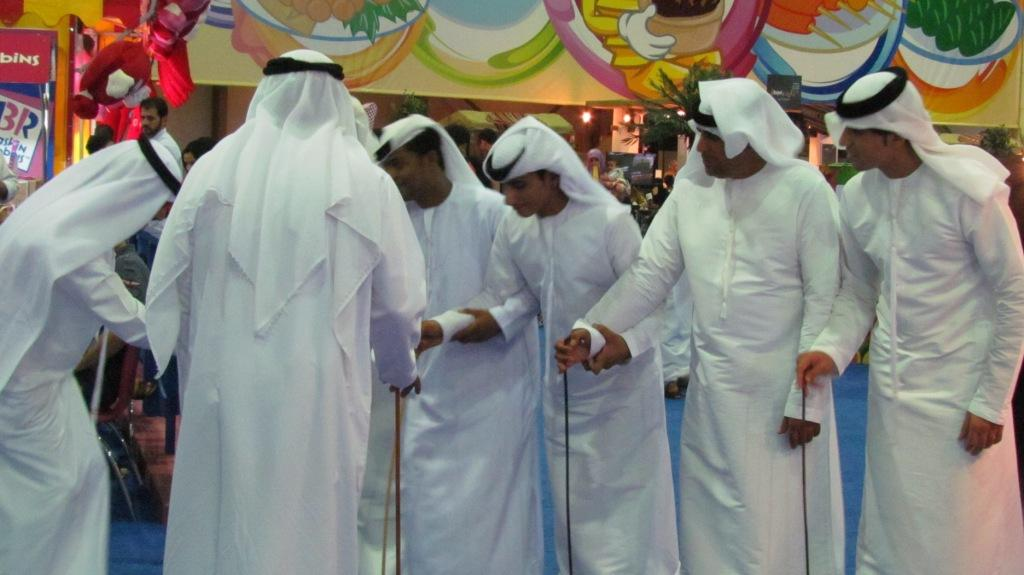
رجال من الإمارات يرقصون اليولة وهي فلكلور شعبي إماراتي
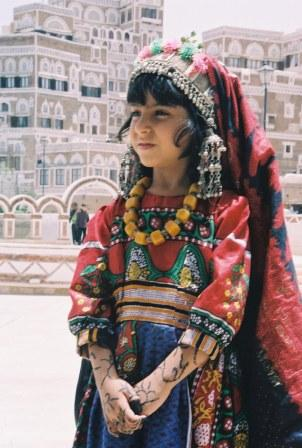
فتاة صنعانية بالزي العربي اليمني التقليدي
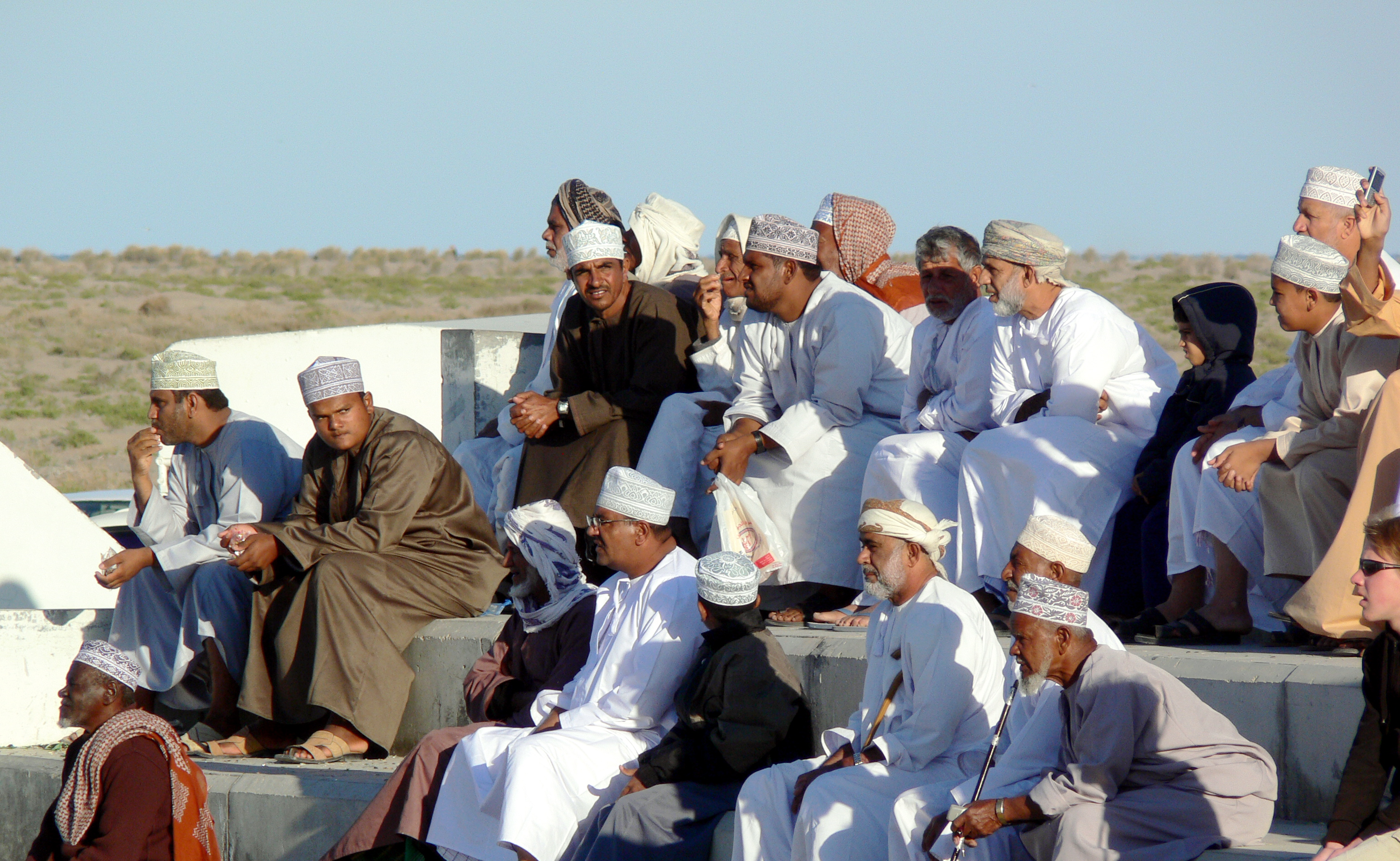
رجال عمانيون بالزي التقليدي لسلطنة عمان
غلاف مجلة العربي وتظهر طفلة بالزي الشعبي لدولة الكويت
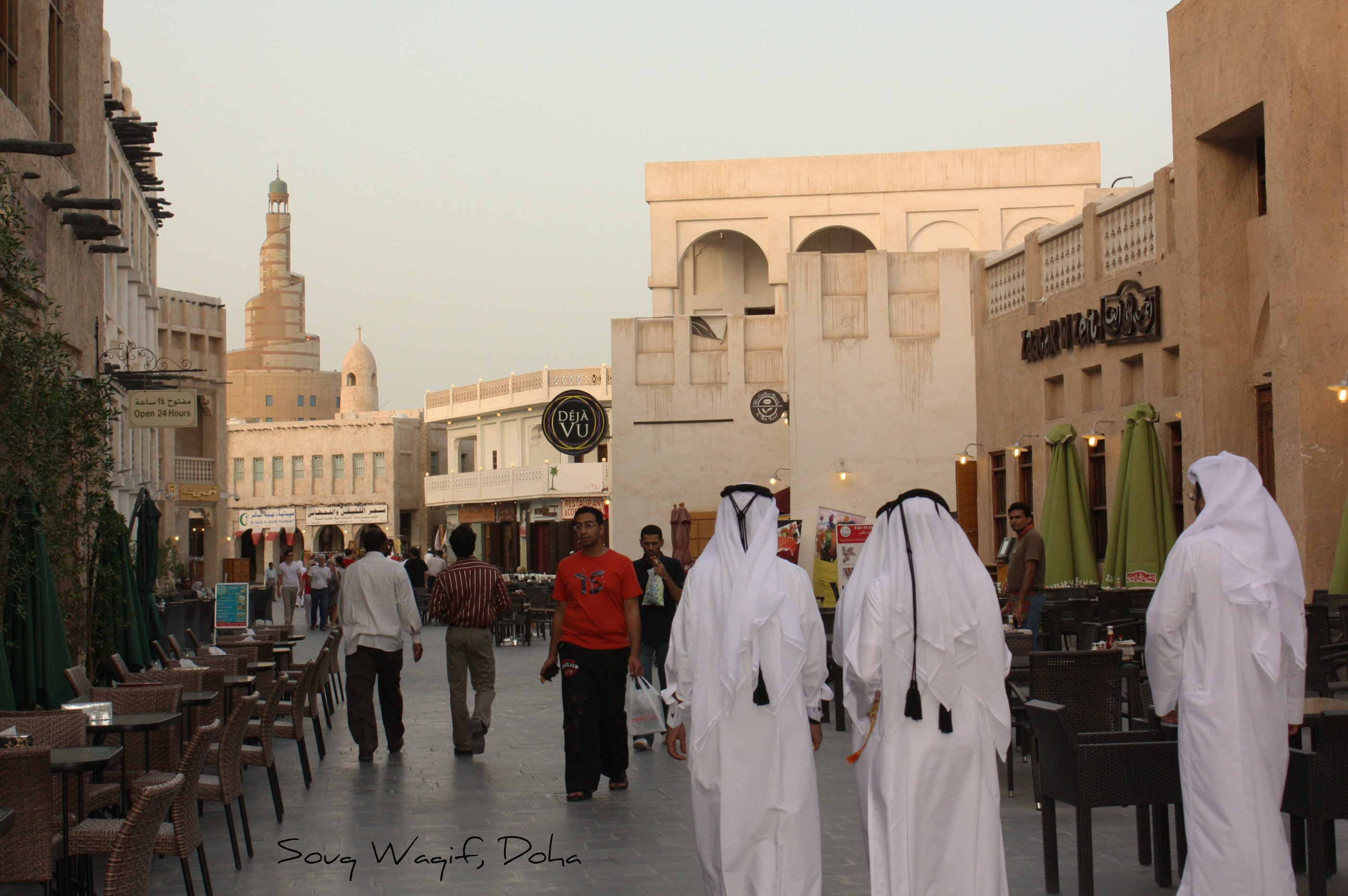
شباب قطريون في سوق واقف

## البيئة
مناخ شبه الجزيرة العربية هو مناخ قاري، حار صيفًا بارد شتاء ومعدل سقوط الأمطار بمتوسط 23 سم/2 سنويًا. ويوجد الكثير من الكائنات في الجزيرة العربية، منها النمر العربي، والظباء وهي مهددة بالانقراض، كما أنها تحتوي بعض النباتات موطنها الأصلي شبه الجزيرة العربية، مثل: العنصل والفرسك والطلح.

### الطقس
عمومًا يكون الطقس شديد الحرارة وأيضًا يتميز بشدة الجفاف على الرغم من وجود استثناءات، ففي المناطق المرتفعة تنخفض درجة الحرارة كلما ازدادت نسبة الارتفاع عن مستوى سطح الأرض. في الحدود الساحلية لبحر العرب قد تتحول الأجواء باردة، وتهب النسائم الرطبة في الصيف وبشكل مفاجئ نتيجة حركة المياه الباردة باتجاه الساحل. يُعرَف عن شبه الجزيرة العربية عدم احتوائها على غابات كثيفة، إلا أن الأحياء البرية متكيفة على الطبيعة الصحراوية في جميع أرجاء المنطقة.

### الطبيعة

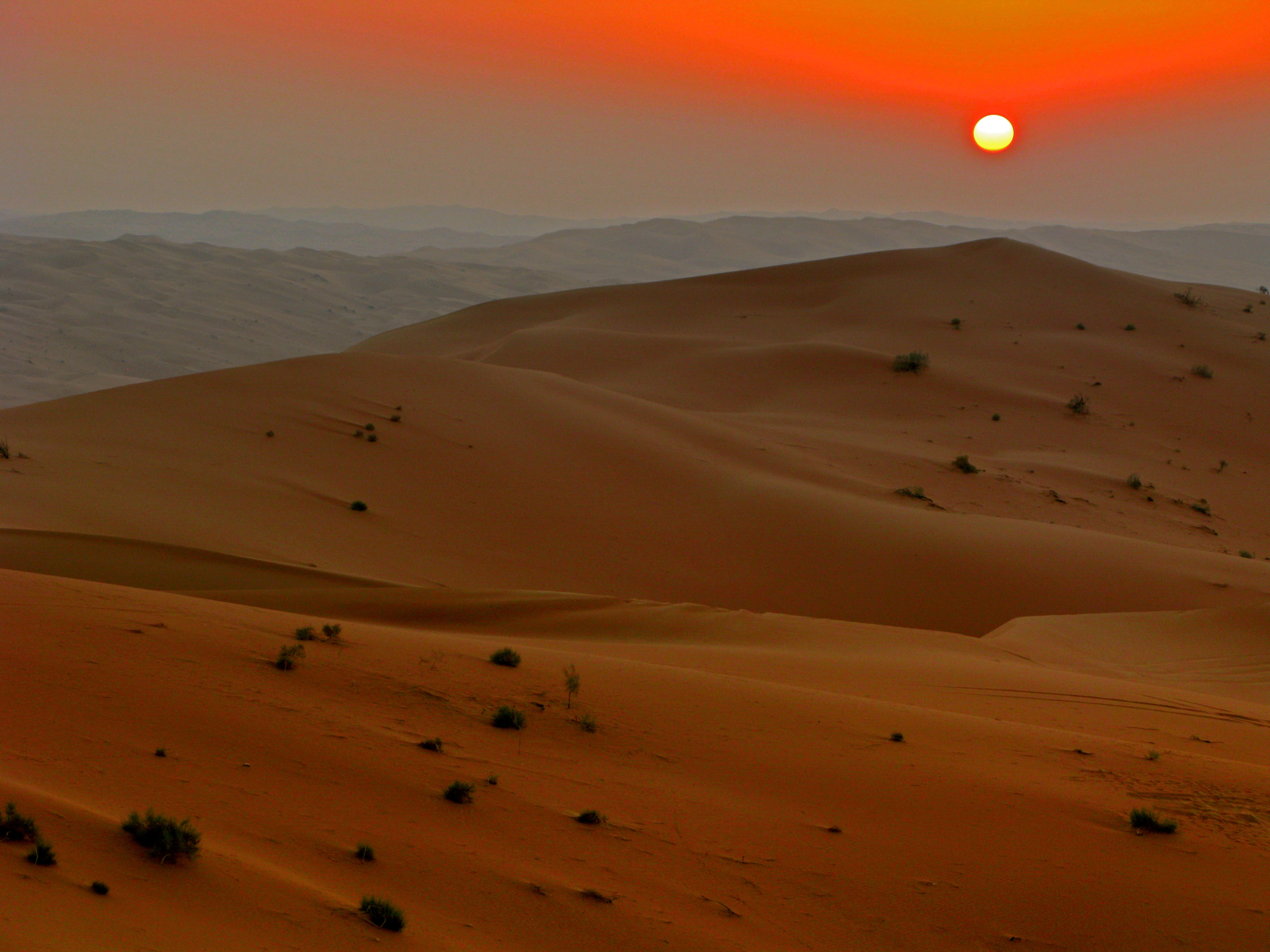
الربع الخالي في السعودية واليمن وسلطنة عمان والإمارات
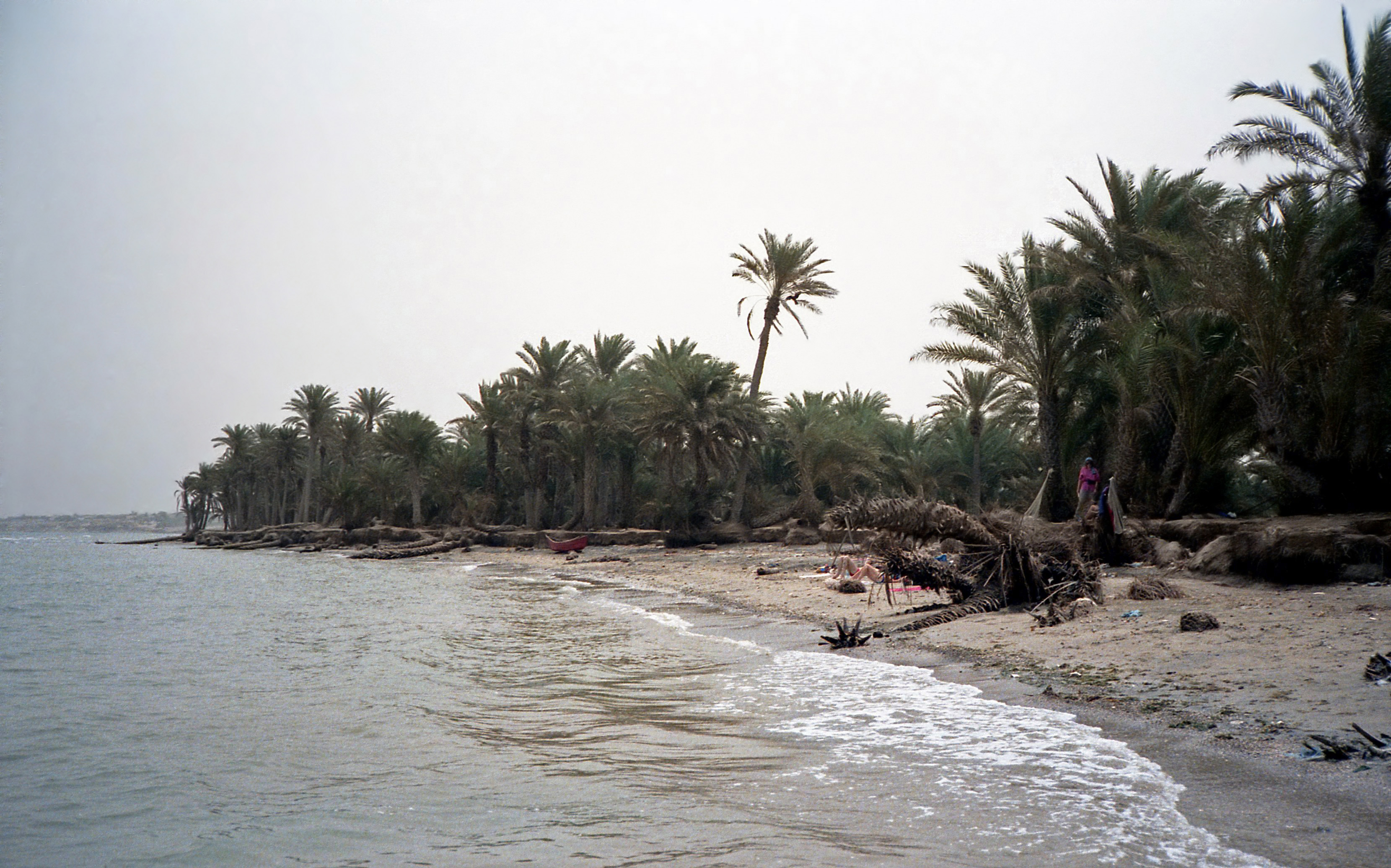
تهامة في السعودية واليمن
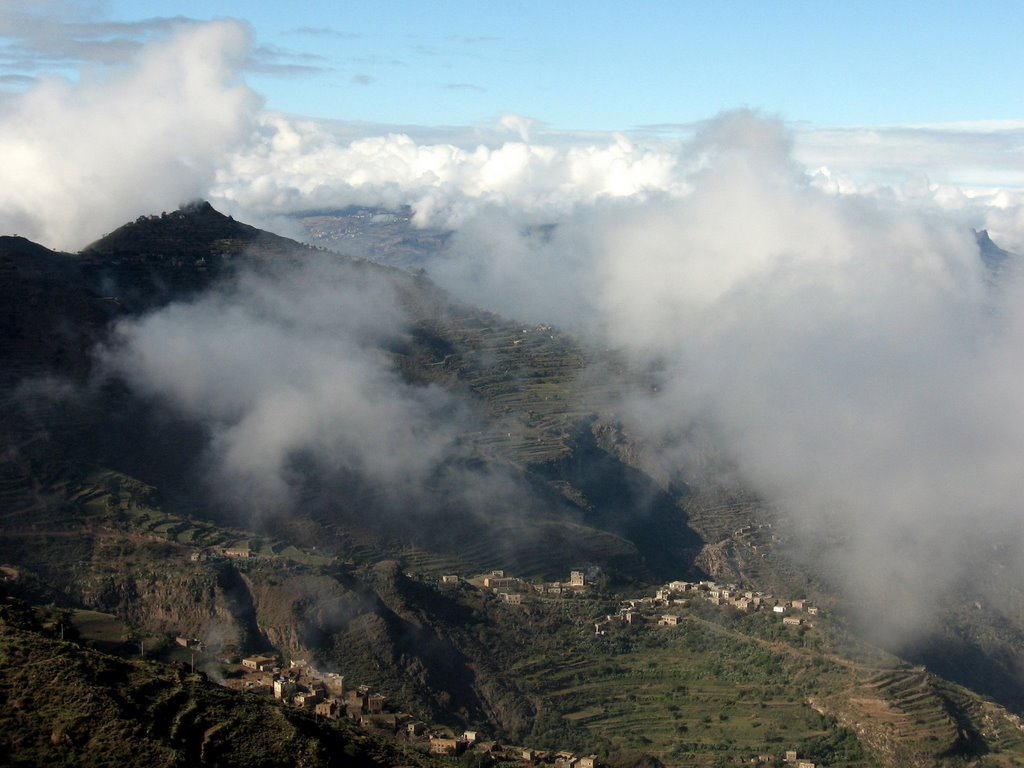
إب في اليمن
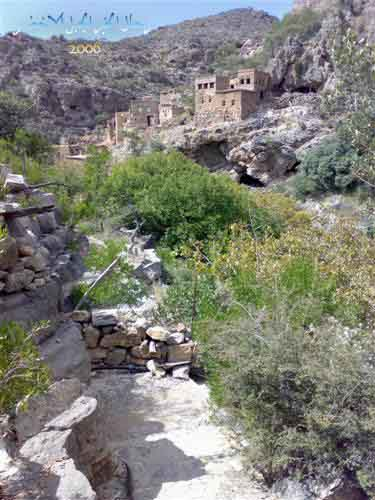
الجبل الأخضر في سلطنة عمان
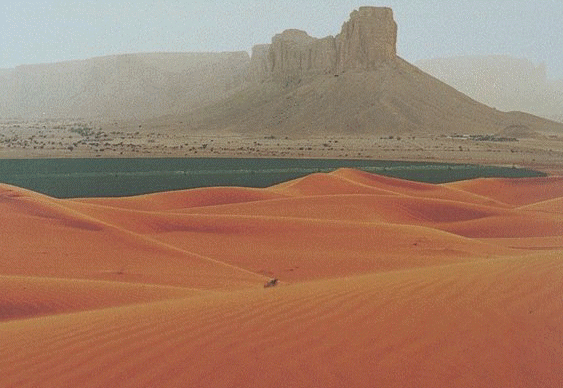
النفود الكبير وجبل طويق في السعودية
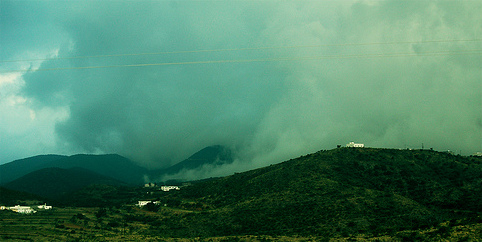
السودة في السعودية
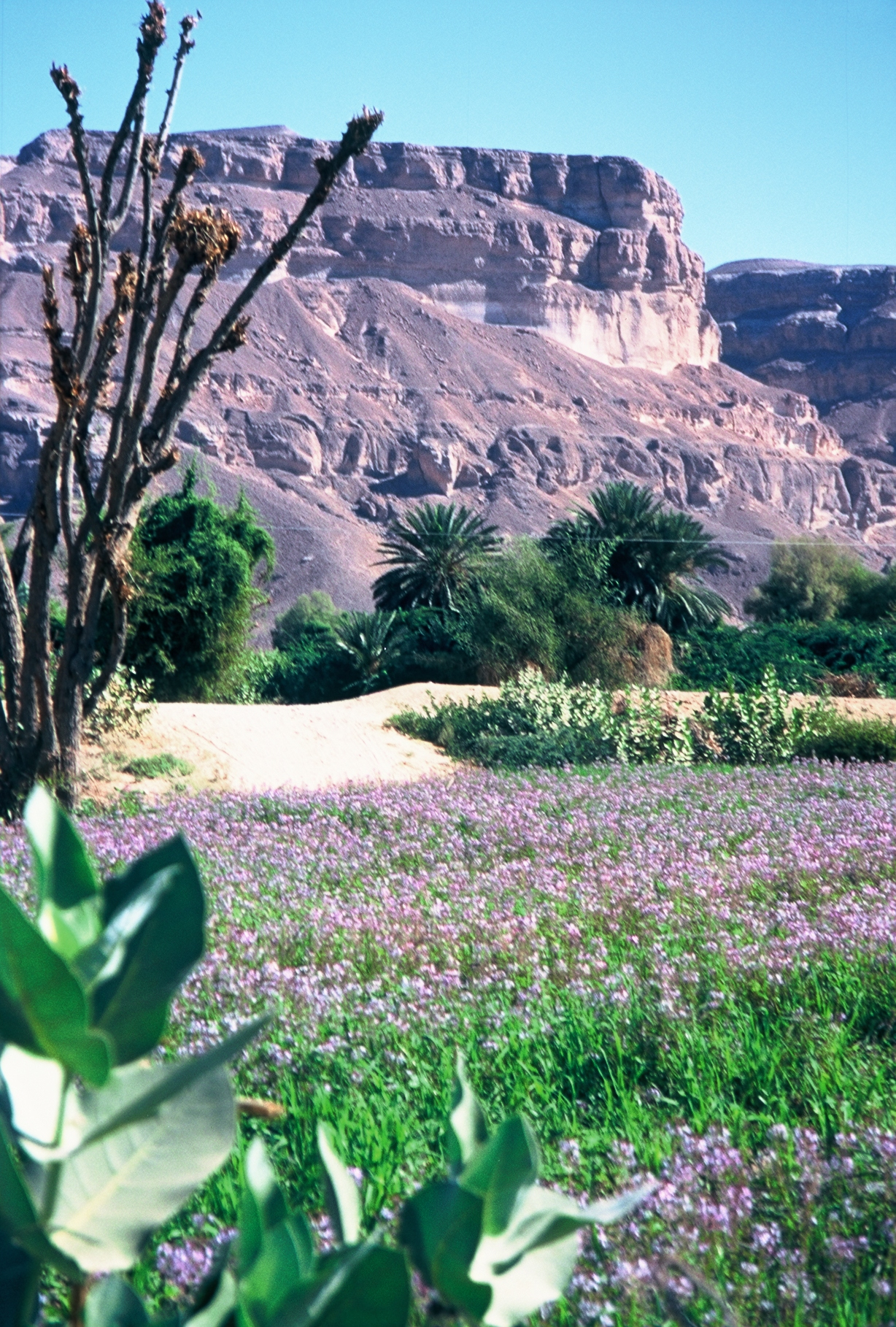
حضرموت في اليمن
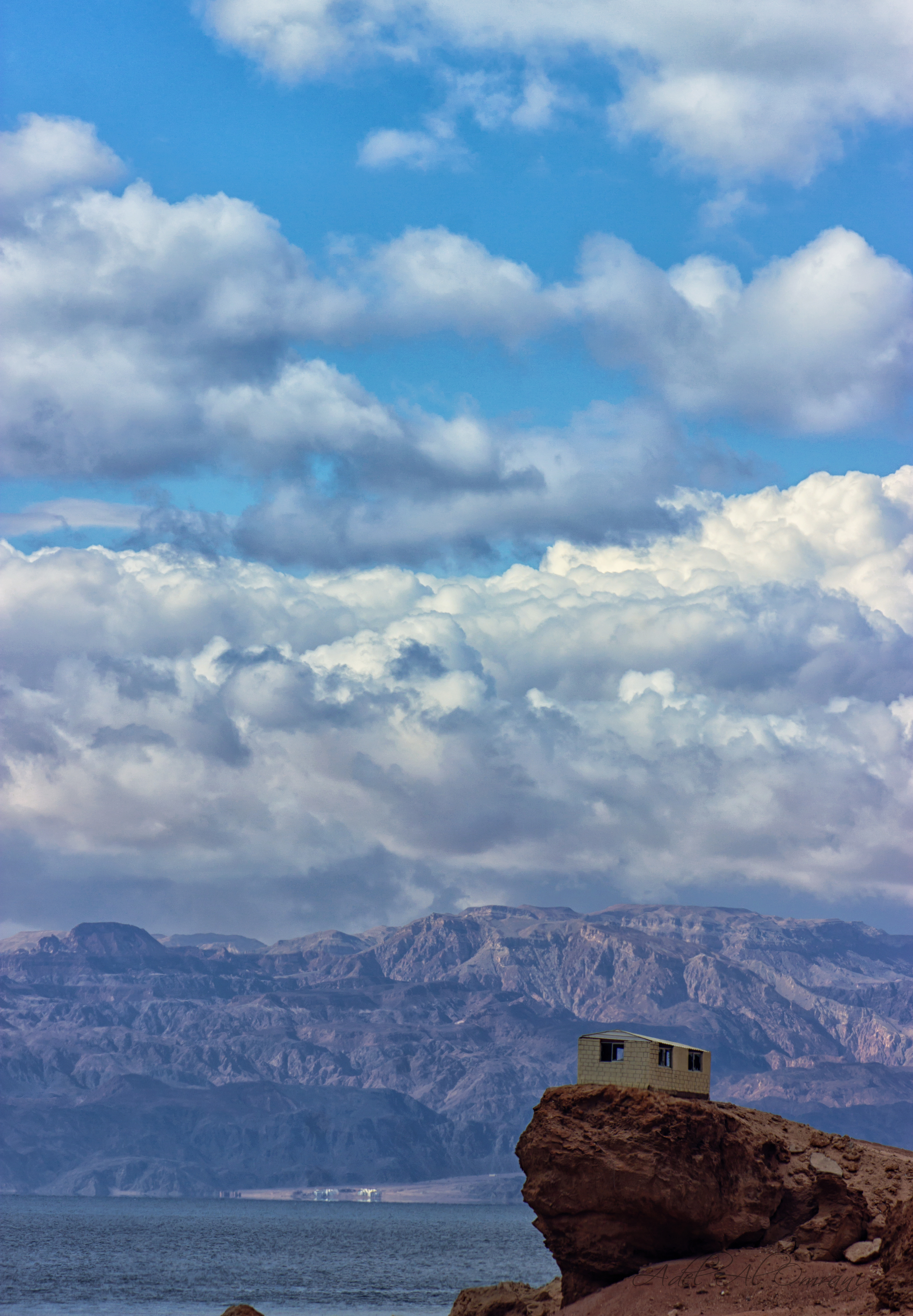
حقل في السعودية
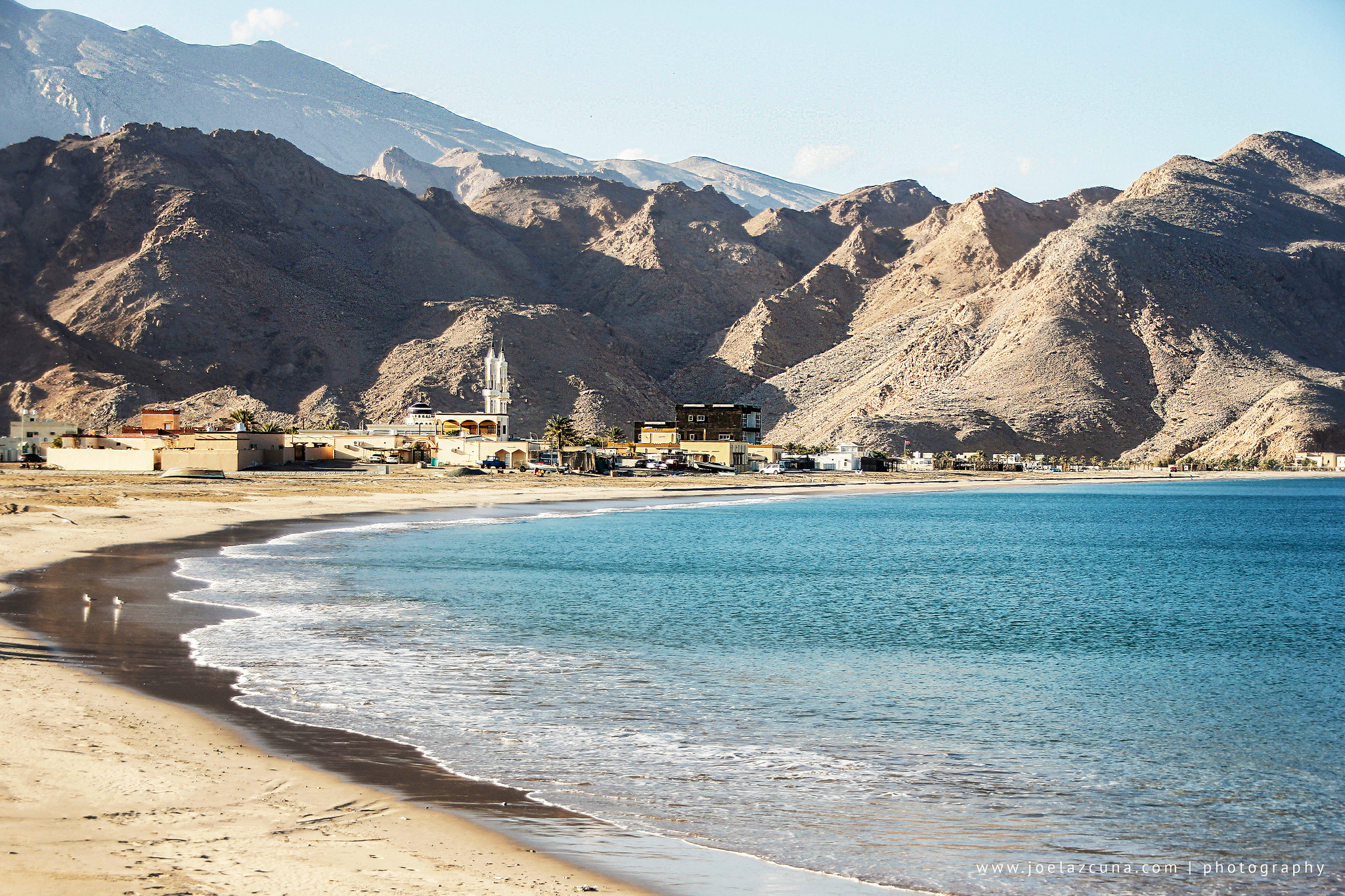
دبا في الإمارات

جيولوجيًا، من الأنسب أن تُدعى هذه المنطقة بـ شبة القارة  لأنها تقع على صفيحة تكتونية خاصة بها «الصفيحة العربية» والتي تحركت تدريجيًا مُبتعدة عن القارة الأفريقية (مكونةً البحر الأحمر)، متجهةً إلى آسيا في الصفيحة الأوراسية (مكونةً جبال زاغروس). وتختلف الصخور بانتظام في جميع أنحاء شبه الجزيرة. حيث تكون الصخور الأقدم في الدرع العربي النوبي - بقرب البحر الأحمر - معلوةً بالرواسب السابقة والتي تكون أصغر عمرًا كلما اتجهنا نحو الخليج العربي. ولعله يشكل أفضل احتياط من الأفيوليت في العالم، فيما يكون أفيوليت سمائل منتشر في الجبال بالإمارات وَشمال عمان.
تختلف طبيعة شبه الجزيرة العربية في التضاريس بسبب مساحتها الشاسعة، ومن أشهر تضاريسها:
- هضبة نجد والتي تتميز بالأودية الخصبة والمراعي المستخدمة في رعي الأغنام والإبل وغيرها من المواشي.
- عدة صحاري: النفود في الشمال والذي يتميز بطبيعته الحصوية. الربع الخالي صحراء ضخمة في جنوب شرق الجزيرة العربية وتتكون من رمال تصل تقريبًا إلى 600 قدم (180 متر) تحت سطح الأرض، وتأتي الدهناء بينهما.
- تهامة: أراضي ساحلية على حافة البحر الأحمر وتتميز بخصوبتها العالية وعدد من المرتفعات وعدد من الاودية وتعتبر من المناطق الساحرة في الجزيرة العربية.
- سلسلة جبلية توازي ساحل البحر الأحمر في غرب شبه الجزيرة (عسير مثالًا)، وأيضًا تتواجد هذه السلاسل في في جنوب الشرق من شبه الجزيرة العربية (عمان)، ويُلاحَظ ارتفاع الجبال الواضح في المناطق الغربية، ويزداد هذا الارتفاع كلما اتجهنا إلى اليمن. تقع أعلى القمم والجبال جميعًا في اليمن. وأعلاها جبل النبي شعيب 3666 متر في محافظة صنعاء باليمن.

تُعاني شبه الجزيرة العربية من نُدرة في البحيرات وَ الأنهار المستمرة، حيث أن أغلب المناطق جافة حيث أن الأمطار تزول بسرعة عبر مجاري مائية تُعرف باسم (الأودية) والتي تكون جافة على مدار السنة عدا موسم نزول المطر. بالمقابل هناك وفرة من الطبقات الصخرية المائية أو التي تكونت بفعل تراكمات لعصور طويلة، وهي تتواجد في أسفل معظم الجزيرة تقريبًا. وتتواجد فوق هذه المخازن المائية بعض الواحات (على سبيل المثال:القطيف وَالأحساء من أكبر الواحات في العالم) والتي تؤهل الجزيرة للزراعة خصوصًا زراعة النخيل، الأمر الذي يجعل من الجزيرة أكبر منتج للتمور على مستوى العالم.

### البر والبحر
أغلب شبه الجزيرة العربية هي منطقة غير صالحة للزراعة، مما يُجبر على إنشاء مشاريع إصلاح للأراضي واستخدام أساليب مختلفة للسقاية. إن الأراضي الساحلية والواحات المعزولة والأراضي القابلة للزراعة لا تكاد تشكل 1% من إجمالي مساحة شبه الجزيرة العربية وهي مستخدمة في زراعة الذرة وَالقهوة وَالفواكه الاستوائية. فيما رعي الماعز وَ الأغنام وَالإبل وما سِواها من الأنعام منتشرة في بقية أرجاء شبه الجزيرة. تكون بعض المناطق رطبة صيفًا بفعل الرياح الموسمية الاستوائية، وبشكل خاص ظفار وَالمهرة فيعمان وَاليمن وهي بهذا تعطي بيئة مناسبة لزراعة الجوز. تشمل الرياح الموسمية الممطرة أكثر أجزاء اليمن نتيجة تأثرها بالمناخ الجبلي. 

السهول عادةً ما تكون ذات رياح استوائية أو شبه استوائية جافة، فيما تكون البحار التي تحيط بشبه الجزيرة عادة استوائية وتحتوي على عدد هائل من الأحياء الاستوائية، حيث أن الشعب المرجانية التي تحويها تعد من ضمن الأكثر نطاقًا على مستوى العالم بحيث أنها لم تتعرض للدمار والتلف بفعل الظروف المناخية كما في غيرها من المناطق، إضافةً إلى أن كون الكائنات الحية في تعايش/تكافل مع المرجانات في البحر الأحمر.
الكائنات ذوات الخلية الواحدة وزوزانتلي لديها تكيف فريد من نوعه مع الطقس الحار، فهي ترفع درجة الحرارة وتنزلها فجأة في مياه البحار. وبالتالي لا تتأثر الشعب المرجانية بعمليات تبييض الشعب نتيجة ارتفاع درجة الحرارة كما في غيرها من المناطق، كما أن المراجانات لا تتأثر بالسياحة الجماعية أو عمليات الغوص أو غيرها من طرق التدخلات البشرية. لكن يجدر بالذكر أن بعض الشعب المرجانية قد دُمرت في الخليج العربي، كان ذلك غالبًا بواسطة تلوث الماء بالفوسفات نتيجة الارتفاع في نمو الطحالب، وبالإضافة أيضًا إلى تلوث النفط عبر السفن وتسريب خطوط الأنابيب.
شجعت خصوبة التربة في اليمن الزراعة في أغلب الأراضي والمناطق تقريبًا، ابتداءً من الارتفاع الموازي لسطح البحر ونهايةً إلى الجبال بارتفاع يصل إلى 10,000 قدم (3000 متر). في أعلى القمم تنتشر المدرجات الزراعية والتي تُستخدم لكي تُسهّل عملية الزراعة خصوصًا (الذرة، الفواكه، القهوة، الزنجبيل، وغيرها).

### جزر مياه الجزيرة
تُعدّ المياه الإقليمية وما فيها من الجزر تابعة لجزيرة العرب، قال الشافعي «ولا يمنع أهل الذمة من ركوب بحر الحجاز والاجتياز فيه، ويمنعون من الإقامة في سواحل بحر الحجاز وجزائره؛ لأن لها حرمة أرض الحجاز». وبذلك تُعدّ دولة البحرين من جزيرة العرب.

## التسمية والأصل اللغوي

### في التاريخ العربي
لجزيرة العرب عدة أسماء منها جزيرة العرب، وأرض العرب والجزيرة العربية وقد ذُكرتا في السنة النبوية وأقوال الفقهاء، وكما يطلق عليه أيضًا شبه الجزيرة العربية، وتسميتها عائدة على قاطنيها «العرب». ولفظة العرب مختلف في معانيها بين الباحثين، فبعضهم يرى أنها تعني البداوة كما تشير كل اللغات السامية القديمة، والتي لا تزال بعض نقوشها موجودة حتى اليوم في النصوص الآشورية التي وصلت الباحثين حديثًا، وهذه النصوص لا تحمل سوى معنى «البداوة» كما حملت نفس المعنى في غيرها من اللغات. فيما يرى غيرهم أنها عائدة على يعرب بن قحطان أبو اليمن وأول من تكلم بالعربية. ويفصّل غيرهم أن اللفظة عائدة تاريخيًا إلى العرقية العربية وأن القول بأن اللفظة عائدة على نمط المعيشة البدوية لا مساغ له وقد استخدمت لفظة «عرب» تاريخيًا لدى اليهود كمرادف لكلمة إسماعيلي. 

### الرومان
وقد عرفت شبه جزيرة العرب طيلة العصر الهيليني (الاغريقي) بـ Arabia أو Aravia (بالاغريقية Αραβία)، استخدم الرومان ثلاث بادئات بـ"Arabia" على ثلاث مناطق من شبه الجزيرة العربية، إلا أنها حقيقةً كانت أكبر مما تعرف عليه اليوم.
- البتراء " Arabia Petraea " والتي تقع في أقصى الشمال ضامة كل من جنوب سوريا، والأردن، وشبه جزيرة سيناء ومناطق من شمال السعودية، حيث كانت هذه المناطق تشكل مجموعة قطاع والعاصمة هي البتراء.
- الصحراء العربية "Arabia Deserta " وكان المقصود منها هي الصحراء الداخلية في شبه الجزيرة العربية، ظلت هذه التسمية مشهورة حتى القرن التاسع عشر والقرن العشرين، واستخدم هذه اللفظة الرحالة تشارلز داوتي في كتابه الترحال في صحاري العرب عام 1888م.
- البلاد العربية السعيدة " Arabia Felix " وكان يُقصَد بها اليمن، حيث أن الجغرافيين استخدموا هذه التسمية لأن اليمن تتمتع بنسبة أمطار وكثافة نباتية عالية مقارنة بغيرها من شبه الجزيرة، كما أنها تملك أراضي زراعية خصبة وقابلة للزراعة.

### العثمانيون
كان العثمانيون يطلقون على منطقة شبه الجزيرة اسم «بلاد العرب» وكانت مقسمة إلى عدة مناطق، «بلاد الشام» بلاد اليمن «جنوب الجزيرة (إقليم اليمن)». «بلاد العراق» وهي تمثل دولة العراق الحالية باستثناء أجزاءً بسيطة من الشام. استخدم العثمانيون اسم (عربستان) كلفظة شاملة لجميع أرجاء شبه الجزيرة ابتداءً من قيليقية حيث يهبط نهر الفرات، بما فيها بلاد الشام والجزيرة العربية.

## التاريخ

### التاريخ القديم

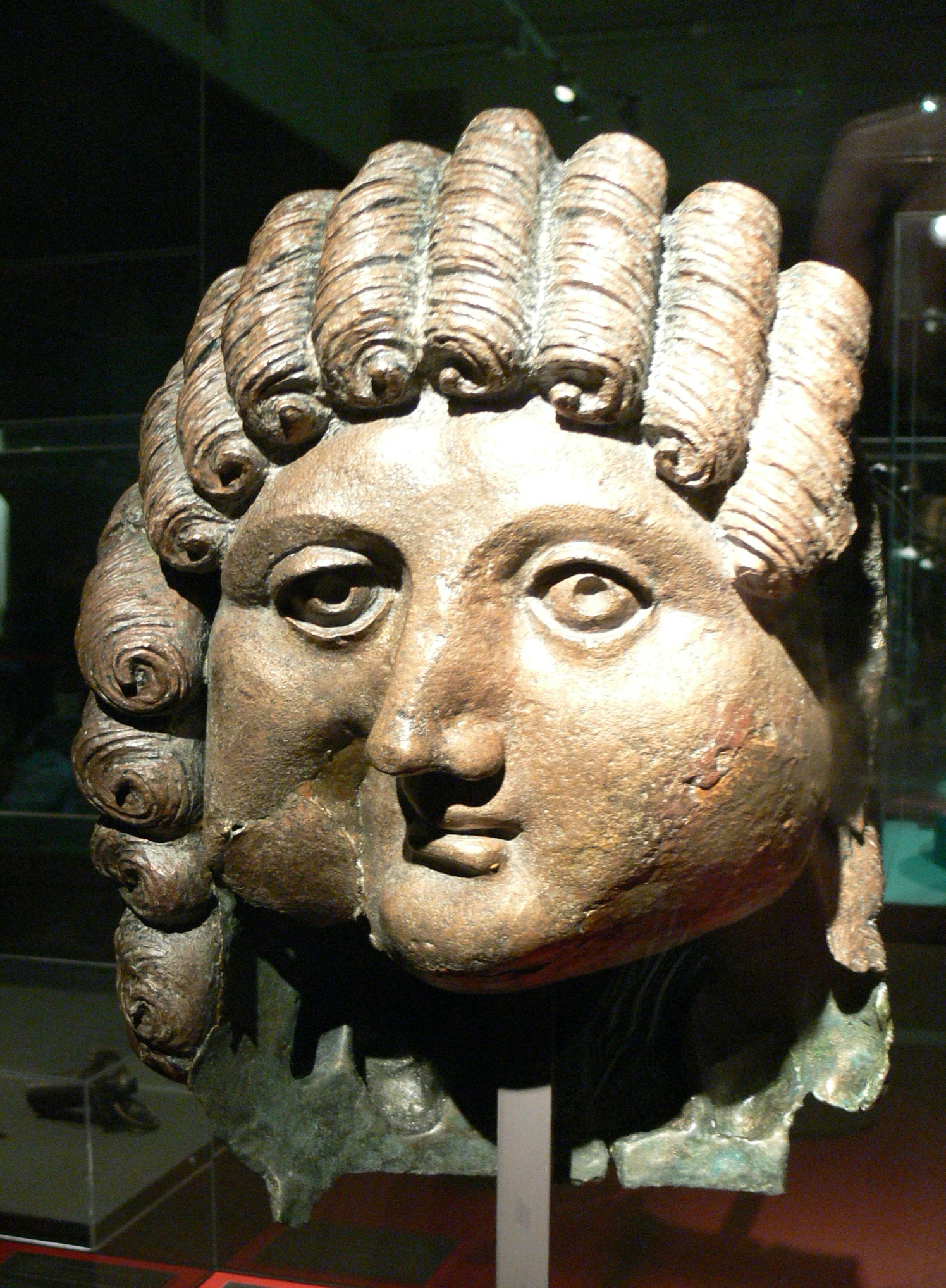
تمثال من قرية الفاو عاصمة مملكة كندة يعود للقرن الأول قبل الميلاد
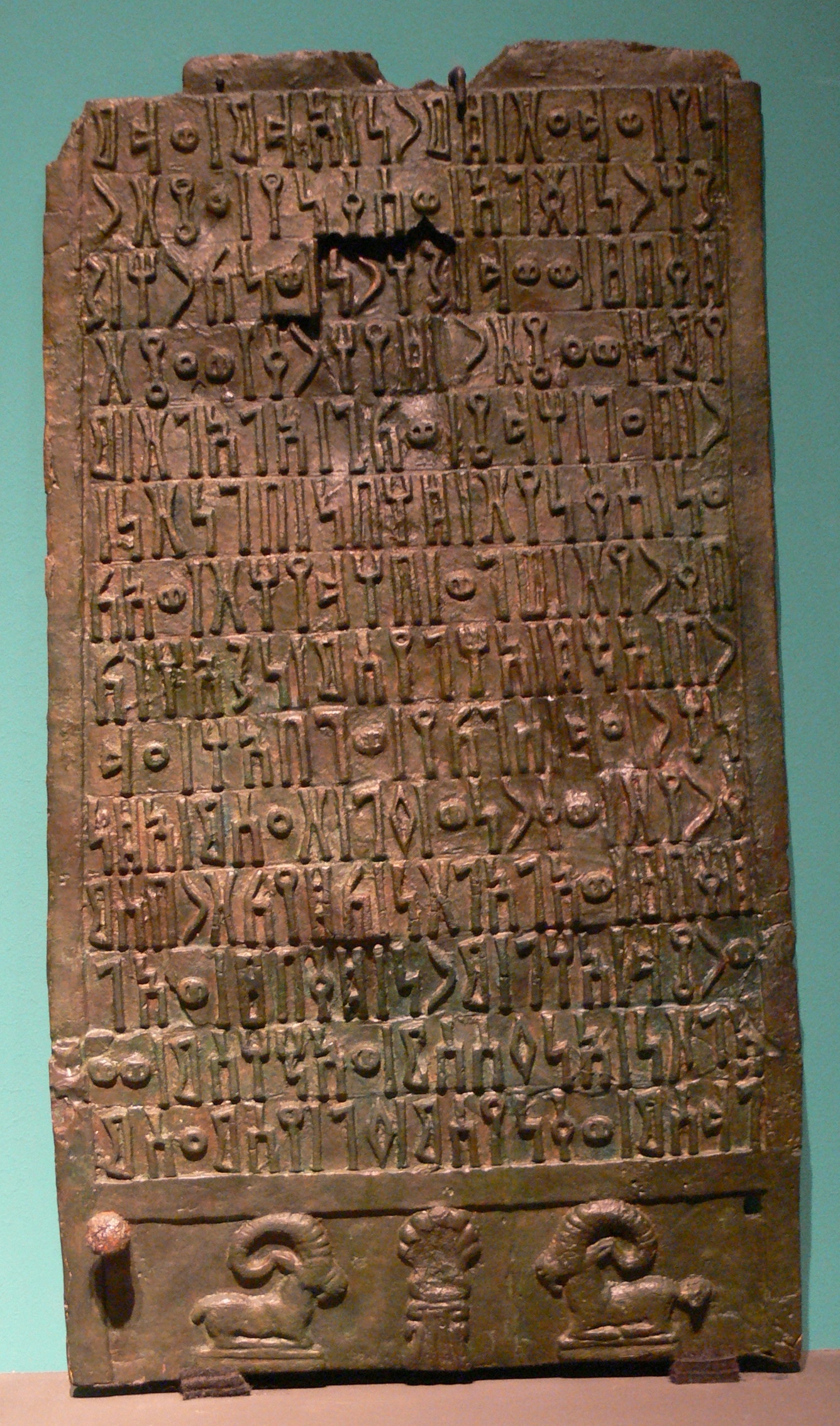
كتابة معينية عُثر عليها في قرية الفاو عاصمة مملكة كندة تعود للقرن الأول قبل الميلاد
تمثال من البرونز عٌثر عليه في معبد إلمقه مقدم من رجل يدعى "معديكرب" يعود للقرن السادس ق.م
جزء من الكتابة التي دونها المكرب "يثع أمر وتر" وتعود الكتابة للقرن الثامن قبل الميلاد في مملكة سبأ
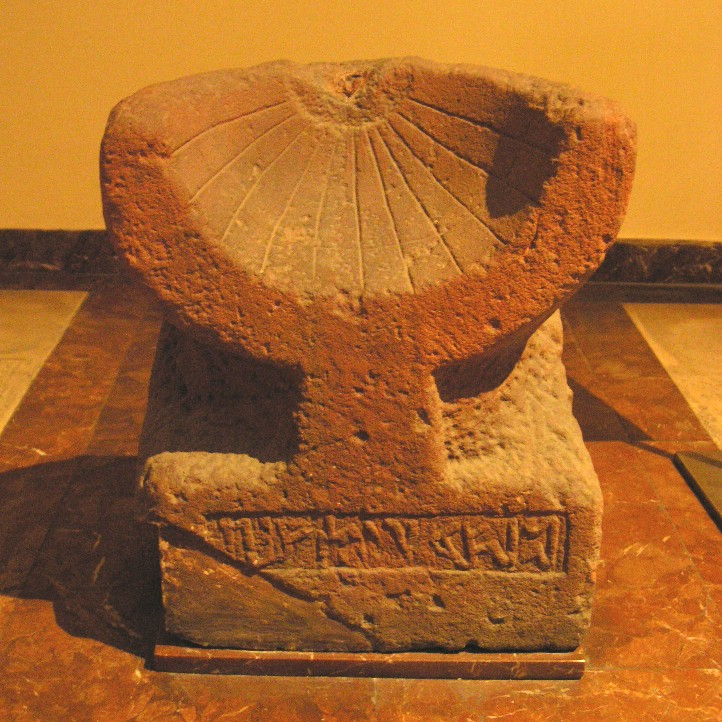
مزولة شمسية منقوشة بالآرامية عُثِر عليها بمدائن صالح، تعود للقرن الأول قبل الميلاد
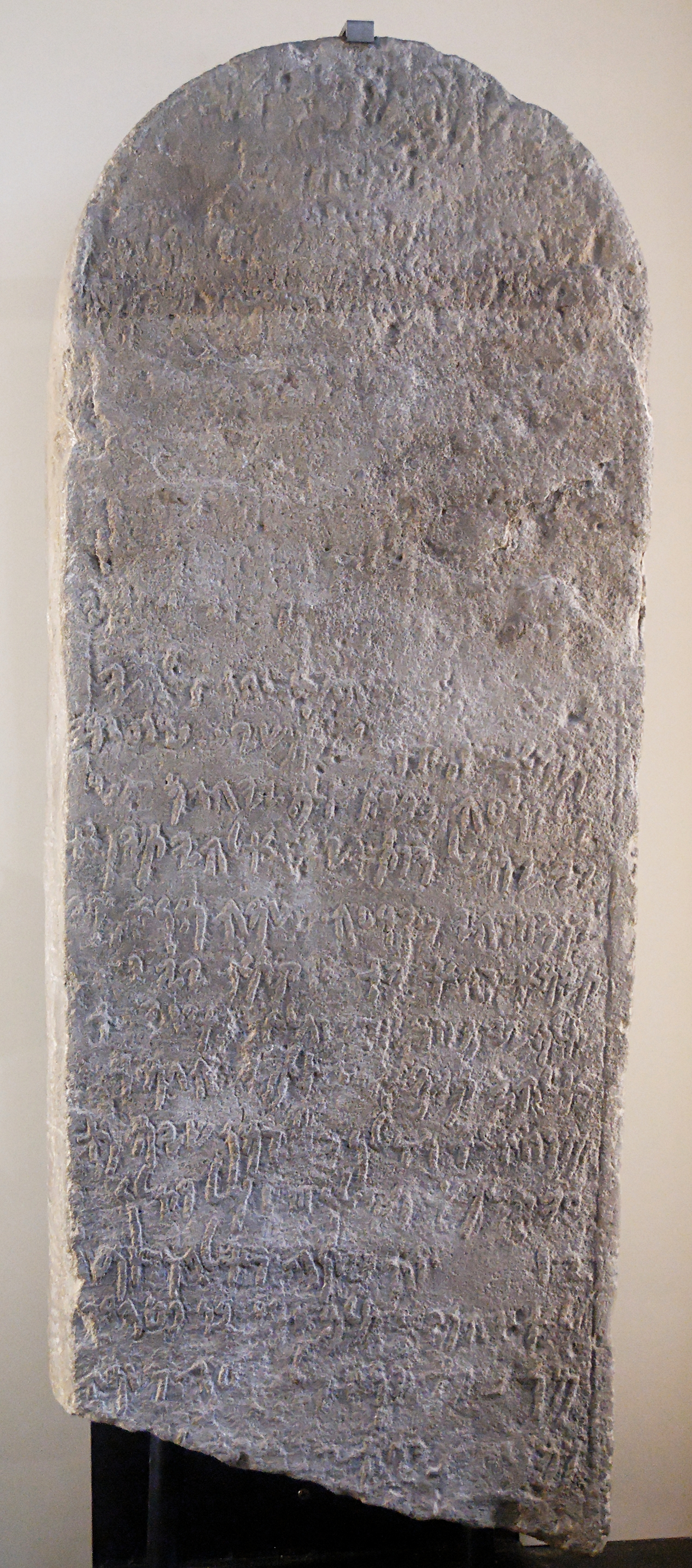
مسلة تيماء الشهيرة باللغة الآرامية
تمثال من البرونز لامرأة تحمل بخورا ومشعلا من الزيت في مأرب

شمال غرب شبه الجزيرة العربية هو الموطن الأم للغات السامية كما يُشير غالبية الباحثين والعلماء منذ فترة طويلة.
بعد تحول حوض الترسيب العربي خليجا وقبل الألفية الثامنة ق.م. تحولت المناطق الرعوية في شبه الجزيرة العربية إلى مناطق صحراوية. كان البشر الأوائل قد ارتادوها وسكنوها منذ آلآف السنين وحتى الآن لم نجد أي أثر يحدد تاريخ الجزيرة ولكن بعض الآثار الحجريه والأواني ومراعي الأبقار التي تعود إلى ما قبل الألفية الثامنة قبل الميلاد في الوسط وفي الربع الخالي.ظهرت المستوطنات في قطر بالشرق حيث عثر على آلات صوانية وفخار من جنوب بلاد الرافدين. وفي سنة 3100 ق.م. ظهرت زراعة الحبوب والبلح في أبوظبي وفي عُمان وفي النصف الثاني من الألفية الثالثة ق.م. ظهرت صناعة النحاس علي نطاق واسع. وبنهاية الألفية الثالثة كان الخليج (مادة) على اتصال بحضارات الهند. ومنذ سنة 8000 ق.م. وحتى سنة 6000 ق.م. كانت الآلات الحجريه التي وجدت شمال ووسط وجنوب شبه الجزيرة العربية لمجتمعات صيادين وجامعي ثمار.
وقد ظهرت القوارب بطول الساحل الشرقي لشبه الجزيرة العربية حتى عُمان بالجنوب. وكان الفخار يجلبها صائدو الأسماك بالقوارب من جنوب عمان. وكانوا يدهنون القوارب القصبية قرب البحرين بالقار. وكانت تصنع من الغاب (البوص أو القصب). وفي شمال شبه الجزيرة كانت تربية المواشي والغنم والماعز ما بين سنة 8000 ق.م. و3000 ق.م. وكانت الآثار المكتشفة لي الحضارات القديمة في القسم الشمالي الشرقي لجزيرة العرب. وعثر على شاطئ الخليج أوان من الخزف مصنوعة محليا وتماثيل صغيرة من الحجر الجيري تشبه ما كان يصنع في العراق ورأس ثور من النحاس، واكتشف الكثير في جزيرة تاروت مثل فازات منقوشة وكسر فخارية تعود إلى قبل 3000 ق.م وطبقات فخارية تعود إلى زمن 4500 ق.م وأيضا مدافن جاوان الأثرية في مدينة صفوى وأيضا الكثير وكل هذا في محافظة القطيف، مصنوعة من مادة الكلوريت. وفي البحرين اكتشفت مواقع دفن بالمئات ترجع لسنتي 6800 ق.م. و5100 ق.م وكان الرجال والنساء والأطفال يوسدون فرادي ومعهم أوان خزفية وزيناتهم وأسلحة وأكواب نحاسية وأوان حجرية. وفي سنة 3600 ق.م. 1800 ق.م. ازدهرت التجارة بين حضارات جزيرة العرب والهند وعربستان عبر الخليج العربي.

### ما قبل الإسلام

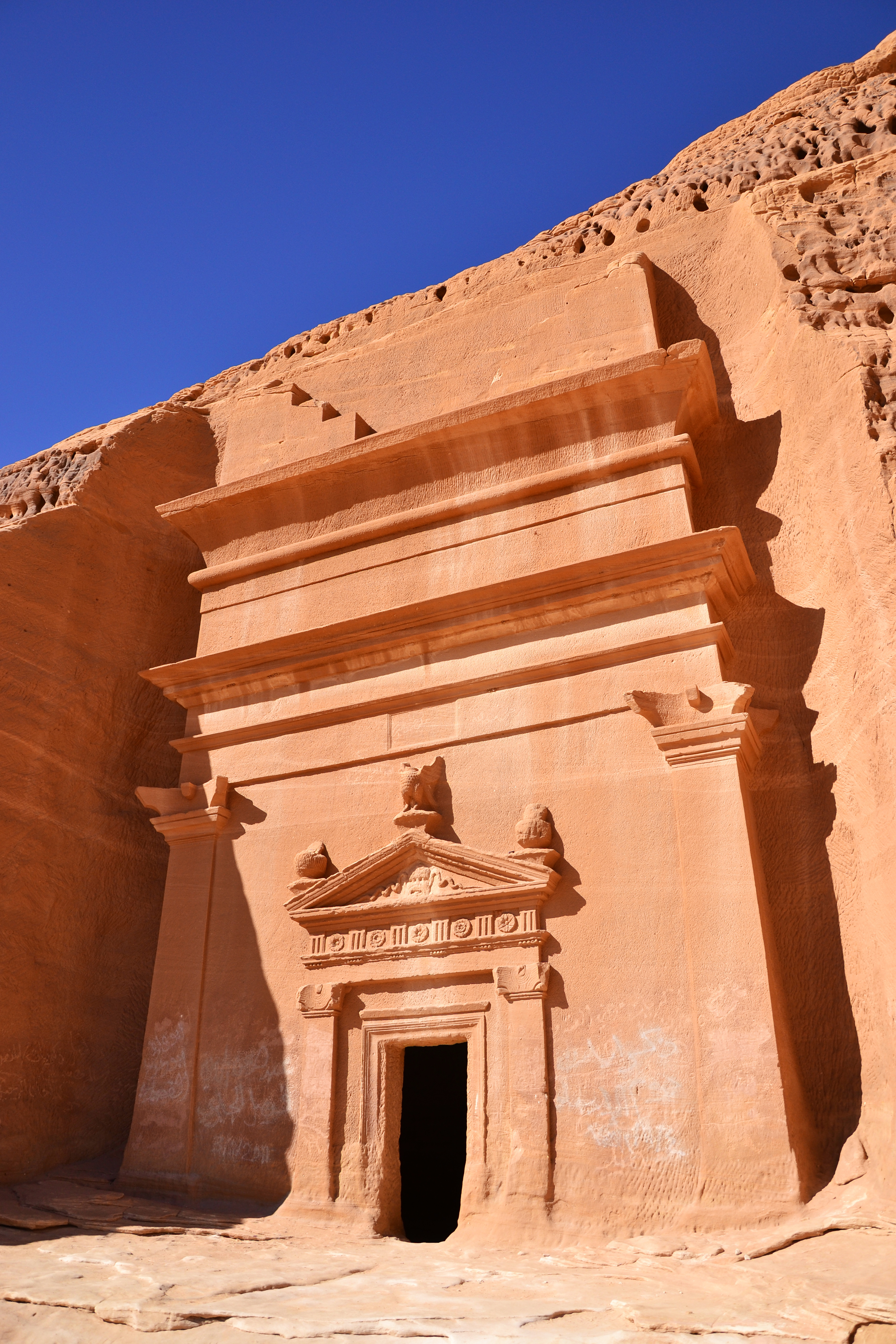
مدائن صالح في السعودية
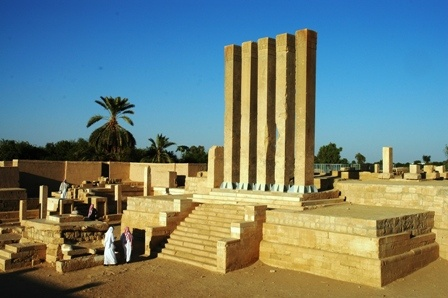
عرش بلقيس في اليمن
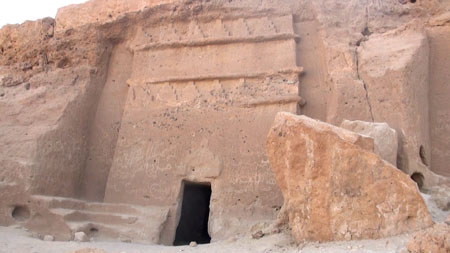
مدائن شعيب في السعودية
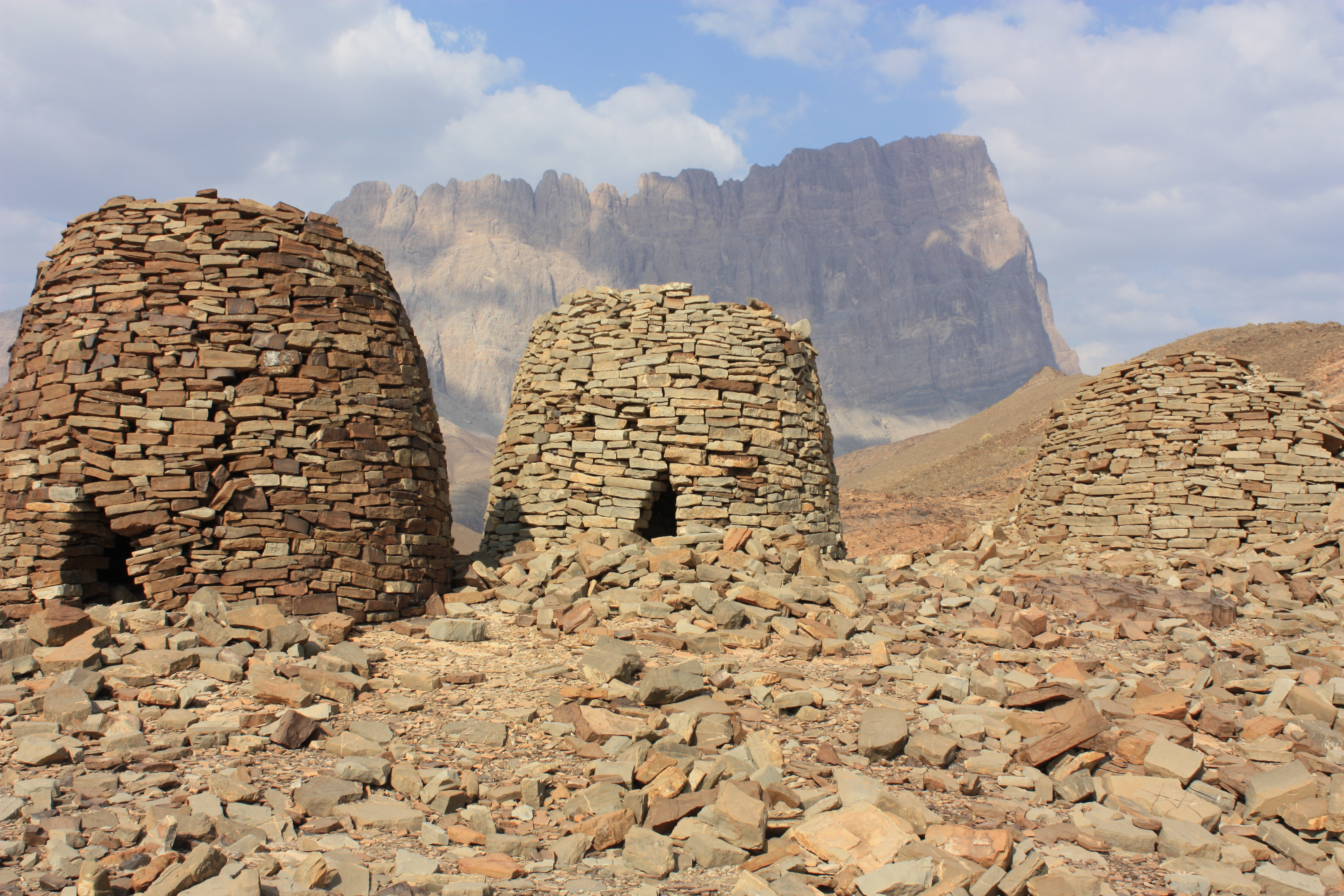
مقابر خلية النحل في سلطنة عمان
أسوار مدينة يثل عاصمة مملكة معين تعود للقرن العاشر قبل الميلاد
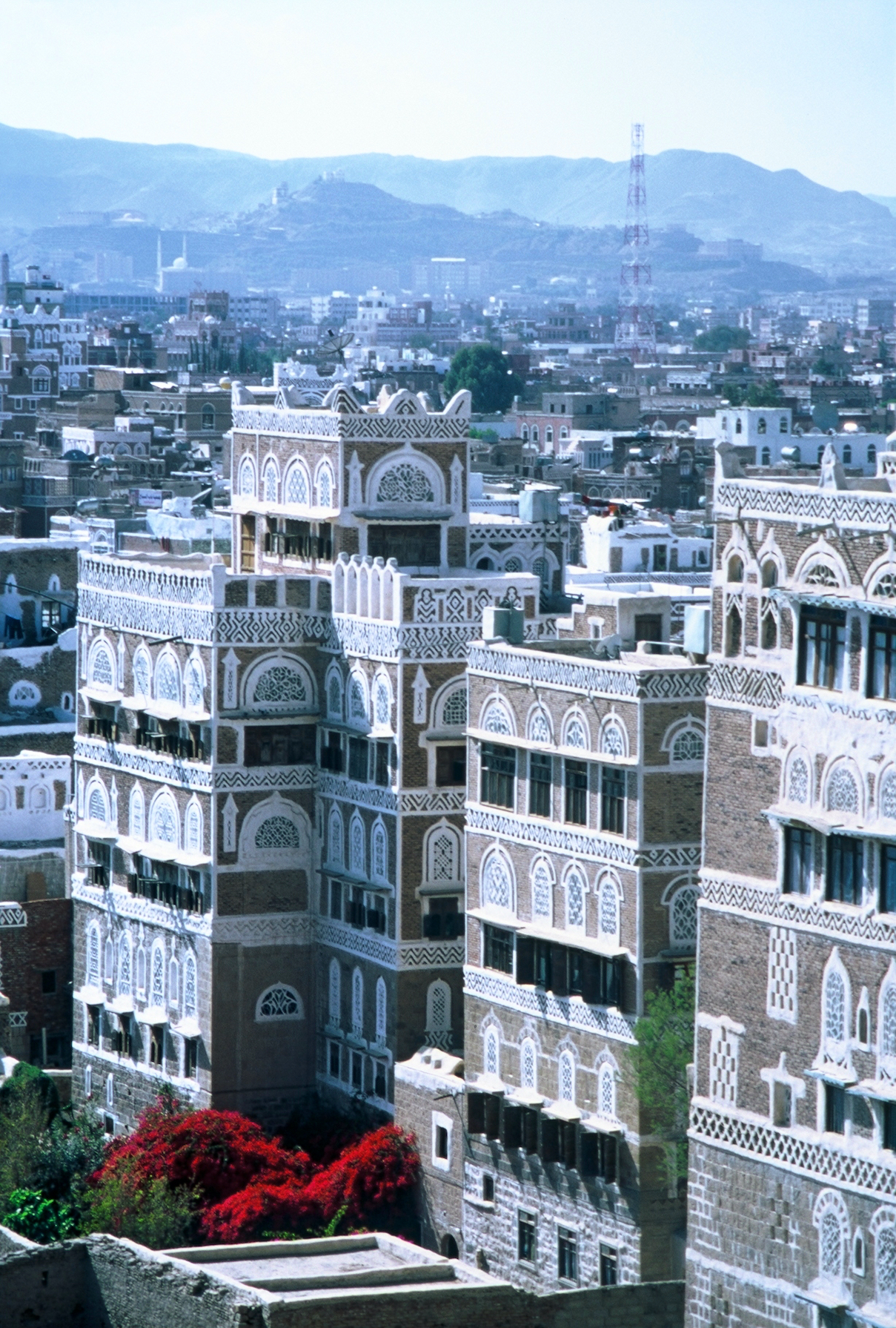
صنعاء القديمة في اليمن
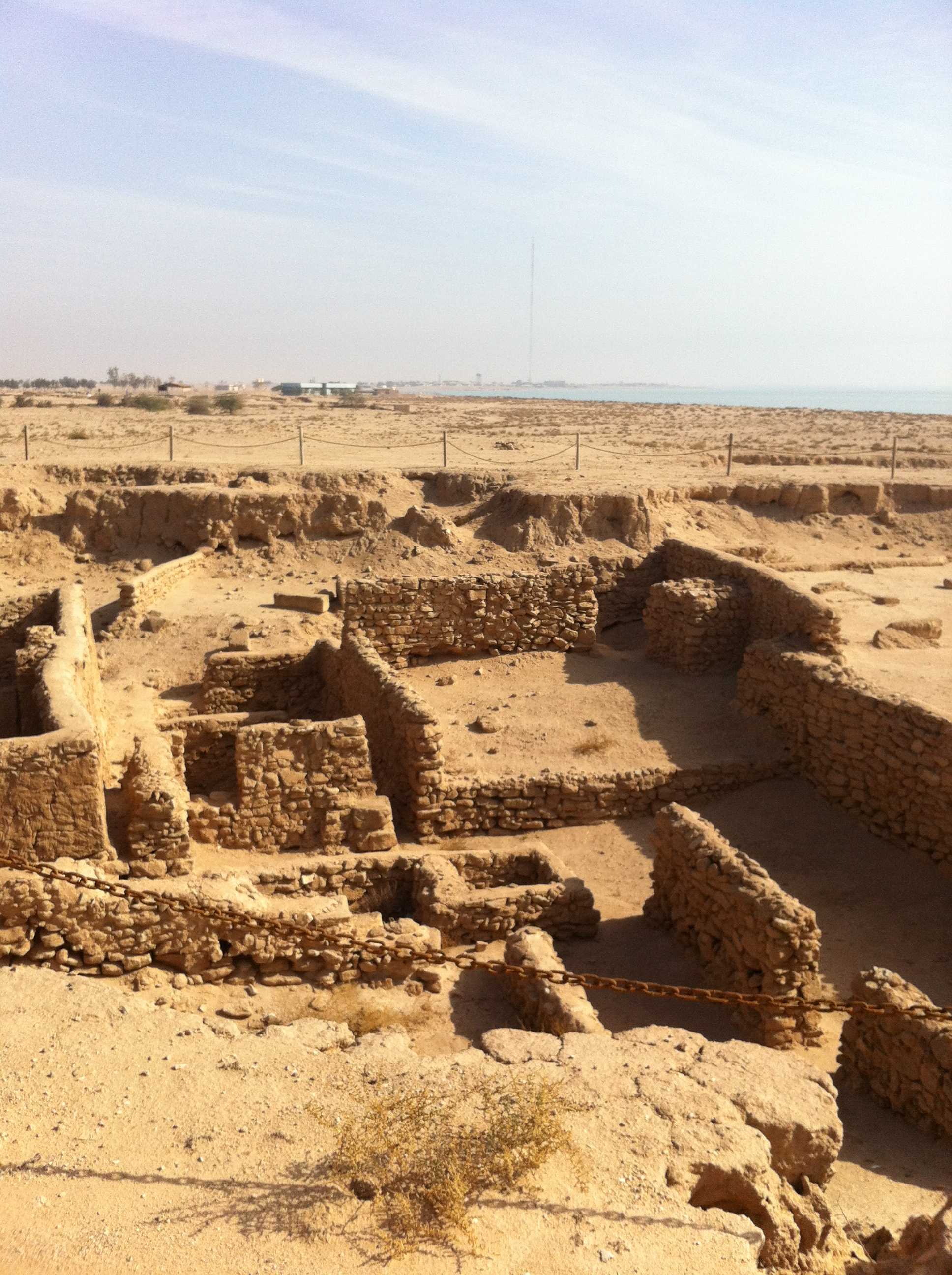
آثار جزيرة فيلكا في الكويت
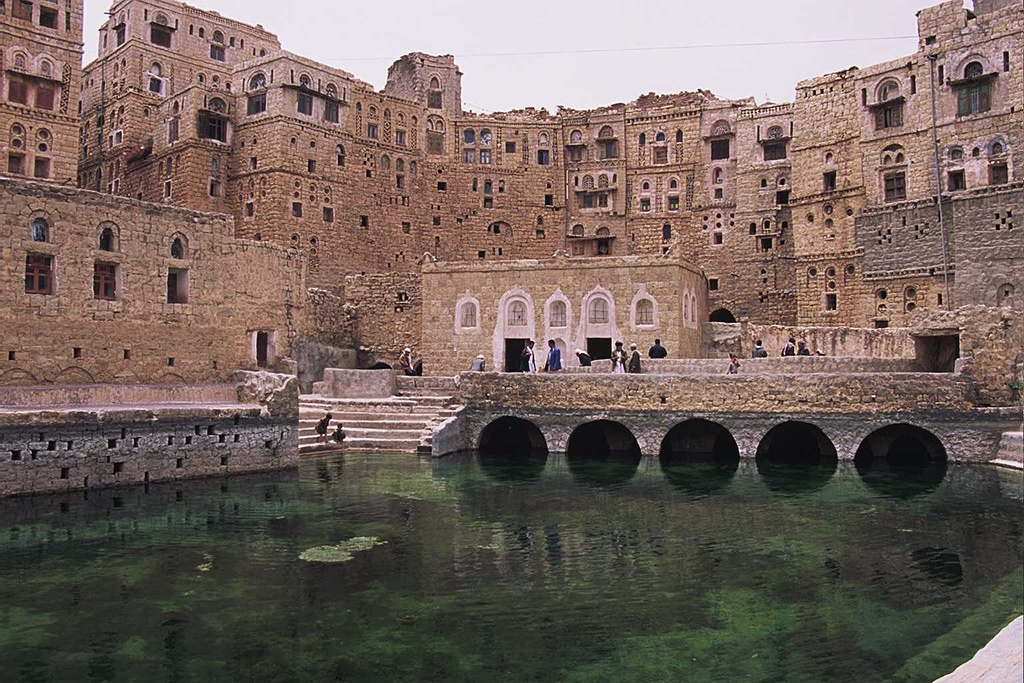
صهريج حبَّابة في مدينة ثلاء شمال اليمن

ازدهرت ما قبل الإسلام عدة حضارات في شبه الجزيرة العربية، وتعد «مملكة سبأ» واحدة من أهم هذه الحضارات، والتي كانت تقع في اليمن. ظهرت بوضوح في القرن العاشر - التاسع قبل الميلاد. وارتبط اسمها باليمن بشكل وثيق، وعُرفت ببناء السدود، أشهرها سد مأرب. كما أنها أسست مستعمرات في شمال الجزيرة وسيطرت على الكثير من الطرق التجارية أهمها طريق البخور وطريق اللبان. من الممالك القوية أيضًا قبل الإسلام " مملكة كندة والتي تقع في نجد جنوب مدينة الرياض حاليًا، 547 قبل الميلاد. حيث أقاموا أول مملكة لهم في قرية الفاو وظلت دولتهم حتى القرن السابع الميلادي. دلمون كانت حضارة قبل خمسة آلاف سنة واقعة في البحرين وشرق الجزيرة العربية والتي كانت تحتوي على مقبرة عملاقة، تُعد اليوم من أضخم المقابر على مستوى العالم. أيضًا في شمال الجزيرة تتواجد "مدائن صالح والتي تُعتبر أحد الأمكنة التاريخية في المنطقة والتي زامنت فترة النبي صالح.

### بعد الهجرة النبوية

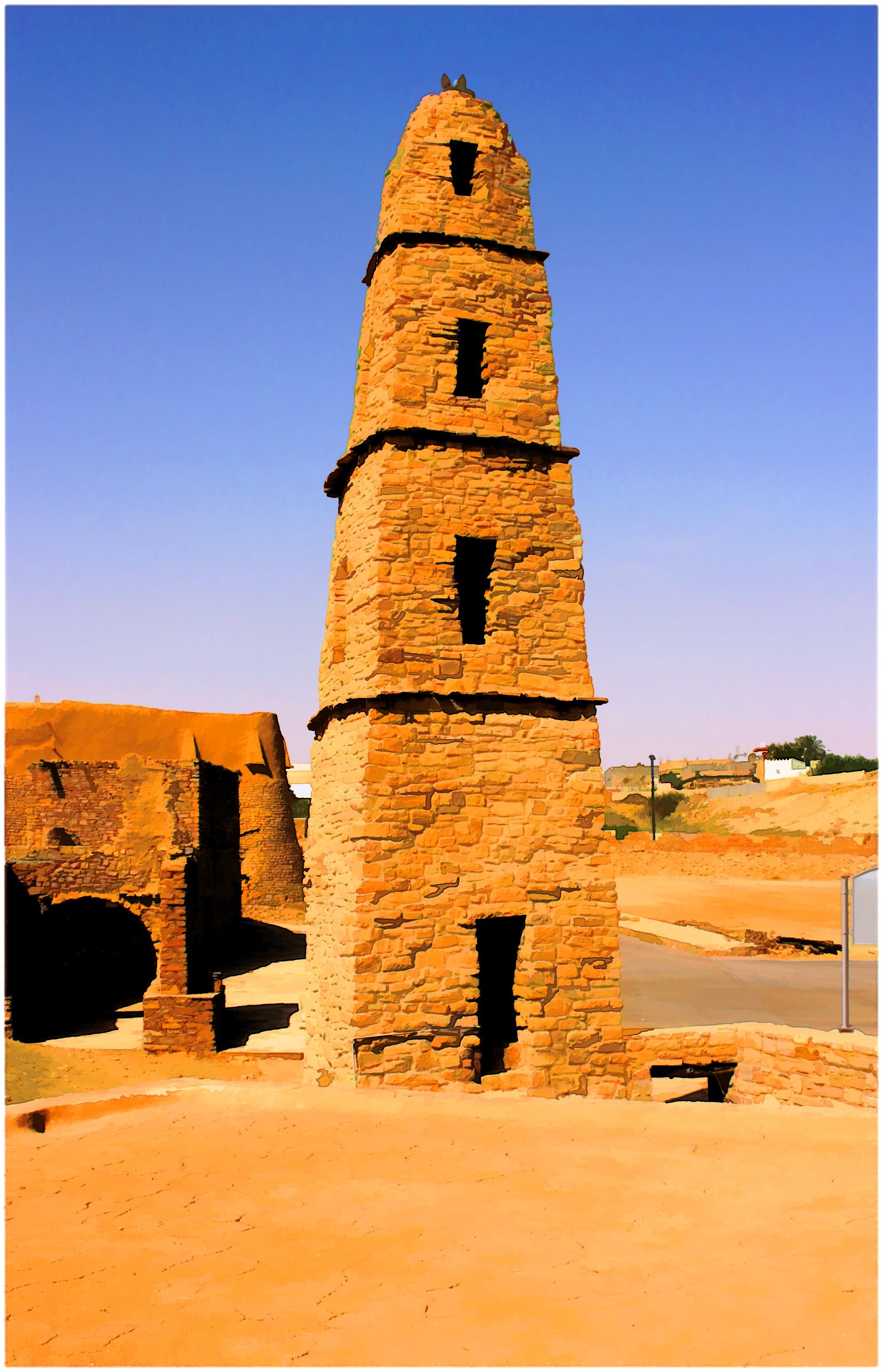
مسجد عمر بن الخطاب هو من أقدم وأهم المساجد الأثرية في الجزيرة العربية يقع في منطقة الجوف شمال السعودية
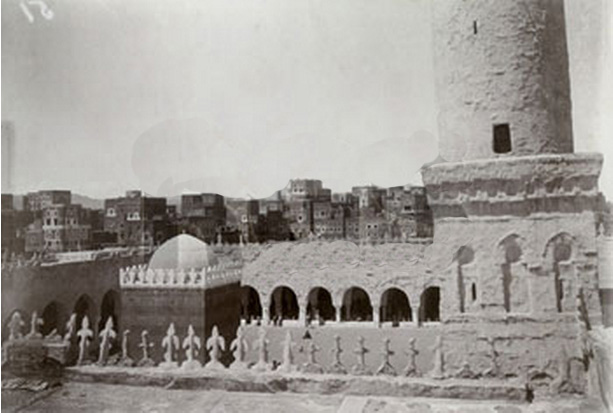
الجامع الكبير بني في عهد الرسول محمد بن عبد الله في السنة السادسة للهجرة وهو أحد أقدم المساجد الإسلامية يقع في صنعاء
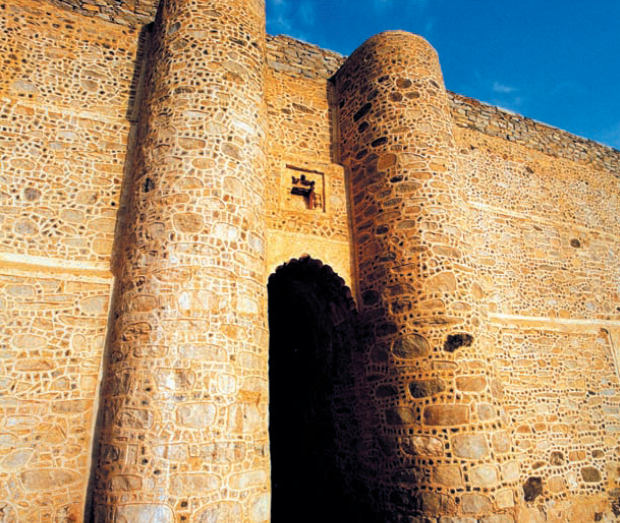
عين زبيدة في مكة المكرمة بنيت في عهد هارون الرشيد أحد خلفاء الدولة العباسية وتعدّ أول مشروع مائي في التاريخ

شهد القرن السابع نشأة الإسلام وانتشاره في شبه الجزيرة العربية. حيث أسس نبي الإسلام محمد دولة فتيّة موحّدة حكمها ثم تلاحق عليها الخلفاء الأربعة ثم تلاها بنو أمية وفي طيلة هذه الفترة شهدت توسّع هائل جدًا خارج شبه الجزيرة مُكونة بذلك إمبراطورية إسلامية عملاقة تمتد من شمال غرب شبه القارة الهندية وشاملة وسط آسيا وَ غرب آسيا وَ شمال أفريقيا وَ جنوب إيطاليا، كما شملت شبة الجزيرة الأيبرية إلى جبال البرانس. 

أخذ محمد بالتبشير لِرسالته الإسلامية في مدينة مكة إلا أنه واجه صعوبات مما اضطره إلى الهجرة إلى يثرب والتي حملت اسمه لاحقًا وكانت مهدًا لانطلاق الرسالة، فاستطاع منها أن يوحد قبائل العرب على دولة دينية إسلامية واحدة. وبعد وفاة محمد 632م حدث اختلاف شديد في تولية الخلافة بين المهاجرين وَ الأنصار، انتهى الاختلاف بمجهود كبير بذله عمر بن الخطاب لإقناع جميع الأطراف للاجتماع على أبي بكر، فبايع الناس أبا بكر الصديق فكان أول خليفة في الدولة الإسلامية  إلا أن هذه البيعة قوبلت ببعض الامتعاض من بعض الأقلية كعلي بن أبي طالب وَ سعد بن عبادة وَ أبي ذر وَ عمار بن ياسر وَ عتبة بن أبي لهب وغيرهم. بدأ أبو بكر الصديق الخلافة بإرسال جيش أسامة بن زيد ومحاربة المرتدين ومانعي الزكاة وكان لخالد بن الوليد دور بارز وخطير في إخضاع شبه الجزيرة كاملة بعدما انقلبت بعد وفاة النبي. توفي أبو بكر سنة 634م وانتهى الأمر كما أوصى بالخلافة إلى عمر بن الخطاب كثاني خليفة للمسلمين، وفي عهده اتسعت رقعة الدولة اتساعًا واضحًا فسقطت الإمبراطورية الرومانية الشرقية تلتها إمبراطورية فارس بقيادة خالد بن الوليد وَ سعد بن أبي وقاص على التوالي. بعد وفاة عمر تولى الخلافة عثمان بن عفان بالانتخاب ثُم أخيرًا علي بن أبي طالب كآخر خليفة راشدي، وبعدها حلت دولة بني أمية واتخذوا من دمشق خارج شبه الجزيرة العربية عاصمة لهم.

### التاريخ الحديث

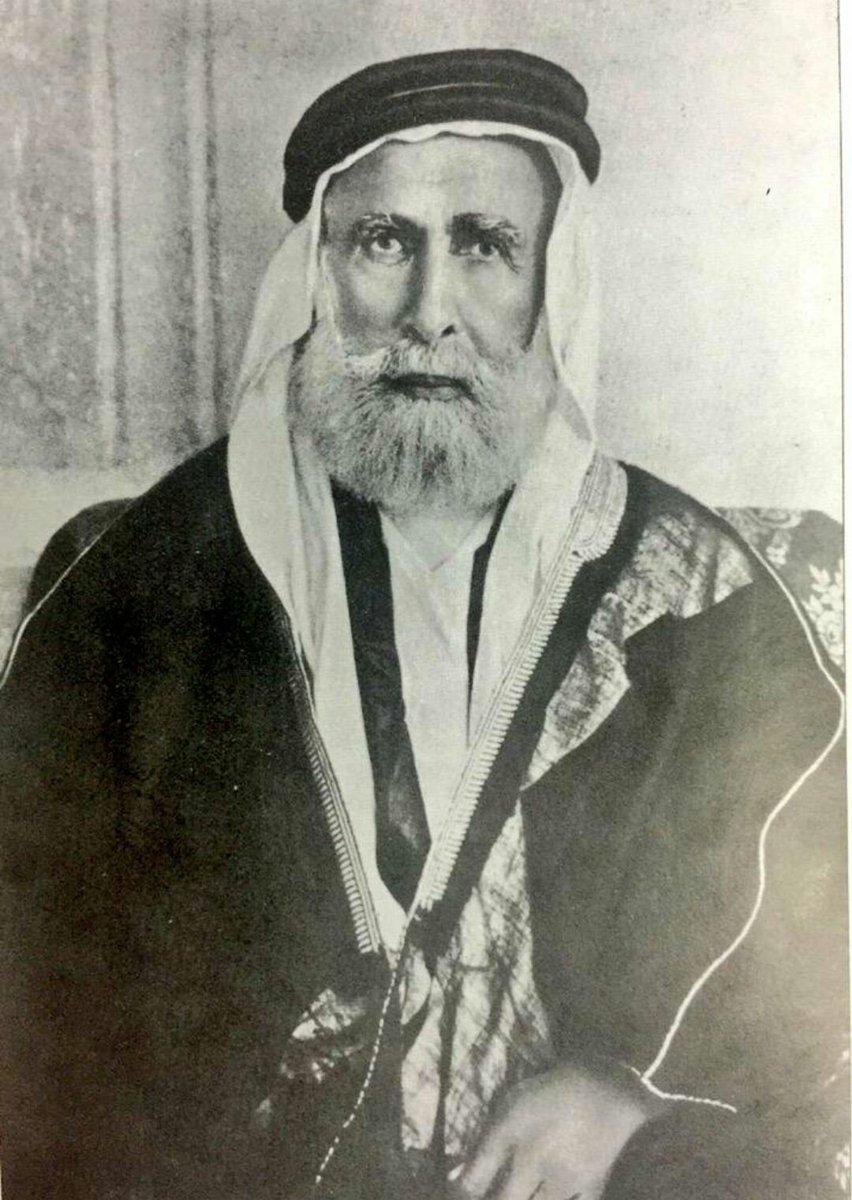
الشريف حسين.

كانت قيادات الجيش العثماني في البلاد العربية تتمركز في الشام حيث يقع مقر الجيش الخامس في دمشق والعراق حيث يتمركز الجيش السادس في بغداد واليمن حيث يتواجد الجيش السابع في صنعاء فيما لم يكن للعثمانيين أي سلطة أو سيطرة في أوساط الجزيرة والتي تُعرف بنجد ولا حتى في عمان. 

كان بروتوكول دمشق 1914 يضم خريطة الدولة العربية التي رسم حدودها جماعتين قوميتين ناشطتين (العربية الفتاة وَ العهد) وبعثتها عبر الملك فيصل بن الحسين إلى إمارة الحجاز بقيادة الشريف حسين الذي بدوره راسل مكماهون وكان الطلب شامل لجميع بلاد العرب من جنوب الجزيرة إلى أقصى العراق وسوريا 
وكانت الوثيقة تنص على اعتراف بريطانيا باستقلال البلاد العربية، وإلغاء الامتيازات الأجنبية في البلاد العربية، وتكوين تحالف دفاعي بين بريطانيا والبلاد العربية، وأخيرًا منح بريطانيًا الأفضلية في الشؤون الاقتصادية. إلا أن شيئًا من هذا لم يتم رغم وعود الإنجليز للشريف حسين وللعرب حيث تم تقسيم المنطقة بعد الحرب العالمية الأولى وتفكك الدولة العثمانية، فقامت بريطانيا وَ فرنسا برسم حدود المنطقة عبر ما يعرف باتفاقية سايكس بيكو، والتي افتضح أمرها في عام 1917.

#### أواخر الحكم العثماني والسكة الحديدية في الحجاز

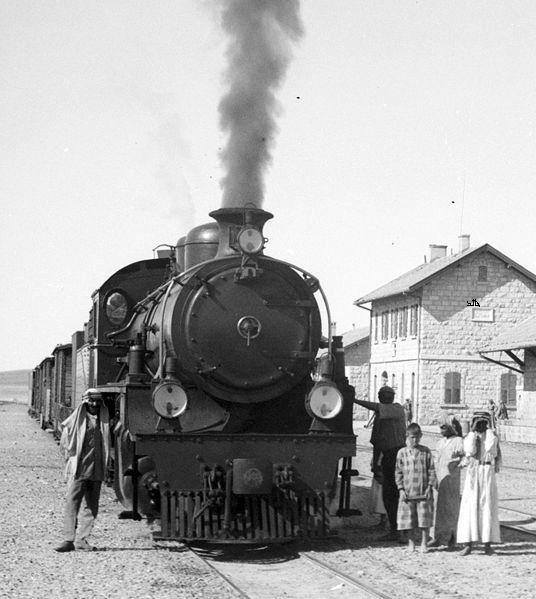
وصل أول قطار إلى المدينة المنورة في (22 رجب 1326هـ \ 23 أغسطس 1908م) وأقيم الاحتفال الرسمي لافتتاح الخط الحديدي بعد ذلك بأسبوع ليصادف ذكرى تولي السلطان عبد الحميد الثاني السلطنة.

في بداية القرن العشرين، بدأت الدولة العثمانية في تنفيذ مشروع عملاق تحاول فيه ربط عاصمة الدولة ومقرها إسطنبول بالمدينة الأقدس مكة عبر سكة حديدية تخترق الشمال متجهة إلى غرب الجزيرة حيث توجد المقدسات الدينية والمزارات الإسلامية التي تُعتبر مقصدًا لأعداد هائلة من المسلمين سنويًا لآداء فريضة الحج وغيرها من العبادات كالعمرة وزيارة المقدسات وقبر النبي في المدينة. واحدة من أهم الأهداف المهمة لإنشاء هذا المشروع هو تحسين التكامل الاقتصادي السياسي في المناطق العربية البعيدة في حدود الدولة العثمانية، وأيضًا لتسهيل نقل القوات العثمانية العسكرية في حالات الحاجة. 

كانت سكة الحجاز ضيقة بعرض 1050 ملم، وكانت تصل ما بين مدينة دمشق والمدينة المنورة عبر أراضي الحجاز، وكانت جزء من شبكة السكة العثمانية الحديدية وتم بناؤها لكي تربط السكة الحديدية السابقة التي تربط إسطنبول بدمشق (البادئة من محطة حيدرباشا)، وبهكذا تكون تربط إسطنبول بمكة، لكن هذا الحلم لم يكتمل، لأن عملية البناء توقفت عند المدينة بسبب سيطرة إحدى القبائل على الطرق الرابطة ما بين الحرمين ومنعه من مرور السكة في حدود أراضيها. 

بدأ العمل لإنفاذ هذا المشروع عام 1900 م تنفيذًا لأمر السلطان العثماني عبد الحميد الثاني، وقاءم ببناءه الأتراك بشكل كامل مع بعض المساعدات والنصائح الألمانية، ومعه بدأ الأتراك فتح الاكتتاب العام في جميع العالم الإسلامي لتمويل المشروع وكانت هذه السكة الحديدية تمثل وقفًا إسلاميًا.

#### الثورة العربية وتوحيد السعودية

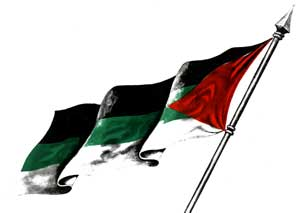
علم الوحدة العربية.

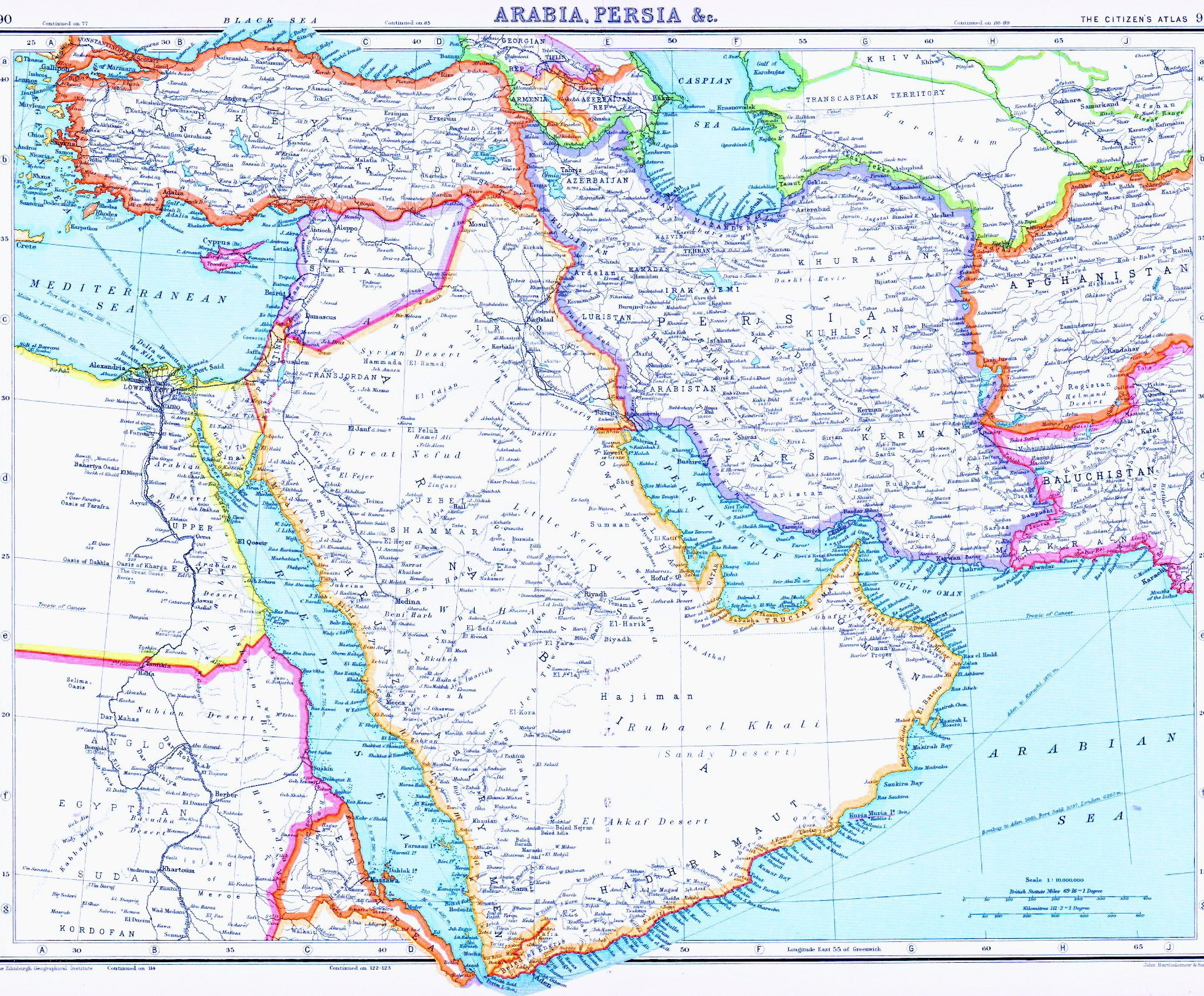
شبه الجزيرة العربية وبلاد فارس ، 1924

كان أبرز حدث في القرن العشرين هو الثورة العربية الكبرى التي زامنت الحرب العالمية الأولى التي لحقها سقوط الخلافة العثمانية وتقسّمها لدول صغيرة. بدأت الثورة العربية (1916 - 1918) بواسطة الشريف حسين والذي كان يهدف إلى تأمين الاستقلال عن الحكم التركي العثماني وتكوين دولة عربية واحدة تمتد من حلب في سوريا شمالًا حتى عدن في اليمن جنوبًا. دخل الشريف حسين في تحالف مع بريطانيا وفرنسا طيلة الحرب العالمية الأولى في 1916 م. تلت هذه الأحداث توحّد الدولة السعودية تحت حكم الملك عبد العزيز ابن سعود. في عام 1902 كان ابن سعود قد استولى على الرياض، ثم استكمل معاركه فدخل الأحساء وسيطر على ما تبقى من نجد ثم الحجاز ما بين 1913 و1926 واستطاع أن يهزم الشريف حسين ويؤسس الدولة السعودية الحالية. لم يكن ابن سعود أول شخص يسيطر على معظم أرجاء الجزيرة، حيث أن عائلته كانت تحكم أجزاءً منها منذ القرن السابع عشر، وسبق تأسيس دولته سقوط دولتين أسسها أفراد عائلته من قبله (الدولة السعودية الأولى والدولة السعودية الثانية)، وبأية حال فإن ابن سعود استطاع توحيد البلاد وتأسيس الدولة السعودية.

#### اكتشاف النفط
بئر الدمام رقم 7 بئر الخير هو أول بئر نفط أكتشف في المملكة العربية السعودية في عام 1938 وذلك على بعد أميال قليلة شمال الظهران على التل المعروف باسم جبل الظهران. اكتشف بواسطة خميس ابن رمثان والجيولوجي الأمريكي ماكس ستاينكي، وحصلت عندما قامت شركة تكسكو الأمريكية بالتنقيب في الدمام. أُنتِج 1500 برميل مباشره بعد اكتشافه.
من أهم الأحداث في تاريخ المنطقة عندما اكتشف النفط عام 1930 بكميات هائلة تعود على المنطقة كاملة بالثروة العظيمة - باستثناء اليمن. المملكة العربية السعودية حاليًا تعد ثاني أكبر احتياط نفطي في العالم، حيث تصل التقديرات أن احتياط النفط يقدر بـ 267 مليار برميل (42 مليار متر مكعب) بما في ذلك 2.5 مليار برميل في المنطقة السعودية الكويتية المحايدة، كانت المملكة تعد أكبر احتياط نفطي في العالم إلا أن فنزويلا أعلنت أنها قد زادت احتياطها المؤكد إلى 297 مليار برميل في يناير 2011.

#### الحرب الأهلية في اليمن
الحرب الأهلية في شمال اليمن والتي تعرف بثورة 26 سبتمبر اليمنية كانت حرب بين أنصار الملكية المتوكلية وبين ضباط الجمهورية العربية اليمنية ما بين عام 1962 و1970. بدأت الثورة بانقلاب عسكري قام به الزعيم الجمهوري عبد الله السلال الذي استطاع خلع الملك المتوج حديثًا الإمام محمد البدر حميد الدين وأعلن اليمن كجمهورية تحت رئاسته. هرب الإمام البدر إلى الحدود السعودية وبدأ بحشد أنصاره ووجد الدعم من السعودية وارتفع التأييد الشعبي له، بينما كان الجمهوريون بالمقابل يتلقون الدعم من الجمهورية المصرية بقيادة جمال عبد الناصر والاتحاد السوفيتي، وقد حضر في هذه الحرب قوات أجنبية غير نظامية وقوات تقليدية على حد سواء. أرسل الرئيس جمال عبد الناصر إلى اليمن ما يصل إلى 70,000 جندي ، وعلى الرغم من حركات السلام الكثيرة التي كانت إلا أن الحرب قد تواصلت وسارت إلى طريق مسدود.وعلى إثر خسائر هذه الحرب تضررت مصر كثيرًا في حربها مع إسرائيل (الأيام الستة) ضررًا بليغًا، وبعد ذلك وجد عبد الناصر أنه من الصعوبة المحافظة على جيشه، مما أجبره على سحب جيشه من اليمن. بحلول عام 1970 اعترف الملك فيصل ملك المملكة العربية السعودية بالجمهورية اليمنية ووقع بعدها على الهدنة، وقد كان المؤرخون المصريون يصفون هذه الحرب ومغامرة مصر فيها بفيتنام العرب.

#### حرب الخليج

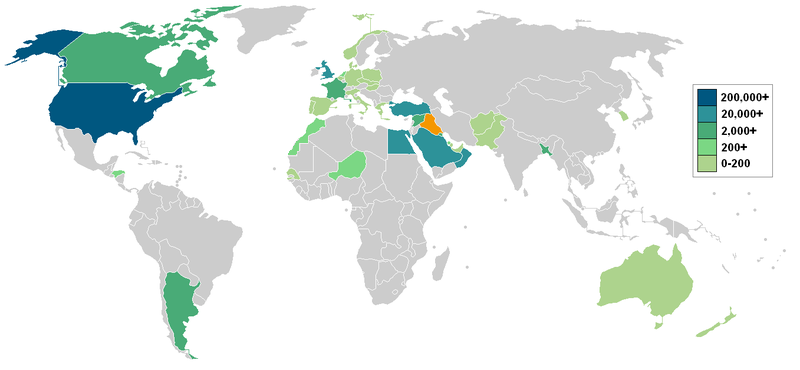
خارطة للدول المشاركة في قوات التحالف عام 1991 كلما غمق اللون الأخضر دل ذلك على زيادة عدد القوات المشاركة، فيما يمثل اللون البرتقالي دولة العراق.

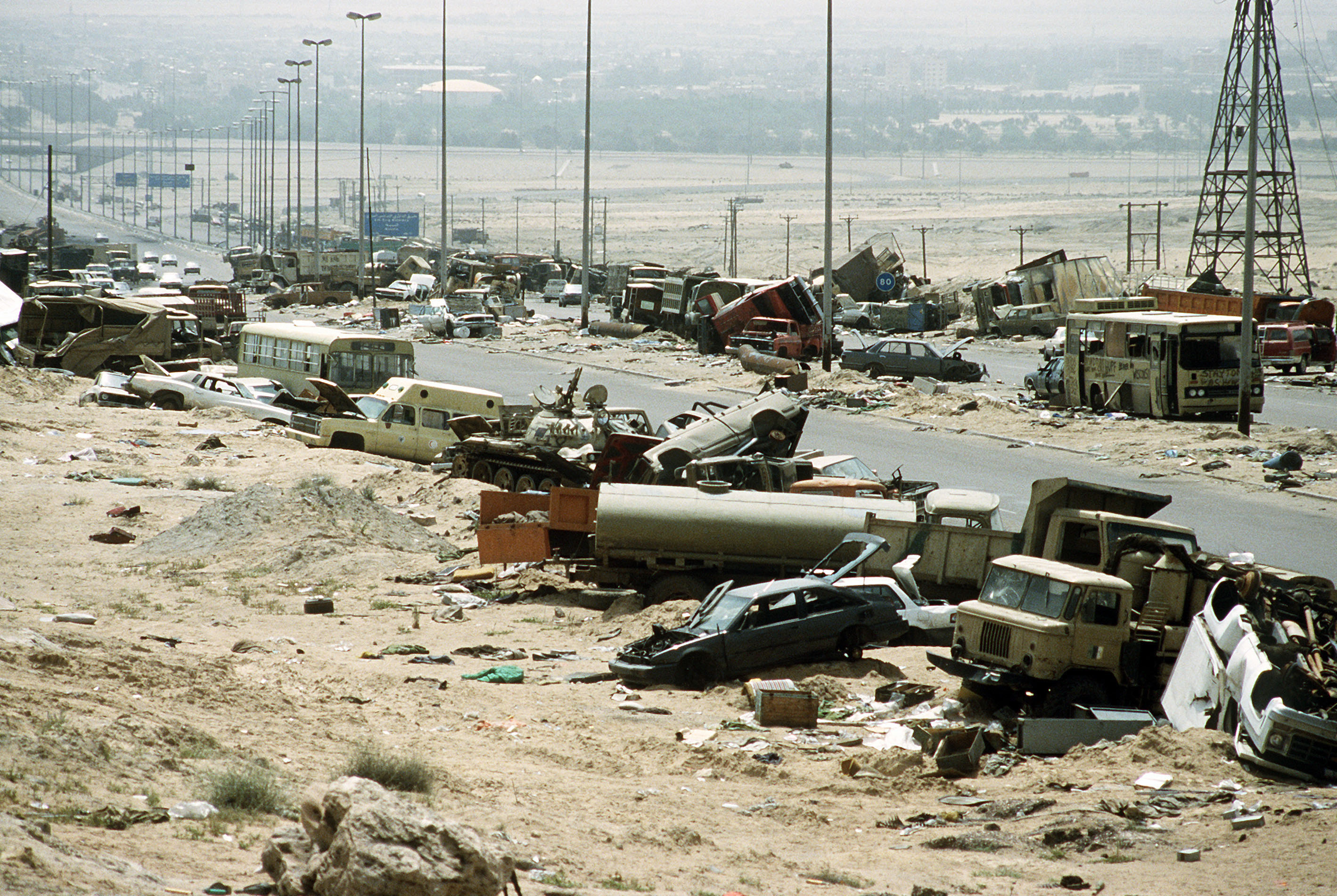
طريق الموت الذي دمرت فيه قوات التحالف أكثر من 1400 آلية تابعة للجيش العراقي كانت في طريقها إلى البصرة منسحبة من الكويت، حيث تحول الطريق من طريق سريع يؤدي إلى البصرة إلى طريق للموت، وكانت القوات الأمريكية قد رصدت تحرك القوات العراقية في هذا الطريق في ليلة 26 فبراير 1991 فشنت هجوما جويا على الآليات والمركبات العراقية المنسحبة، نتج عن الهجوم مقتل عدة مئات من الجنود حيث تخلى الكثير منهم عن مركباتهم تجنبًا لتدميرها من أثناء القصف

في عام 1990 قام العراق برئاسة صدام حسين ببعض الادعاءات والمزاعم بأن دولة الكويت ليس لها حدود مرسومة من قِبل البريطانيين عام 1951

قاد اجتياح الكويت من قِبل قوات العراق إلى حرب الخليج الثانية، وكان ممن انضم للتحالف المتعدد الجنسيات ضد العراق كل من مصر وقطر وسوريا والسعودية، وكان بعد الحرب ما يعرف بـ «إعلان دمشق » وهو ما يضفي الطابع الرسمي على تحالف الإجراءات الدفاعية المشتركة مستقبلًا بين مصر وسوريا ودول الخليج.

عمومًا كانت قوات التحالف في حرب الخليج الثانية مُكونة من 33 دولة بقيادة الولايات المتحدة الأمريكية تهدف إلى تحرير الكويت من الاحتلال العراقي بعدما رفض الأخير الانسحاب من الكويت، وبلغ قوات التحالف 959,600 فرد  نصفهم من الولايات المتحدة الأمريكية. انتهى الأمر بتحرر الكويت وصاحبه نتائج سياسية واقتصادية واجتماعية وبيئية وخيمة، حيث تكبدت دول الخليج والعراق خسائر طائلة، فيما كانت من جرائر هذه الحرب السياسية تواجد قوات أمريكية دائمة في المنطقة، أيضًا حصل انقسام في الصف العربي حيث كانت مصر وسوريا والخليج في جهة، واليمن والأردن والعراق في جهة أخرى. تعرضت المنطقة لأحد أسوأ الكوارث البيئية جراء ما تم حرقه من حقول نفطية بفعل الممارسات العراقية القائمة على التدمير آنذاك، حيث قدر عدد الآبار التي تعرضت للحرق إلى 727 بئر نفطي.

## الدول الحديثة في شبه الجزيرة العربية

### المملكة العربية السعودية

الرياضالرياض
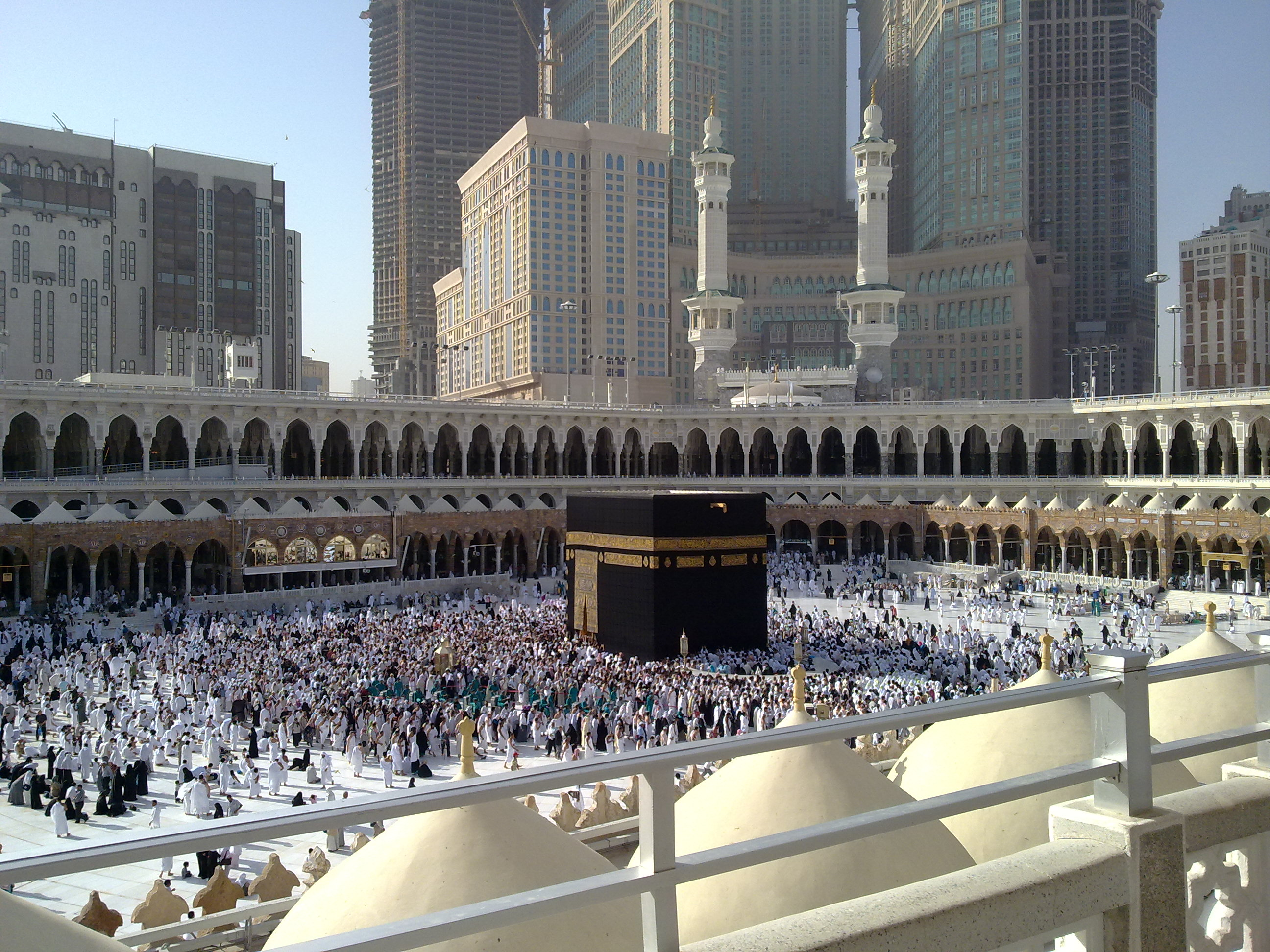
مكة المكرمة
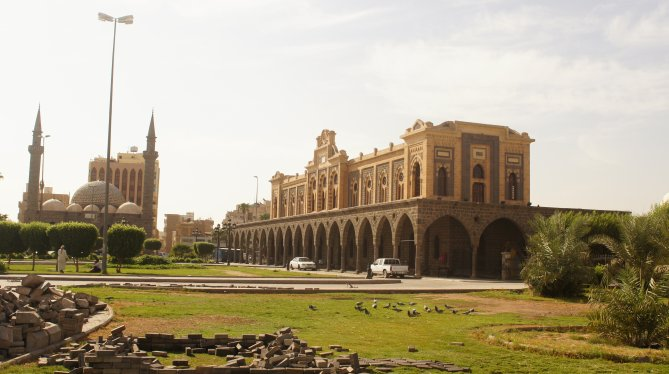
المدينة المنورة
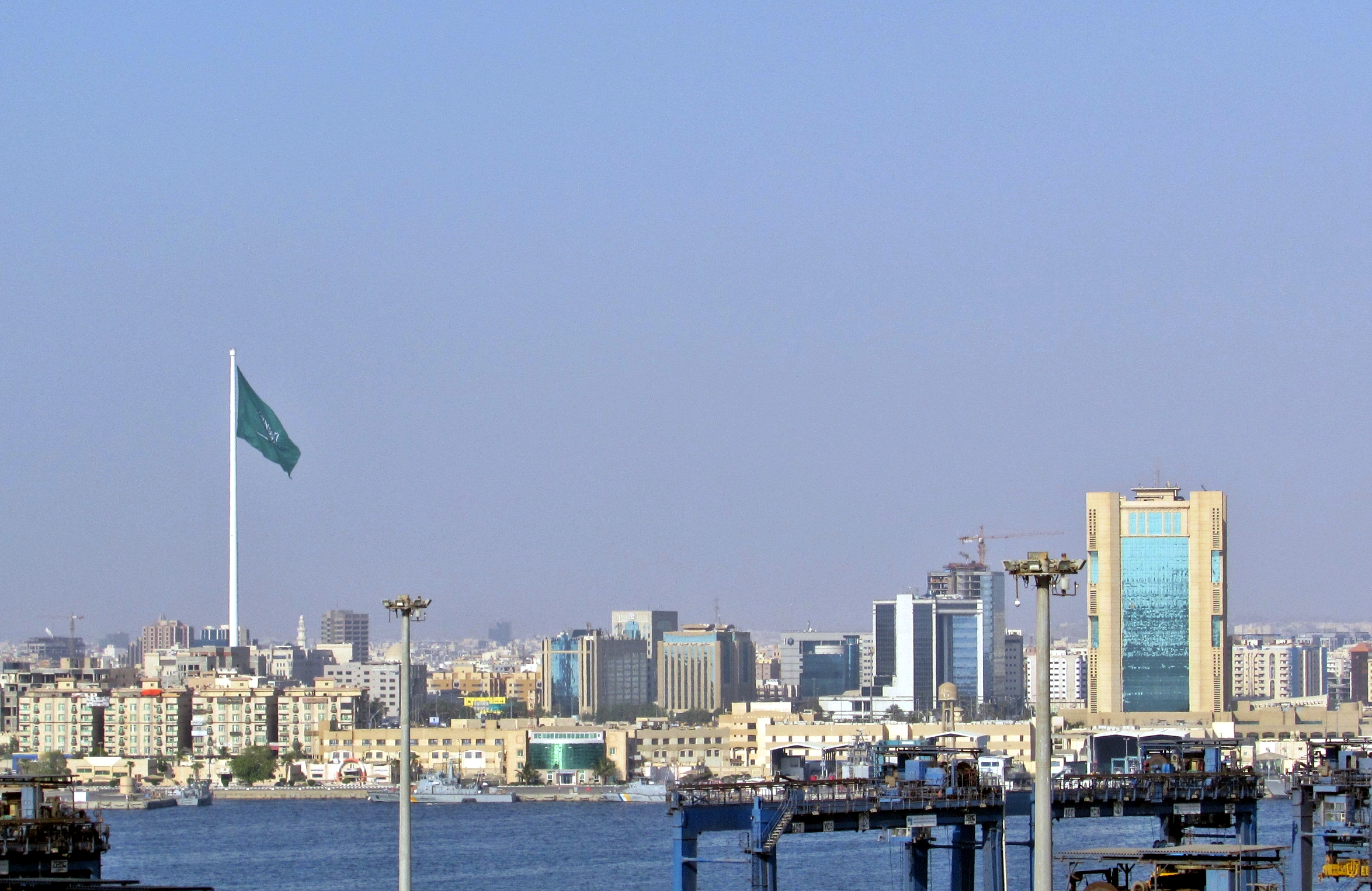
جدة
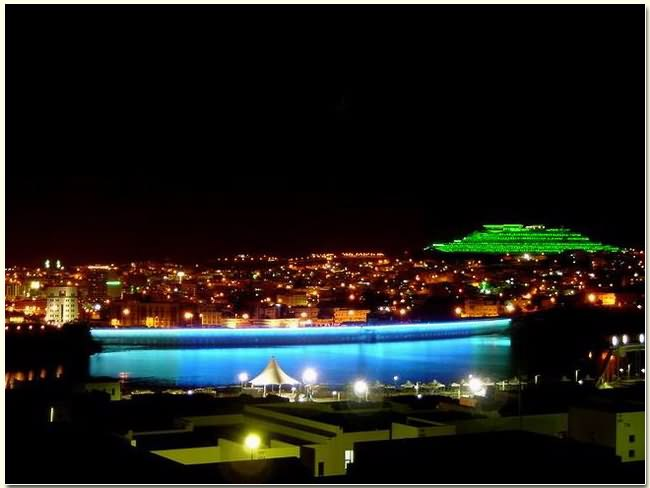
أبها
الخبرالخبر
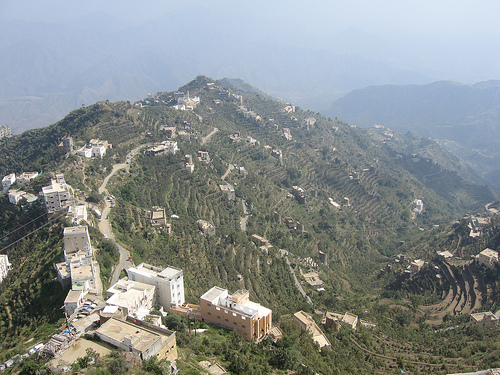
فيفاء
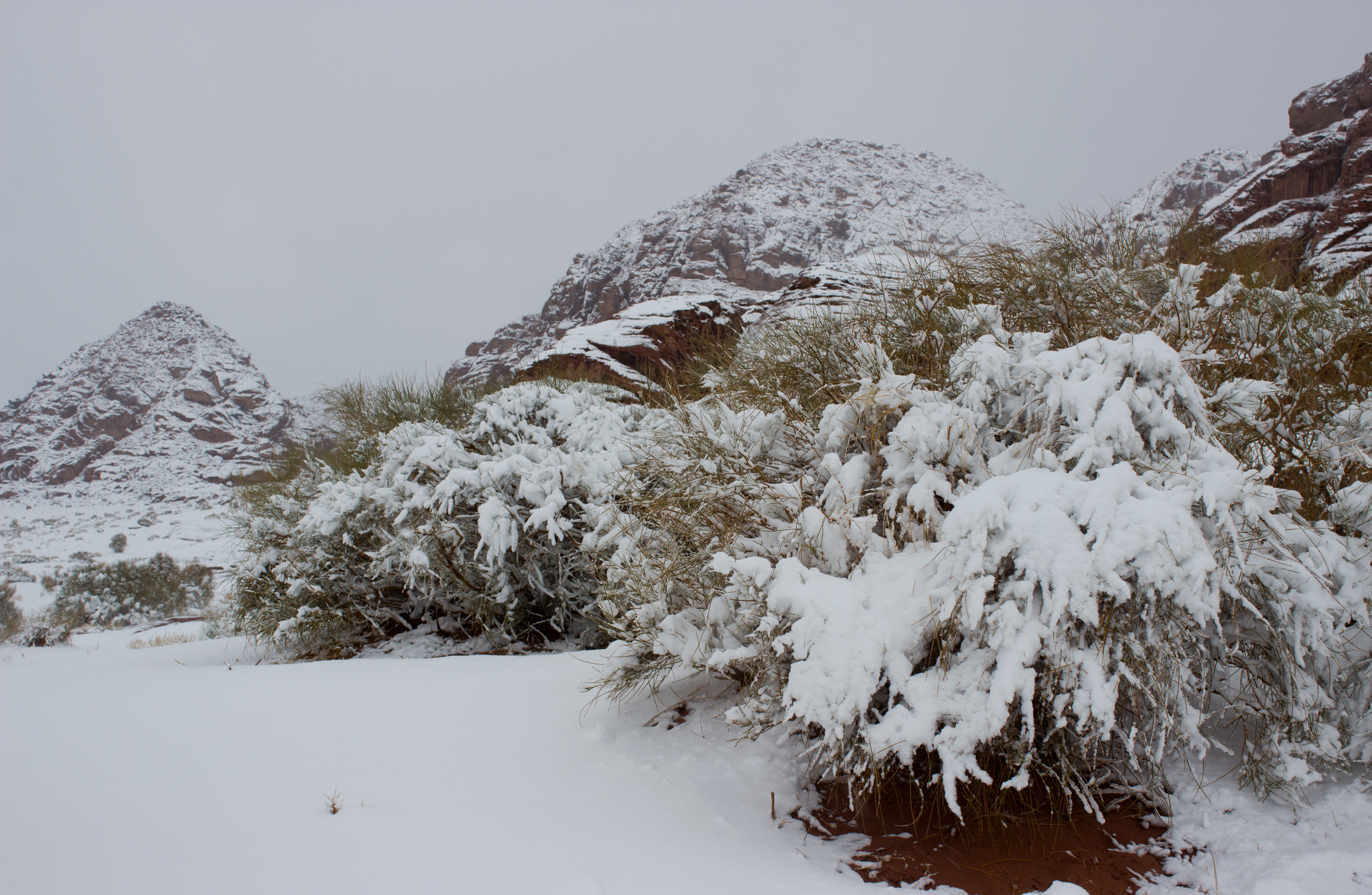
تبوك

 السعودية ورسميًا المملكة العربية السعودية هي دولة تقع وسط شبه الجزيرة العربية وتشكل الجزء الأكبر من شبه الجزيرة العربية إذ تبلغ مساحتها حوالي مليوني كيلومتر مربع. يحدها من الشمال العراق والأردن وتحدها الكويت من الشمال الشرقي، ومن الشرق تحدها كل من قطر والإمارات العربية المتحدة بالإضافة إلى البحرين التي ترتبط بالسعودية من خلال جسر الملك فهد الواقع على الخليج العربي، ومن الجنوب تحدها اليمن، وسلطنة عمان من الجنوب الشرقي، كما يحدها البحر الأحمر من جهة الغرب.
تتمتع السعودية بوضع سياسي واقتصادي مستقر في العموم واقتصادها نفطي إذ أنها تمتلك ثاني أكبر إحتياطي للبترول وسادس احتياطي غاز، وأكبر مصدر نفط خام في العالم والذي يشكل قرابة 90% من الصادرات، وتحتل المملكة المرتبة التاسعة عشر من بين أكبر اقتصادات العالم وهي خامس أكبر مساهم في صندوق النقد الدولي والبنك الدولي، وتملك حق نقض فيتو بقوة 3% في صندوق النقد الدولي.
وتُعتبر السعودية من القوى المؤثرة سياسيًا واقتصاديًا في العالم، لمكانتها الإسلامية وثروتها الاقتصادية وتحكمها بأسعار النفط وإمداداته العالمية ووجودها الإعلامي الكبير المتمثل في عدد من القنوات الفضائية والصحف المطبوعة.
ويوجد بها المسجد الحرام الواقع في مكة المكرمة، والمسجد النبوي في المدينة المنورة، واللذان يعدان أهم الأماكن المقدسة عند المسلمين.
والسعودية عضو في مجلس التعاون لدول الخليج العربية وجامعة الدول العربية والأمم المتحدة وحركة عدم الانحياز ورابطة العالم الإسلامي ومنظمة التعاون الإسلامي ومجموعة العشرين وصندوق النقد الدولي ومنظمة التجارة العالمية ومنظمة الدول المصدرة للنفط (أوبك).

### الجمهورية اليمنية

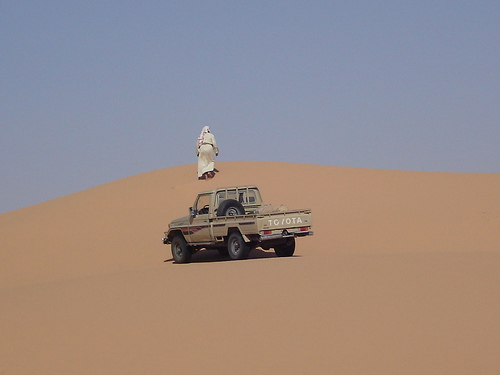
بادية اليمن
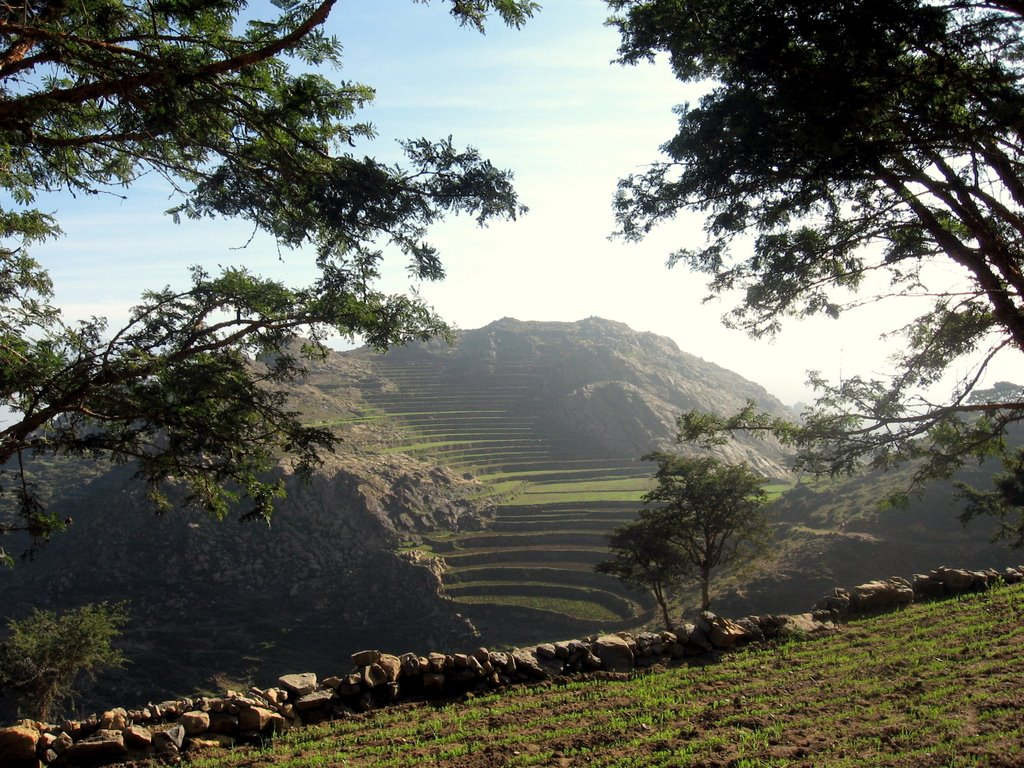
المدرجات الجبلية في المحويت
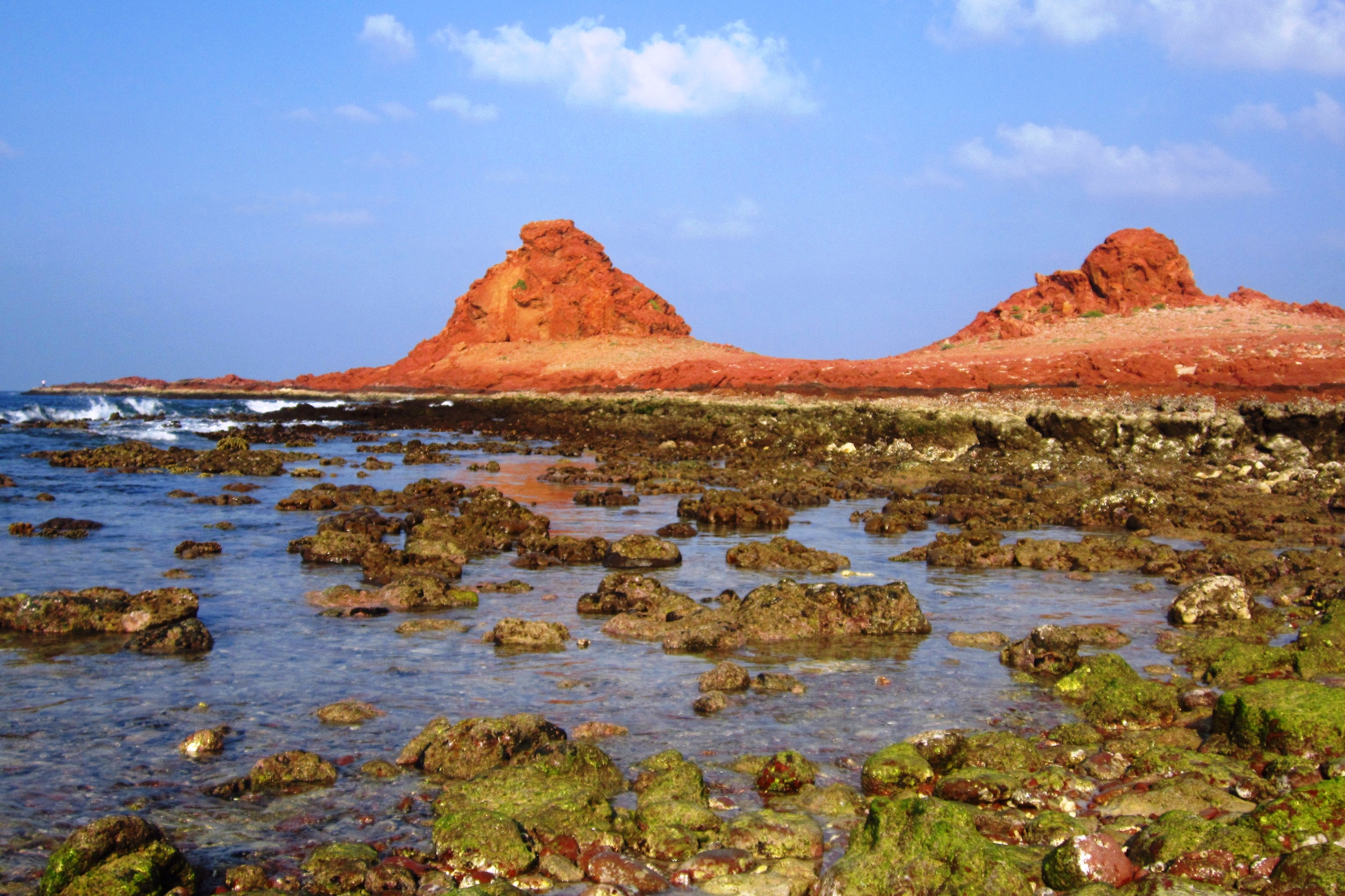
سقطرى
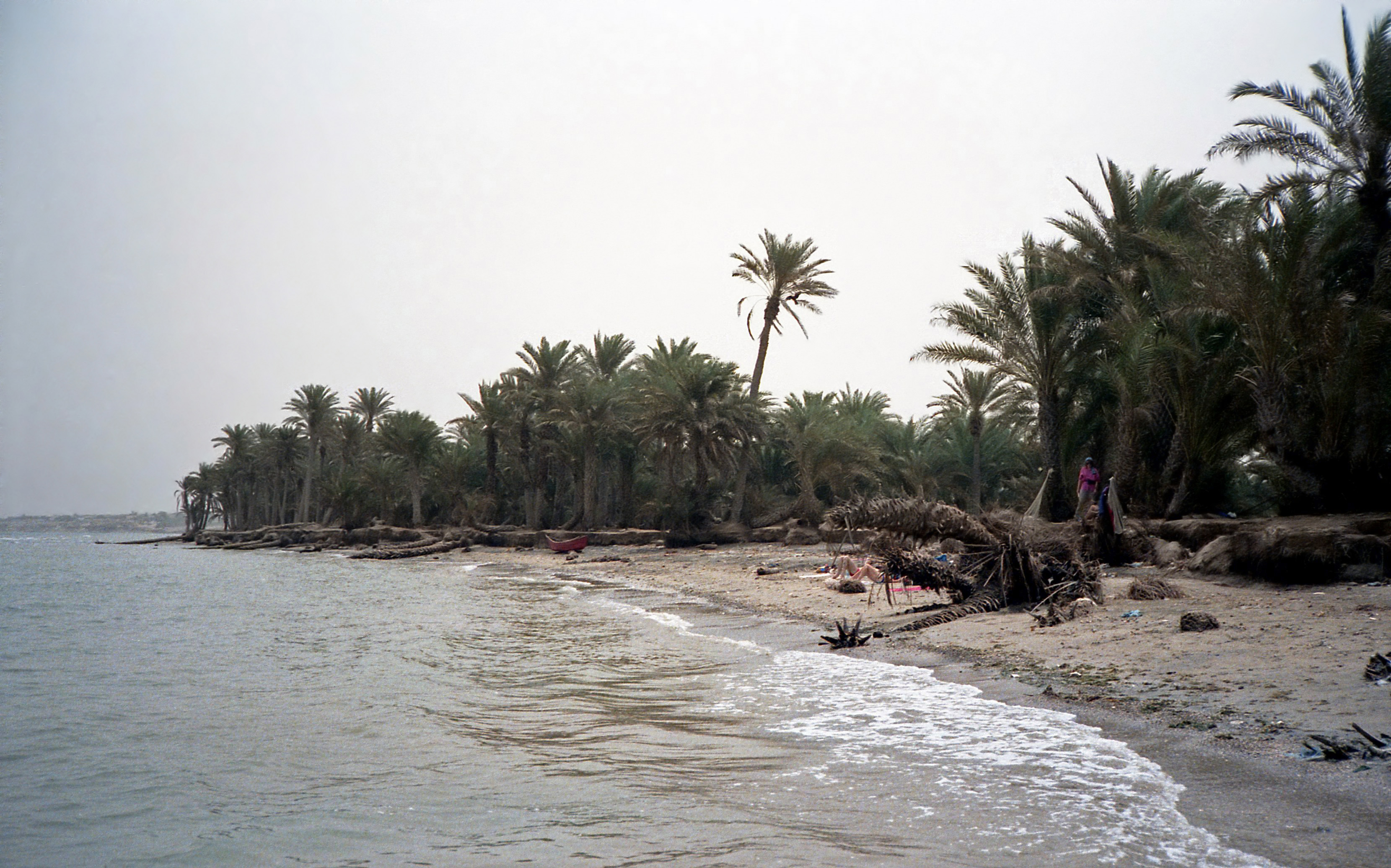
تهامة اليمن
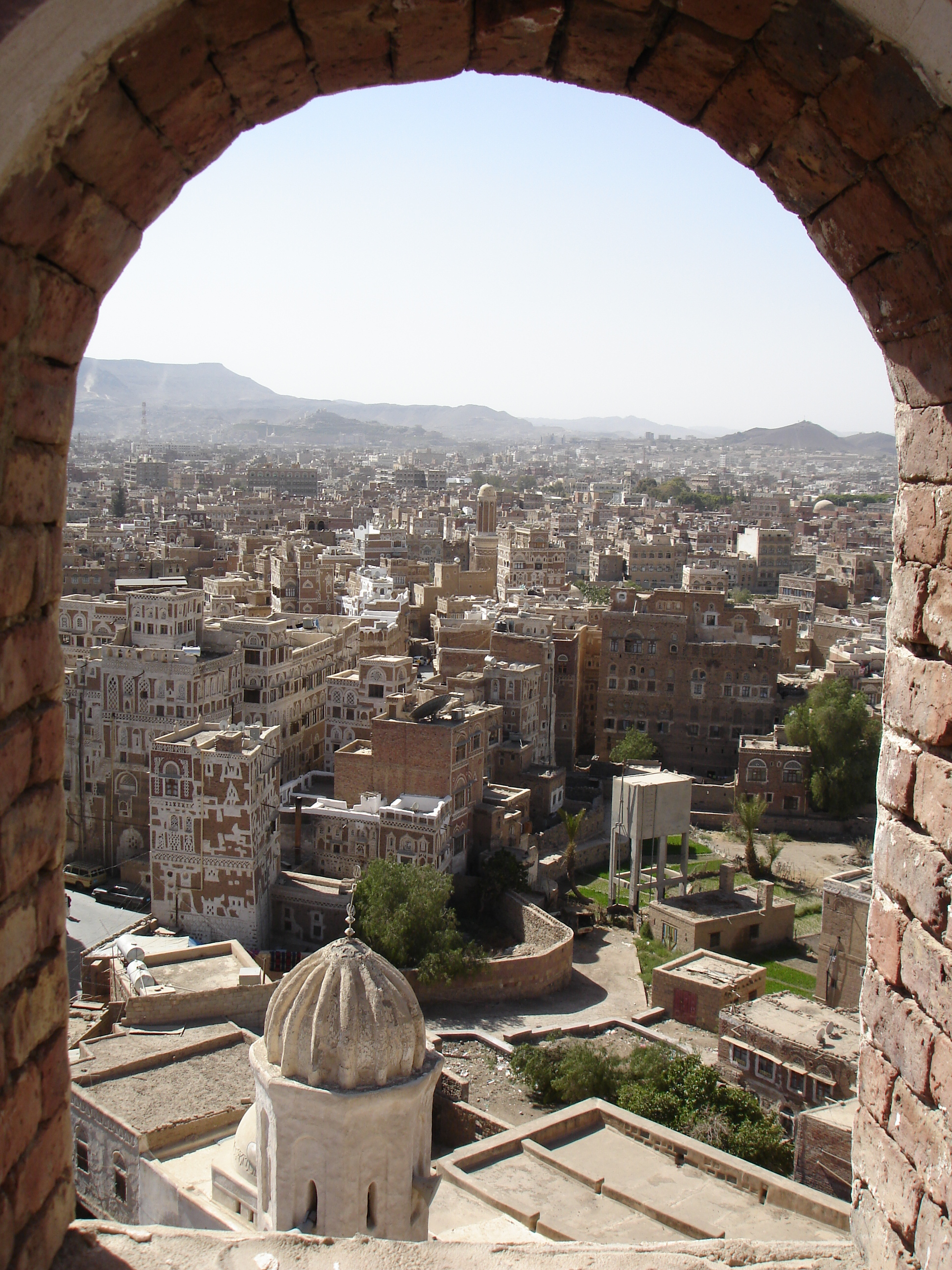
صنعاء
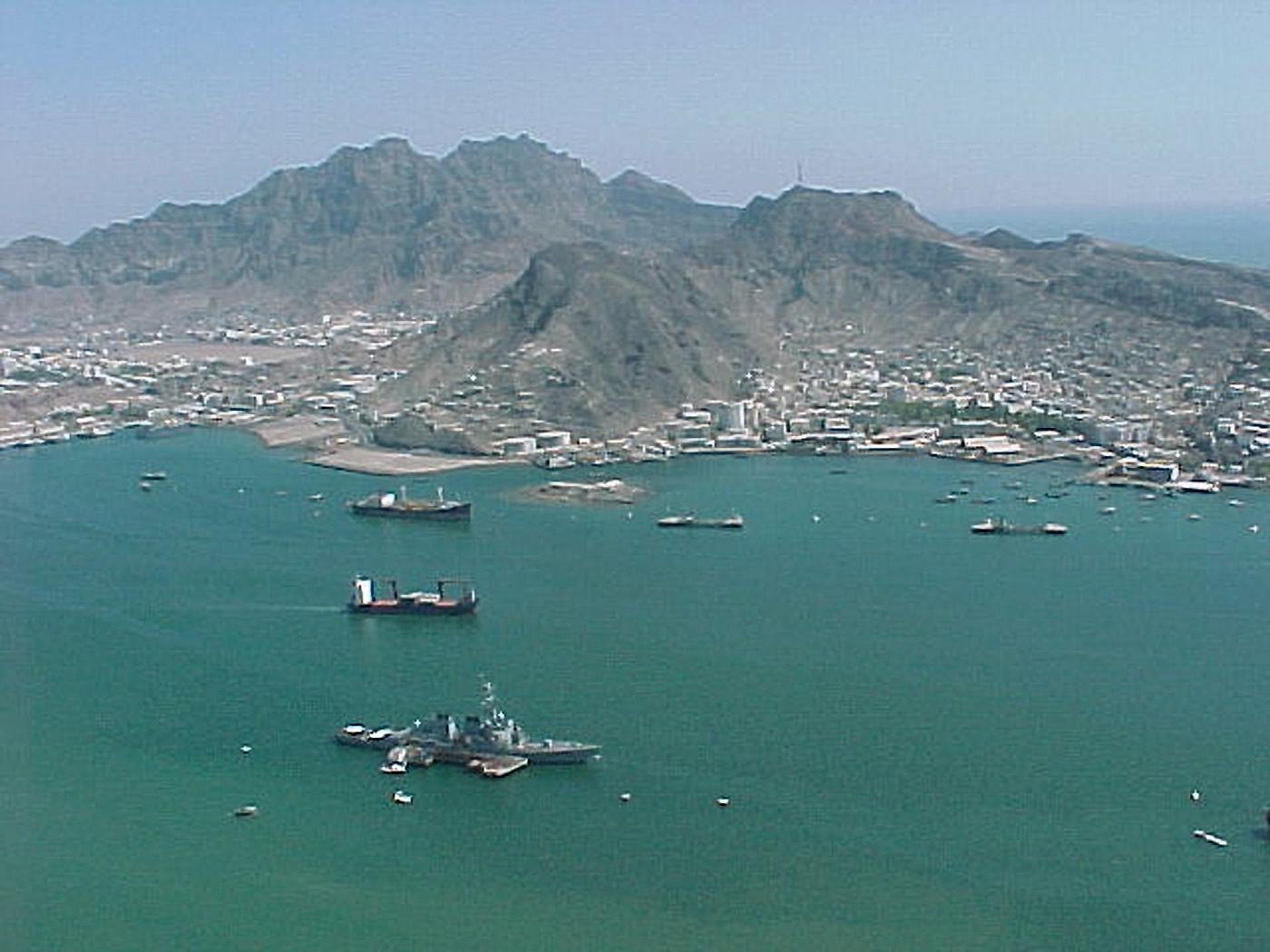
عدن
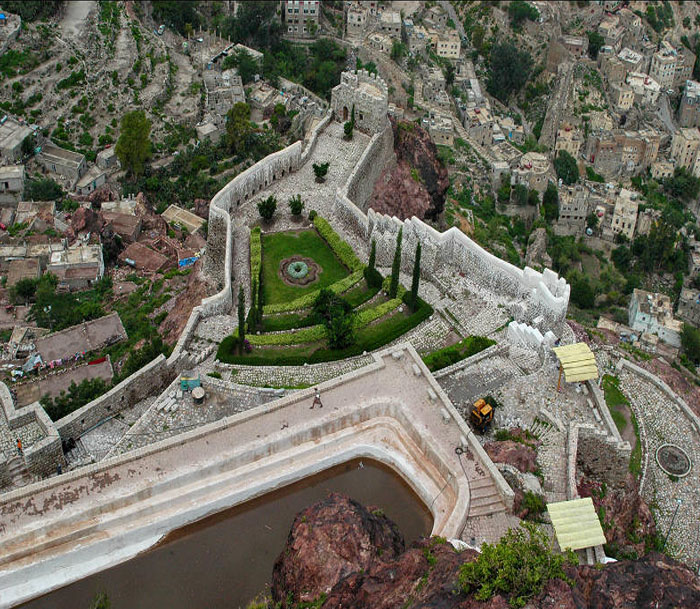
تعز
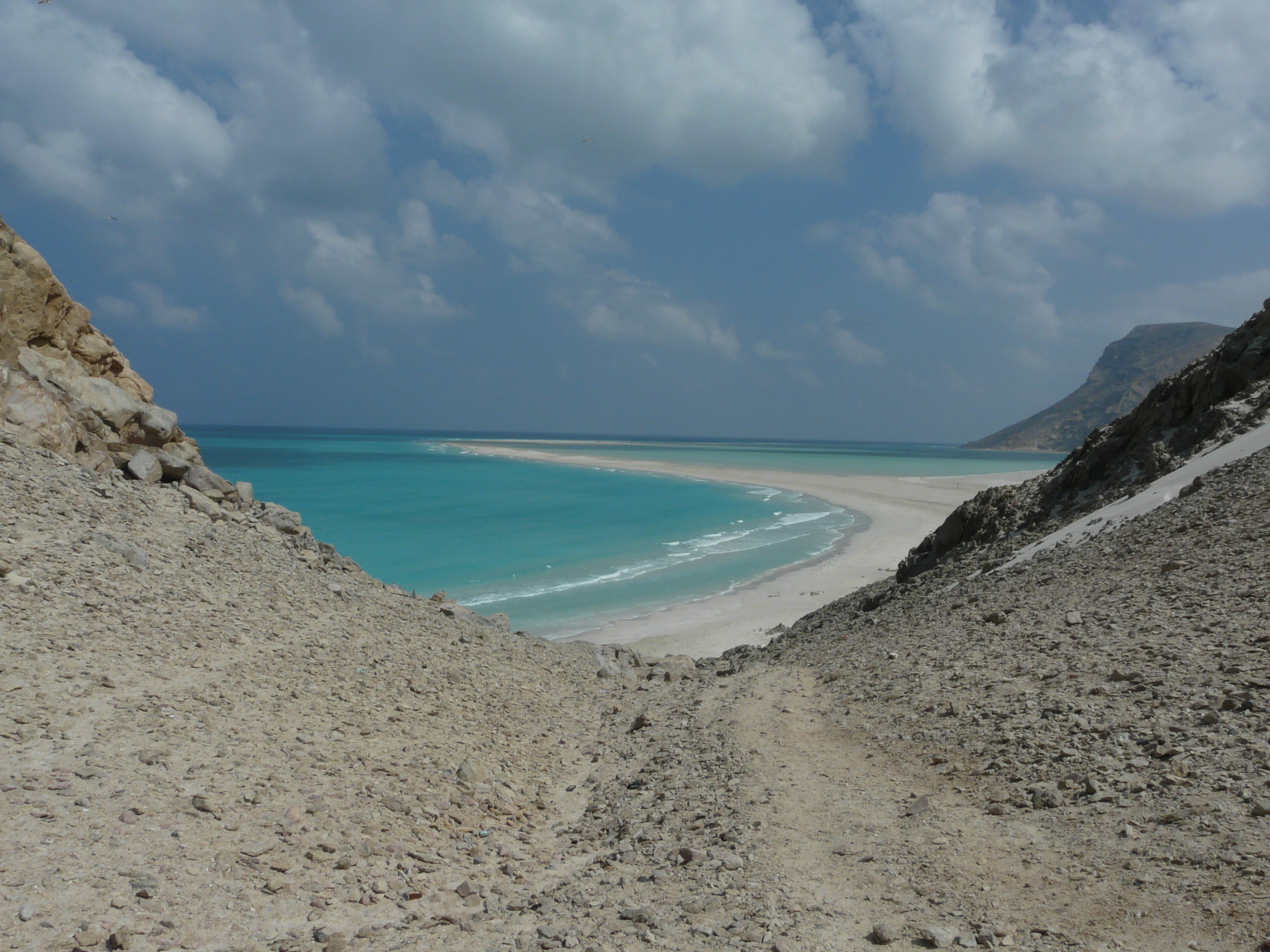
جزيرة سقطرى
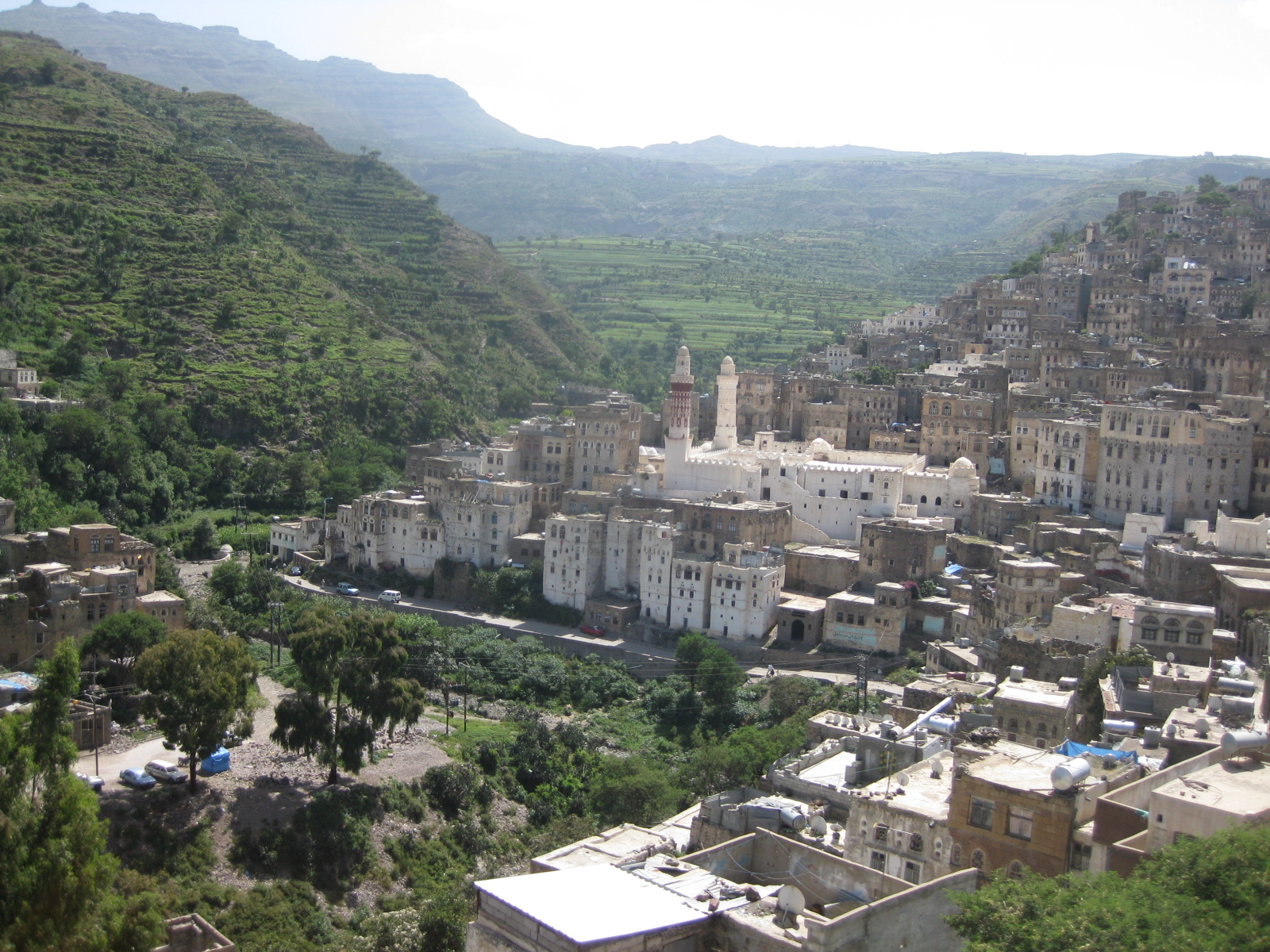
جبلة

 اليمن ورسميا الجمهورية اليمنية دولة تقع جنوب غرب شبه الجزيرة العربية في غربي آسيا. تبلغ مساحتها حوالي 555,000 كيلو متر مربع، يحد اليمن من الشمال السعودية ومن الشرق سلطنة عمان لها ساحل جنوبي على بحر العرب وساحل غربي على البحر الأحمر. عاصمته هي صنعاء، ولدى اليمن أكثر من 200 جزيرة في البحر الأحمر وبحر العرب أكبرها جزيرة سقطرى وحنيش. هي الدولة الوحيدة في الجزيرة العربية ذات نظام جمهوري.
ينص الدستور اليمني على ديمقراطية الدولة وإقرارها التعددية الحزبية والسياسية وتبنيها نظام اقتصادي حر والالتزام بالمواثيق والعهود الدولية المنصوص عليها في الإعلان العالمي لحقوق الإنسان وأن الشريعة الإسلامية هي المصدر الأساسي للتشريع. اليمن عضو في جامعة الدول العربية من 1945 والأمم المتحدة من 1947 وحركة عدم الانحياز ومنظمة التعاون الإسلامي.

### سلطنة عمان

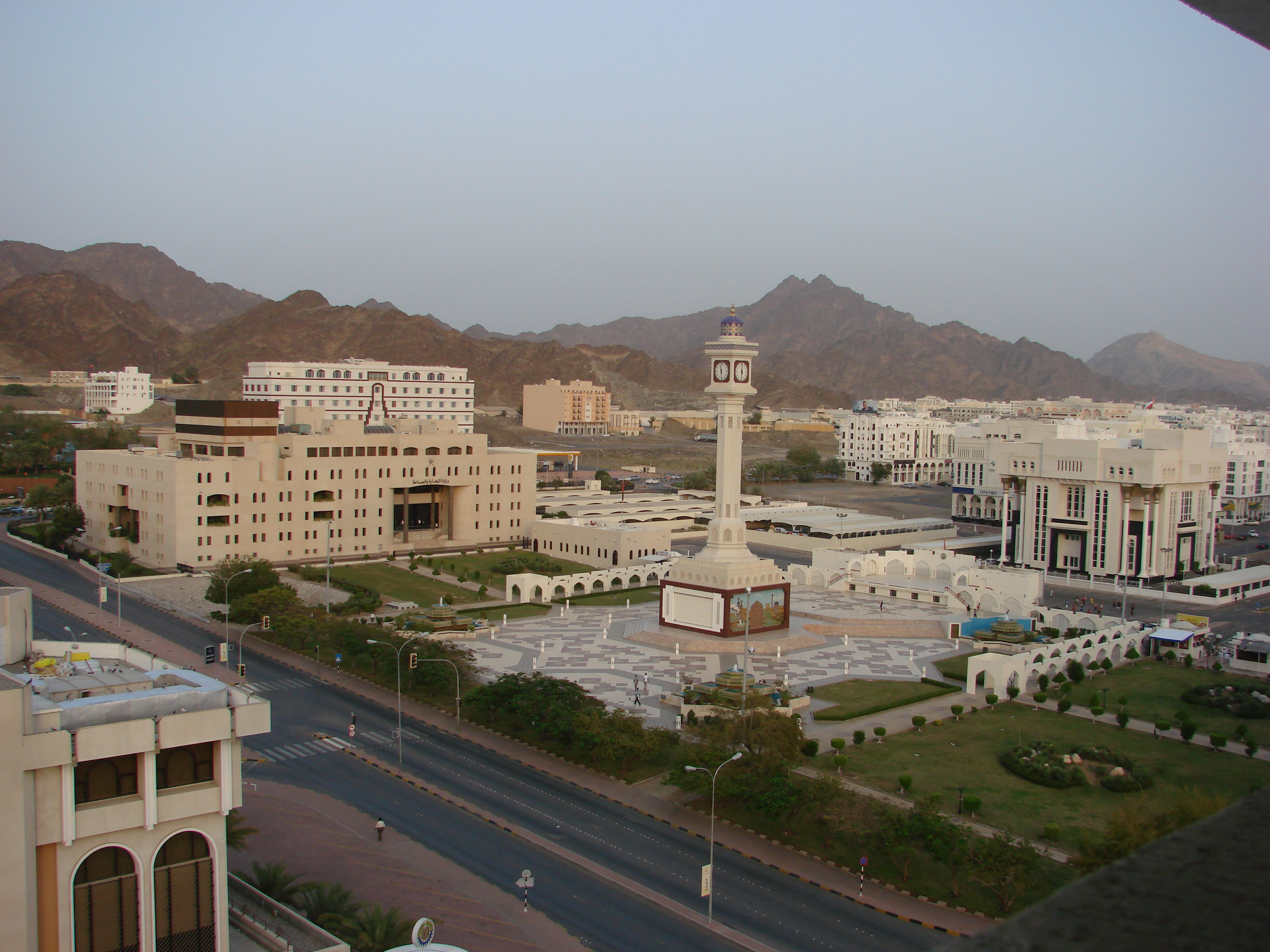
مسقط
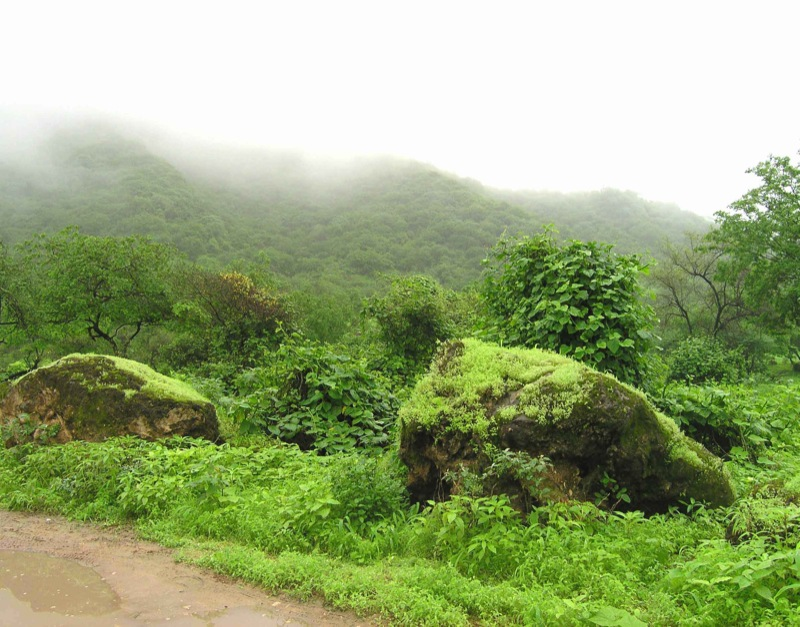
صلالة
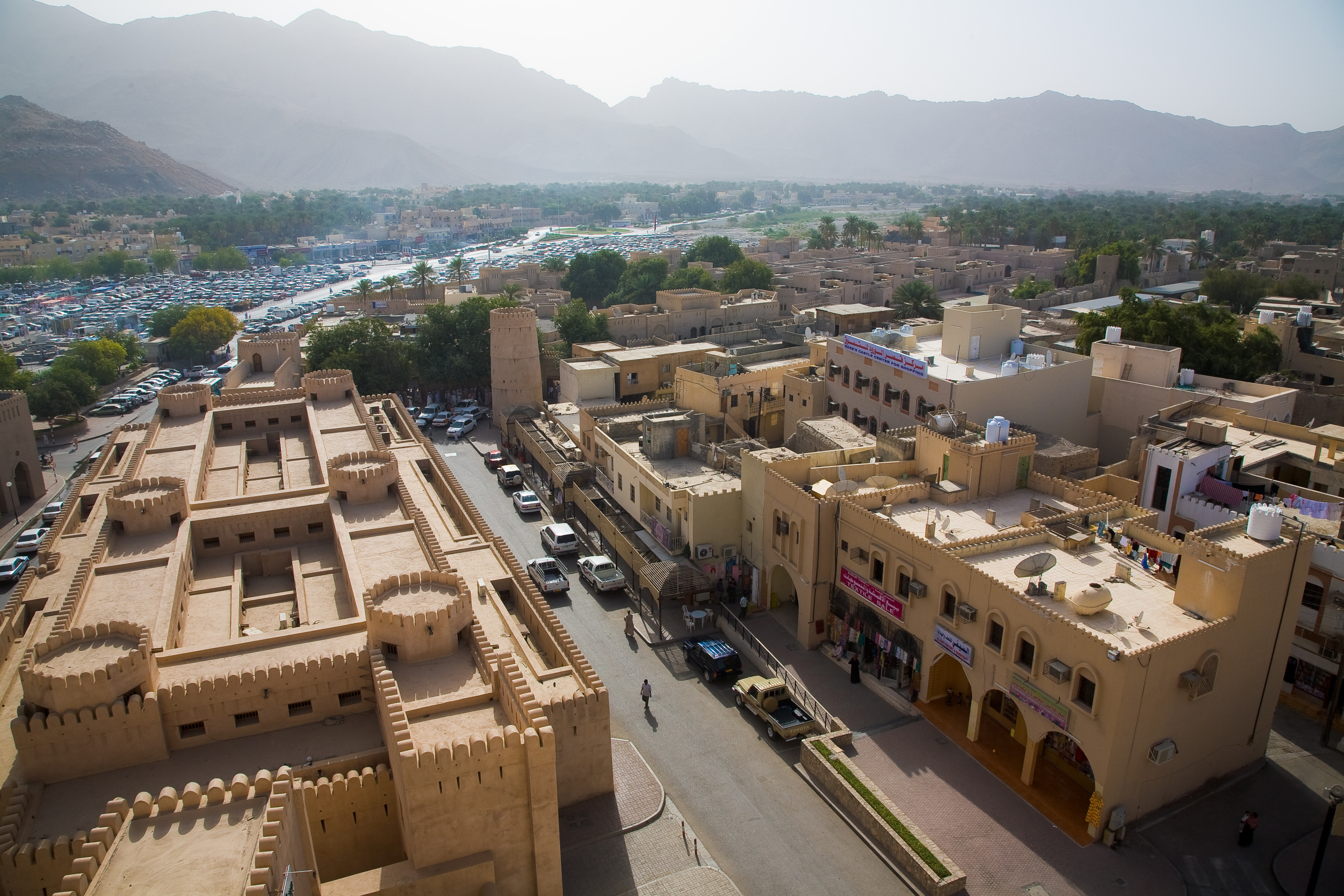
نزوى
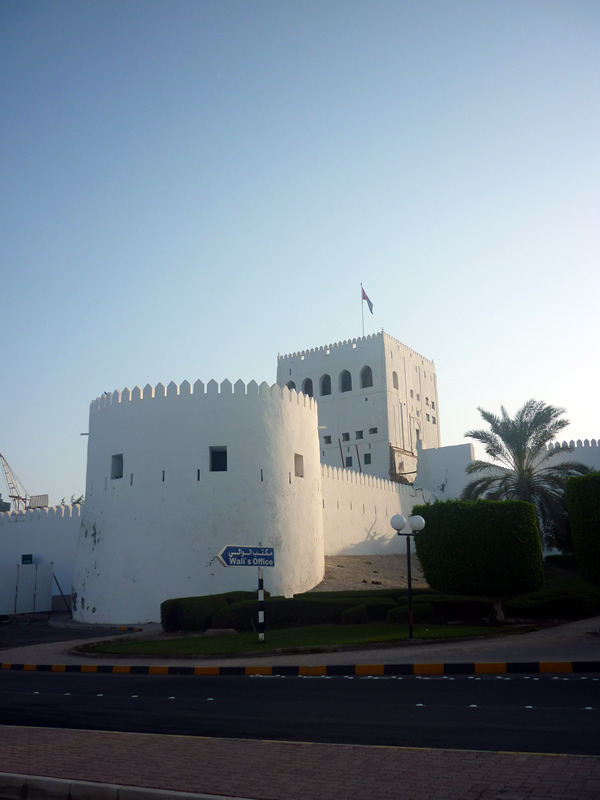
صحار
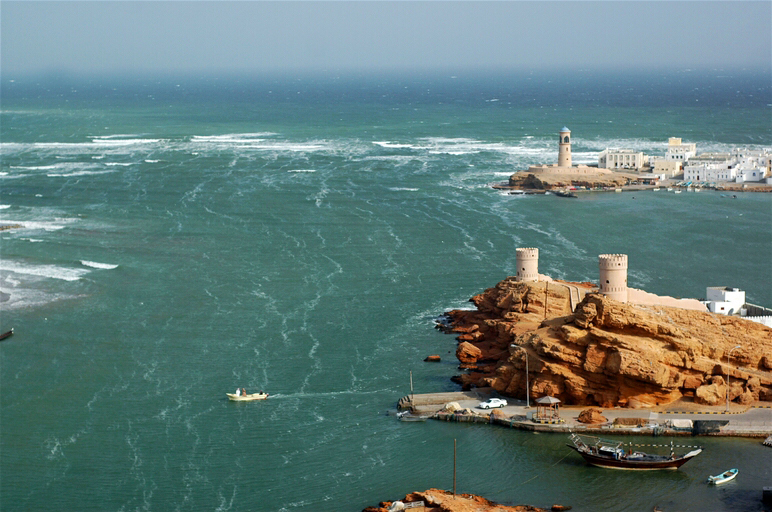
صور
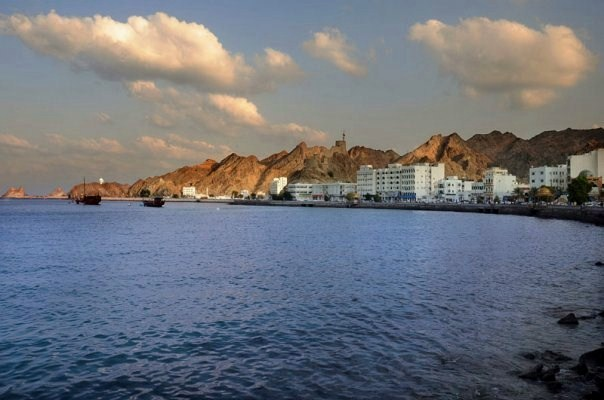
مطرح

  عُمان  ورسميًا  سَلْطَنَة عُمان  وتحتل الموقع الجنوبي الشرقي من شبه الجزيرة العربية وتبلغ مساحتها حوالي 309,500 كيلومتر مربع يحدها من الغرب السعودية ومن الجنوب الغربي اليمن ومن الشمال الغربي الإمارات العربية المتحدة ولديها ساحل جنوبي مطل على بحر العرب وبحر عمان من الشمال الشرقي. نظام الحكم في عمان ملكي مطلق، ولا يسمح الدستور العماني بالأحزاب السياسية بينما حق الانتخاب مكفول لكل مواطن عماني بلغ الواحدة والعشرين من عمره لاختيار أعضاء مجلس الشورى 
تتمتع عمان بوضع سياسي واقتصادي مستقر في العموم، مع ذلك شهدت السلطنة احتجاجات محدودة في ولاية صحار مطالبين برفع الرواتب وإنهاء الفساد وإيجاد المزيد من الفرص الوظيفية، المزيد من حرية التعبير وتقليل الرقابة الحكومية على الإعلام ولم تطالب بإسقاط نظام الحكم  رد السلطان قابوس بن سعيد بإقالة ثلث أعضاء حكومته من مناصبهم  وتشتهر عمان بأنها أحد أهم مراكز المذهب الإباضي، حيث يعتبر المذهب الآساسي في الحكم، بالإضافة لوجود المذهب السني والشيعي.

### الإمارات العربية المتحدة

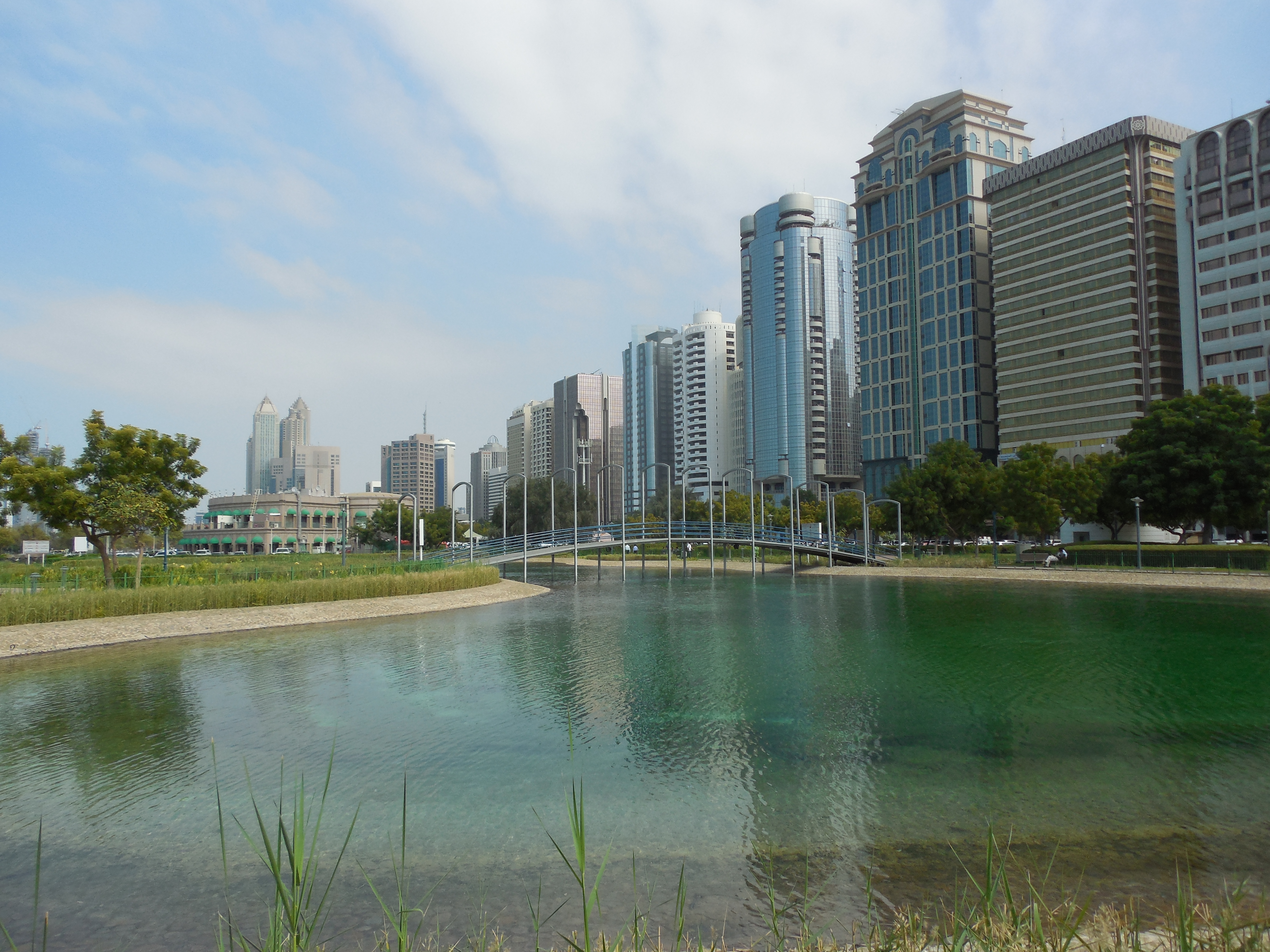
أبوظبي
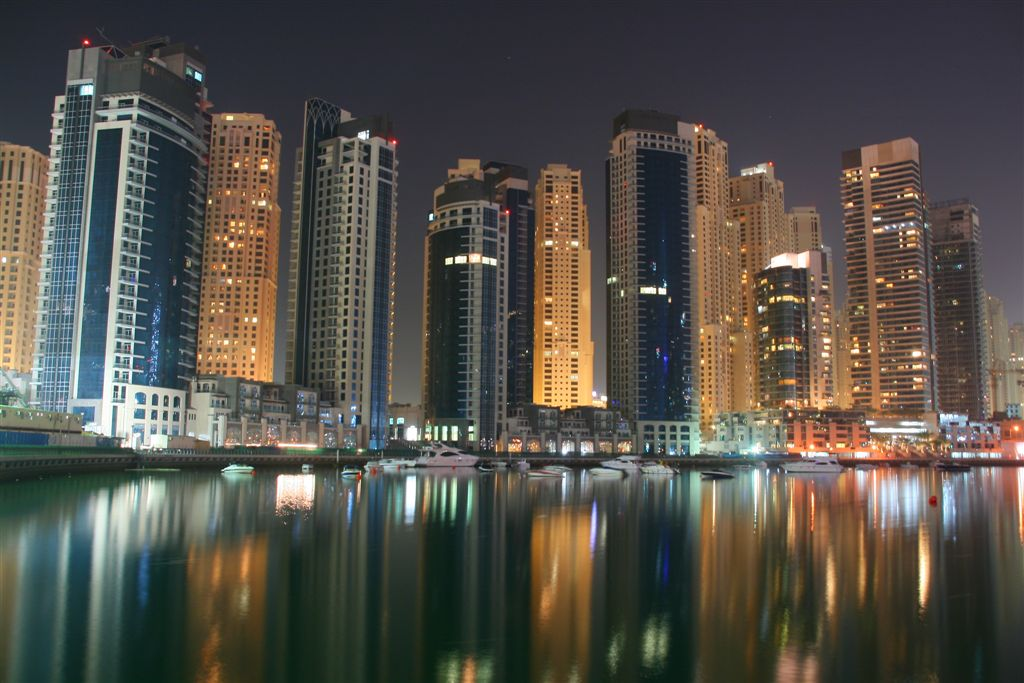
دبي
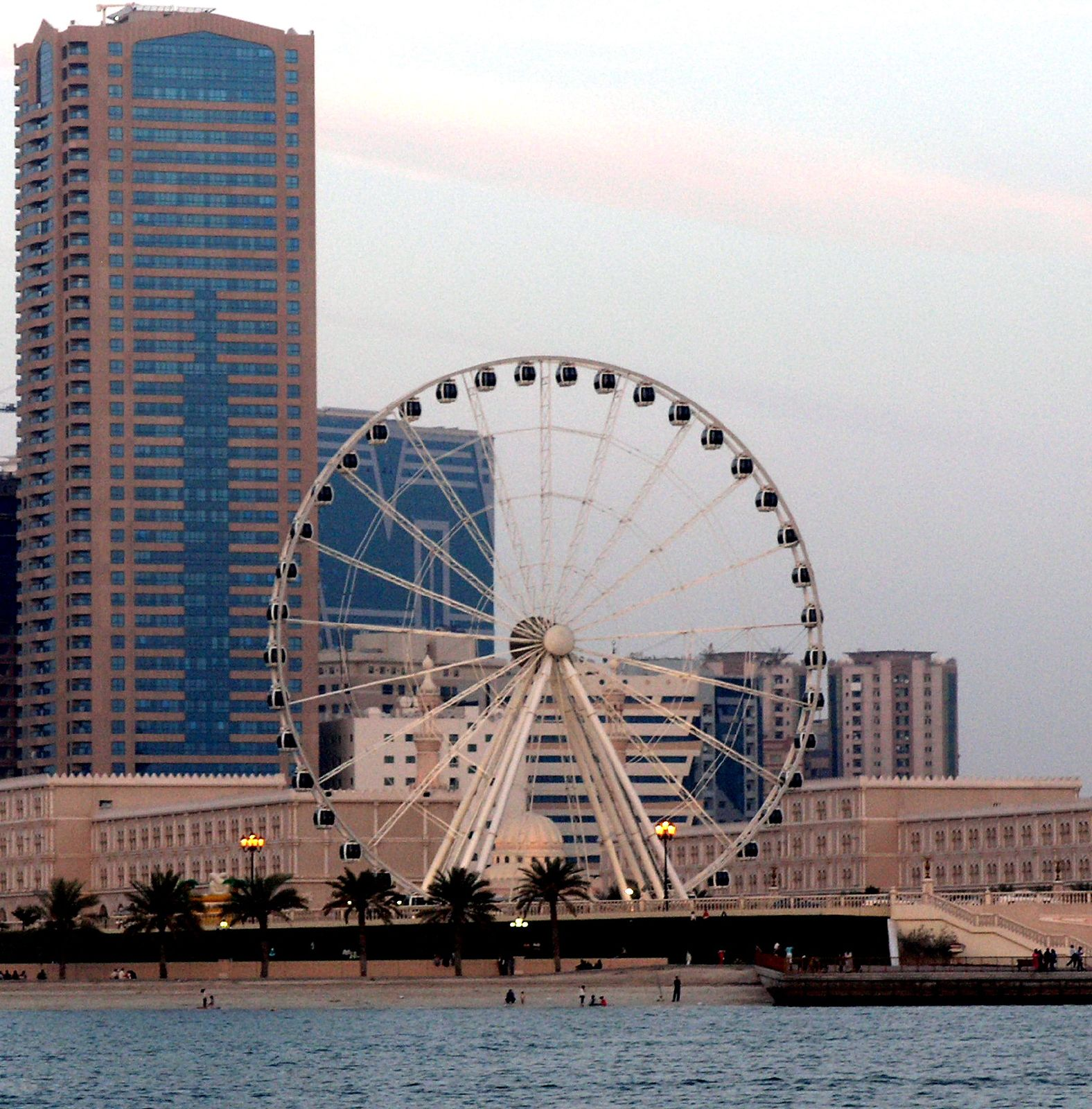
الشارقة
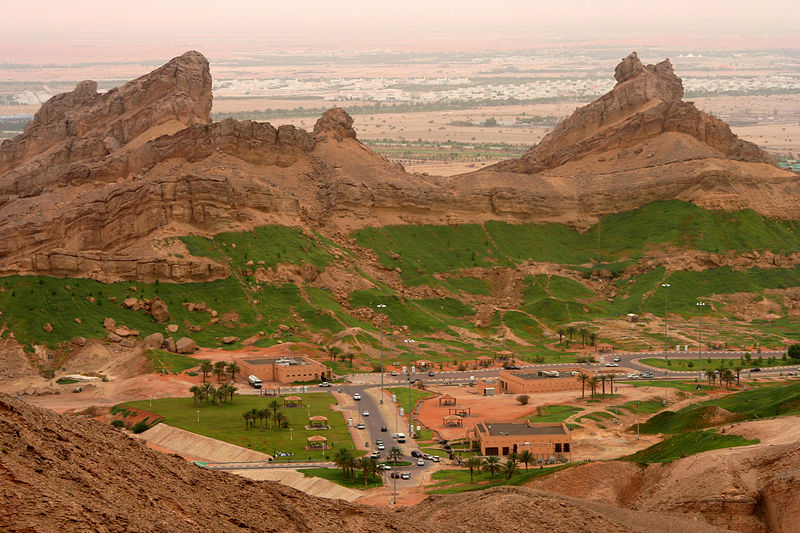
العين

 الإمارات العربية المتحدة هي دولة اتحادية تقع في شرق شبه الجزيرة العربية في جنوب غرب قارة آسيا مطلة على الشاطئ الجنوبي الخليج العربي. لها حدود بحرية مشتركة من الشمال الغربي مع دولة قطر ومن الغرب حدود برية وبحرية مع المملكة العربية السعودية ومن الجنوب الشرقي مع سلطنة عمان. تأتي تسمية الإمارات نسبة إلى الإمارات السبع التي شكلت اتحادا فيما بينها وهي، إمارة أبوظبي وإمارة دبي وإمارة الشارقة وإمارة رأس الخيمة وإمارة عجمان ووإمارة أم القيوين وإمارة الفجيرة.
تأتي في المرتبة السابعة في العالم من حيث احتياطياتها النفطية، ودولة الإمارات العربية المتحدة تمتلك واحدا من أكثر الاقتصادات نموا في غرب آسيا. إن اقتصاد دولة الإمارات يحتل المرتبة الثانية والعشرين على مستوى العالم في أسعار الصرف في السوق. وهي ثاني أكبر دولة في القوة الشرائية للفرد الواحد، وعلى نسبة عالية نسبيا في مؤشر التنمية البشرية للقارة الآسيوية، وتحتل المرتبة الأربعين عالميا. دولة الإمارات العربية المتحدة تصنف على أنها ذات الدخل المرتفع والتطوير الاقتصاد النامي من خلال صندوق النقد الدولي.

### دولة الكويت

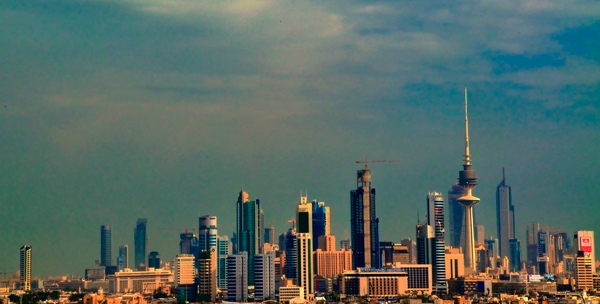
الكويت
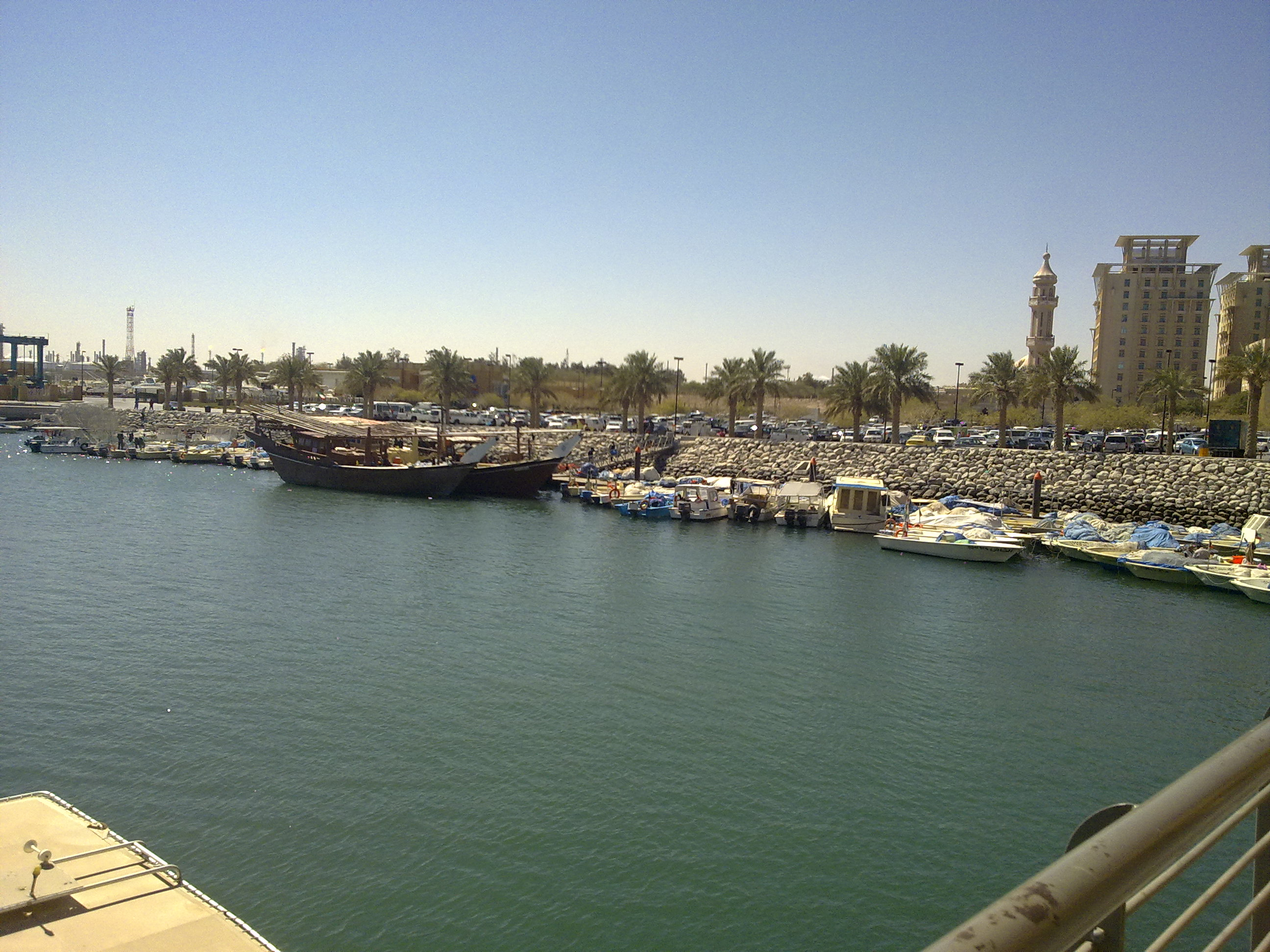
الأحمدي
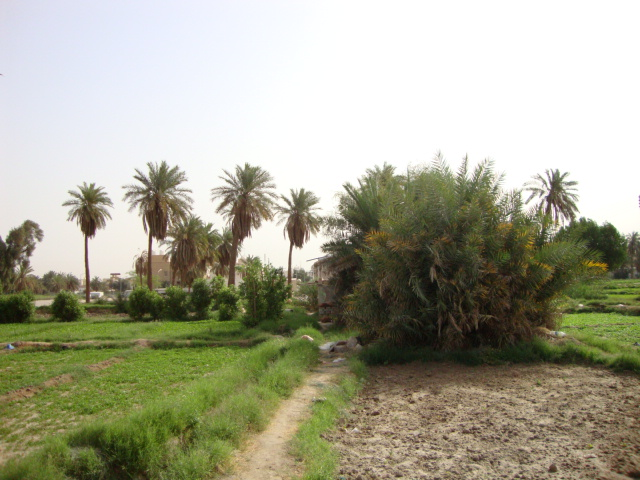
الجهراء
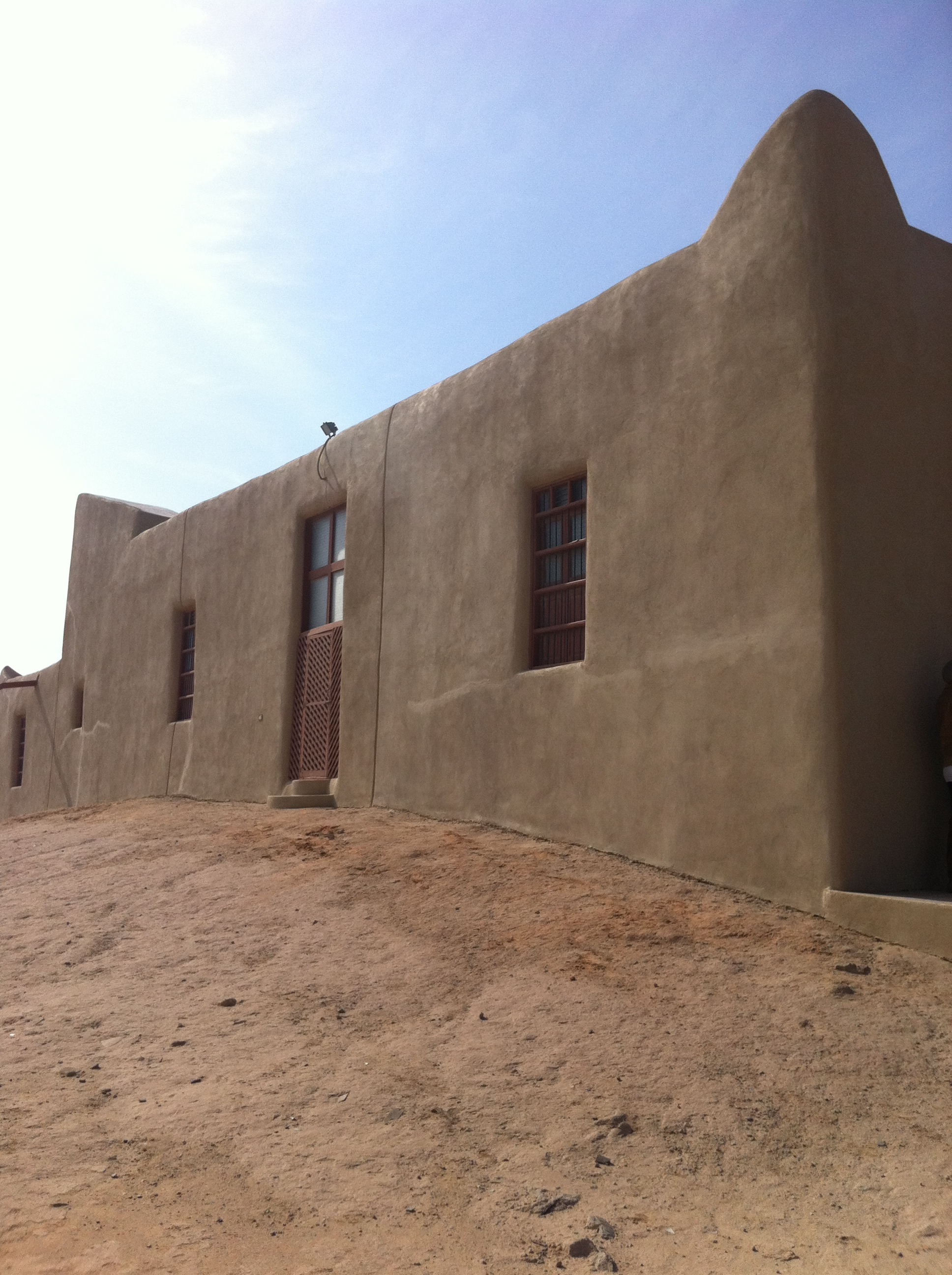
فيلكا

 الكويت، هي دولة تقع في شبة الجزيرة العربية، وتحديدًا في الركن الشمالي الغربي للخليج العربي الذي يحدها من الشرق، ويحدها من الشمال والغرب جمهورية العراق ومن الجنوب المملكة العربية السعودية، وتبلغ مساحتها الإجمالية 17,818 كيلومتر مربع، ويبلغ عدد السكان طبقًا لإحصاء عام 2010 ما يقارب الثلاثة ملايين نسمة. وترجع تسمية الكويت إلى تصغير لفظ «كوت» التي تعني الحصن أو القلعة، وقد شيد بالقرب من الساحل في القرن السابع عشر ميلادي.
من الناحية الاقتصادية، تعد الكويت أحد أهم منتجي ومصدري النفط في العالم، فتمتلك خامس أكبر احتياطي نفطي في العالم، حيث يتواجد في أرضها 10% من احتياطي النفط بالعالم، ويمثل النفط والمنتجات النفطية ما يقرب من 87% من عائدات التصدير و80% من الإيرادات الحكومية. تعتبر الكويت من البلدان ذات الدخل المرتفع بحسب تصنيف البنك الدولي. تعود أسباب تلك القوة الاقتصادية إلى ضخامة الناتج المحلي الإجمالي (تعادل القدرة الشرائية) 167.9 مليار دولار، ونصيب الفرد المرتفع من الناتج المحلي الإجمالي الذي بلغ قرابة 45,455 دولار أمريكي في عام 2011، محتلة بذلك المركز الثامن عالميًا، والثاني عربيًا من حيث الناتج المحلي الإجمالي.

### دولة قطر

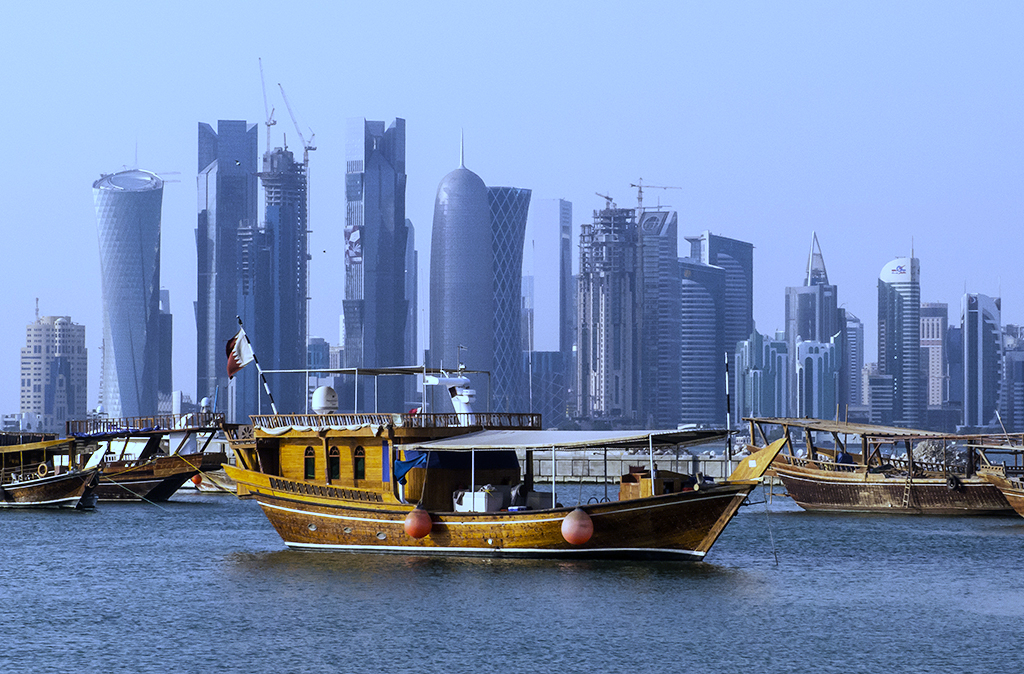
الدوحة
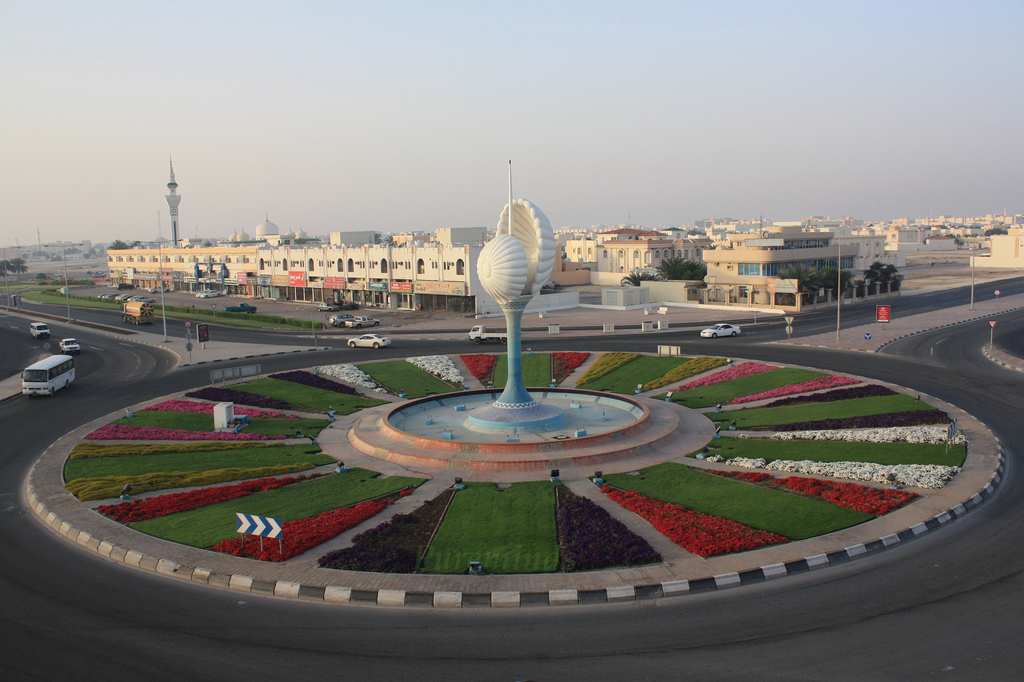
الوكرة
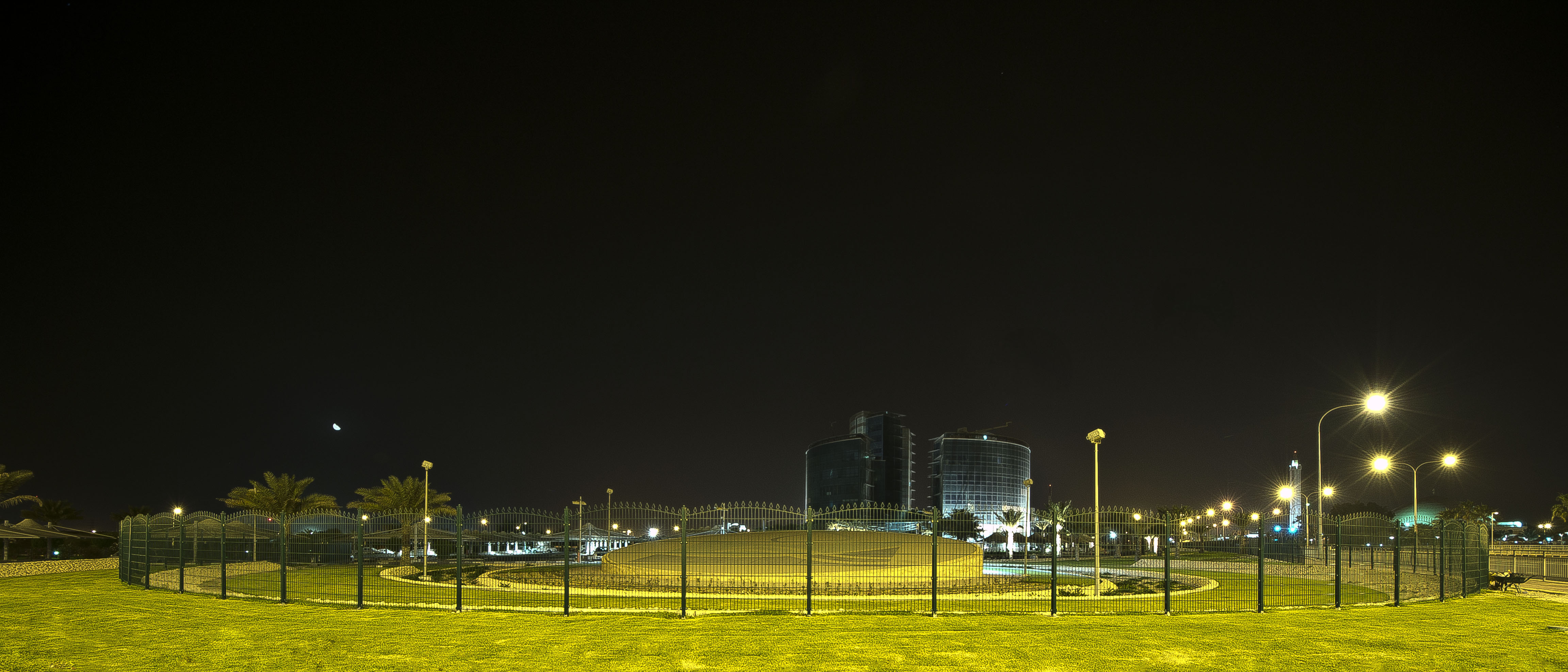
مسيعيد
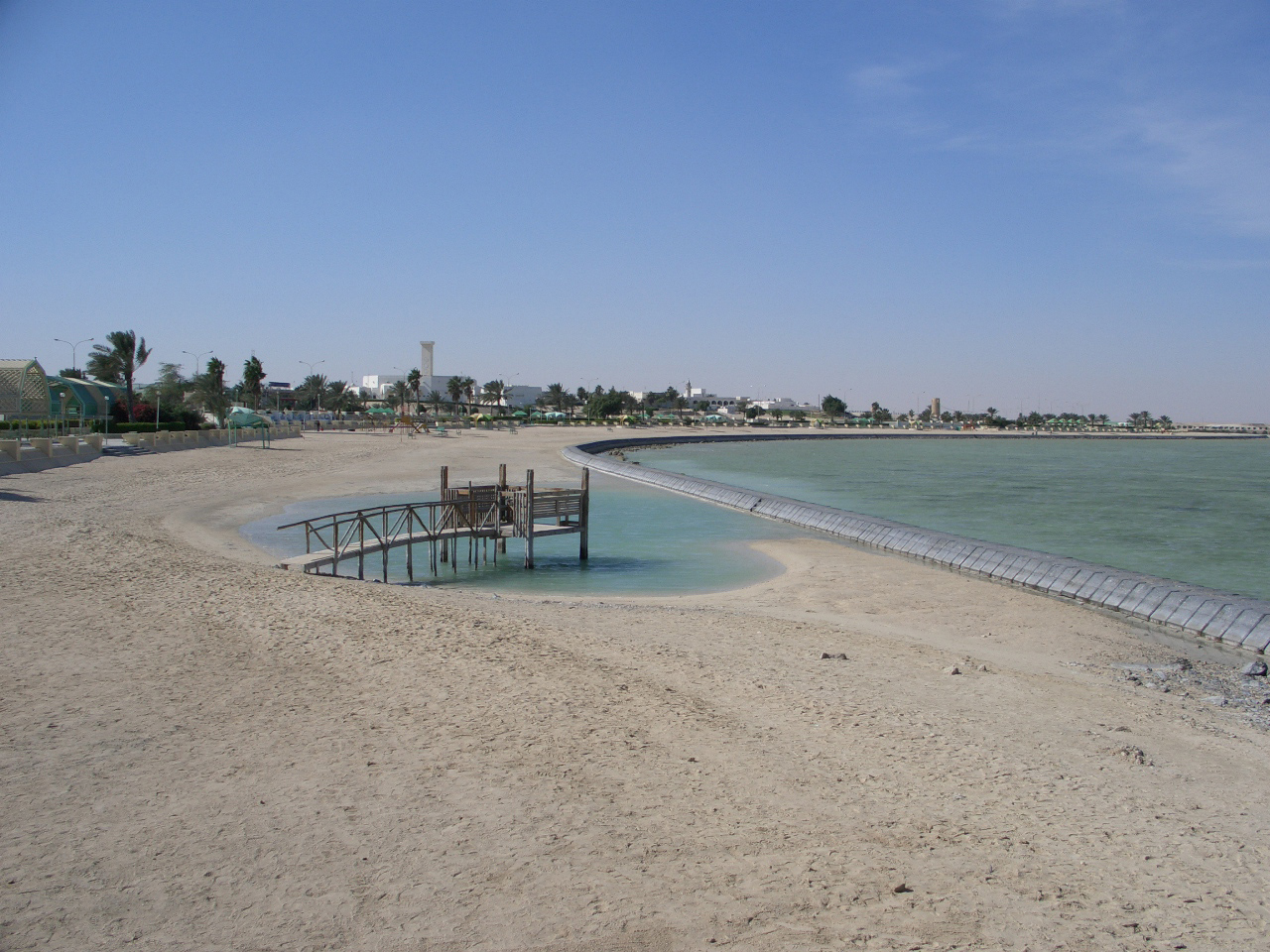
الخور

 قطر هي دولة تقع في شرق شبه الجزيرة العربية مطلة على الخليج العربي. لها حدود برية مشتركة من الجنوب مع المملكة العربية السعودية وبحرية مع دولة الإمارات العربية المتحدة، مملكة البحرين.
إن الركيزة الأساسية للاقتصاد القطري هي استغلال الموارد النفطية. وقد حدثت طفرة كبيرة في الوضع الاقتصادي منذ منتصف الثمانينات عندما تم اكتشاف أكبر حقل بحري معروف في العالم للغاز غير المصاحب في منطقة الشمال الساحلية بدولة قطر، مما جعلها تحتل المرتبة الثانية بين دول العالم من حيث احتياطي الغاز الطبيعي. وتم استثمار كثير من الموارد في تطوير الخدمات والمرافق لمعالجة وتصدير هذه السلعة التي لا تقدر بثمن.

### مملكة البحرين
البحرين دولة جزيرية في الخليج العربي على الجهة الشرقية من شبه الجزيرة العربية عاصمتها المنامة، ترتبط البحرين مع السعودية بجسر صناعي يسمى جسر الملك فهد، وهناك مخطط لربطها بجسر آخر مع الأراضي قطر، بلغ عدد سكانها إحصاء عام 2010 ما يقارب 1.234.571 نسمة، منهم 666.172 نسمة من غير المواطنين. نالت البحرين استقلالها عن بريطانيا عام 1971، وتم إعلانها كدولة مستقلة، لكن في سنة 2002 وبعد استفتاء شعبي عام على ميثاق العمل الوطني أصبح اسم البلاد البحرين، اعتبارًا من عام 2012، كانت البحرين في (المرتبة 48 في العالم) في مؤشر التنمية البشرية، ومعترف بها من قبل البنك الدولي كاقتصاد الدخل المرتفع. البلاد هي عضو في الأمم المتحدة، ومنظمة التجارة العالمية، وجامعة الدول العربية وحركة عدم الانحياز ومنظمة المؤتمر الإسلامي وكذلك أحد الأعضاء المؤسسين لمجلس التعاون لدول الخليج العربية.

## مؤلفات عن شبه الجزيرة العربية
- جزيرة العرب/ للهمداني.
- أسماء جبال تهامة وسكانها/ لعرام بن الأصبع.
- بلاد العرب/ للحسن بن عبد الله الأصفهاني.
- صفة بلاد اليمن ومكة وبعض الحجاز/ لابن المجاور.
- جغرافية شبه الجزيرة العربية/ محمود طه أبو العلاء.
- صحيح الأخبار عما في بلاد العرب من الآثار/ محمد بن بليهد النجدي.
- جغرافية الصحاري العربية/ صلاح بحيري.
- حوض الخليج العربي/ محمد متولي.
- قلب الجزيرة العربية/ فؤاد حمزة.
- جزيرة العرب في مؤلفات علماء المغرب/ حمد الجاسر بحث منشور في مجلة العرب المجلدات: (4- 5- 6).
- كيف دوّن العرب جغرافية جزيرتهم/ حمد الجاسر، مجلة جامعة الملك سعود، العدد (1)، 1959م.
- الأقسام الجغرافية لجزيرة العرب/ عبد المحسن الحسيني، مجلة كلية الآداب بالإسكندرية، 1952م.
- أقاليم الجزيرة العربية/ عبد الله بن يوسف الغنيم.
- جزيرة العرب/ من كتاب المسالك والممالك للبكري/ أخرجه: عبد الله بن يوسف الغنيم.
- العرب والإسلام/ لأبي الحسن الندوي.
- كيف ينظر المسلمون إلى الحجاز وجزيرة العرب/ لأبي الحسن الندوي.
- لماذا ظهر الإسلام في جزيرة العرب/ أحمد موسى سالم.
- اتجاه الموجاتالبشرية في جزيرة العرب/ محب الدين الخطيب.
- الدعوة إلى الله في جزيرة العرب/ سعد الحصين.
- دراسة في مصادر الجزيرة العربية/ لعبد الفتاح أبو علية.[89]

## الملاحظات
1. ↑  باستثناء أرخبيل سقطرى.
2. ↑  الأجزاء الجنوبية من العراق.
3. ↑  الأجزاء الجنوبية من الأردن.